# Geschichte der Berliner S-Bahn
Die Geschichte der Berliner S-Bahn ist ein langer Prozess, in dem ein innerstädtisches, elektrisch betriebenes Nahverkehrssystem in Berlin geschaffen wurde. Die Inbetriebnahme der ersten Strecke erfolgte am 8. August 1924, nachdem die wesentlichen Voraussetzungen mit der Einführung eines Nahverkehrstarifs und die Trennung von Nah- und Fernverkehr auf der Schiene schon 1891, also mehr als 30 Jahre vorher geschaffen worden waren.
Erste elektrische Versuchsbetriebe fanden ab 1900 statt. Im Juli 1903 begann ein Versuchsbetrieb auf der Anhalter Vorortbahn bis Groß-Lichterfelde Ost, der bald in einen Regelbetrieb überging und Mitte der 1920er modernisiert wurde. Im August 1924 ging die erste mit seitlicher, von unten bestrichener Stromschiene und 750 Volt Gleichspannung elektrifizierte Eisenbahnstrecke vom Stettiner Vorortbahnhof (dem heutigen Nordbahnhof) nach Bernau in den Regelbetrieb.
Nach dem Zweiten Weltkrieg wurde das S-Bahn-Netz schnell von Kriegsschäden befreit. Ende 1947 war bis auf wenige Ausnahmen das gesamte Netz wieder befahrbar. Der Bau der Berliner Mauer im Jahr 1961 führte zum größten Einschnitt in den Betrieb und das Netz der S-Bahn. Während das Netz in Ost-Berlin weiter ausgebaut wurde, sanken die Fahrgastzahlen in West-Berlin aufgrund von Boykotten, wodurch der Betrieb von der die S-Bahn verwaltenden Deutschen Reichsbahn weiter vernachlässigt und 1980 nach einem Streik der Angestellten schließlich auf etwa der Hälfte der Streckenlänge eingestellt wurde. 1984 übernahmen die West-Berliner Verkehrsbetriebe den Betrieb im Westteil und begannen dessen Sanierung und wieder den vollständigen Betrieb. In diesem Zusammenhang begann die BVG – statt der sogenannten Zuggruppenbezeichnung – auf den drei von ihr betriebenen Strecken analog zur U-Bahn erstmals auch Liniennummern einzuführen. Nach dem Mauerfall kam es 1990 wieder zur Zusammenführung der beiden seit 1961 getrennten S-Bahn-Netze.

## Vorgeschichte (1838–1924)

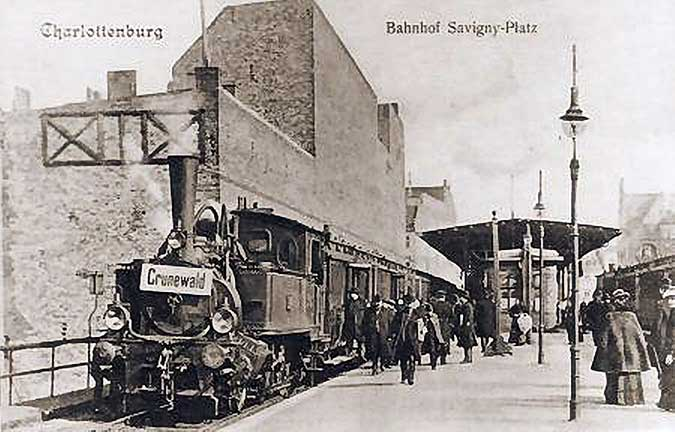
Von einer T-2-Lok geführter Zug in Richtung Grunewald am Bahnhof Savignyplatz (Charlottenburg) der Berliner Stadtbahn, um 1900

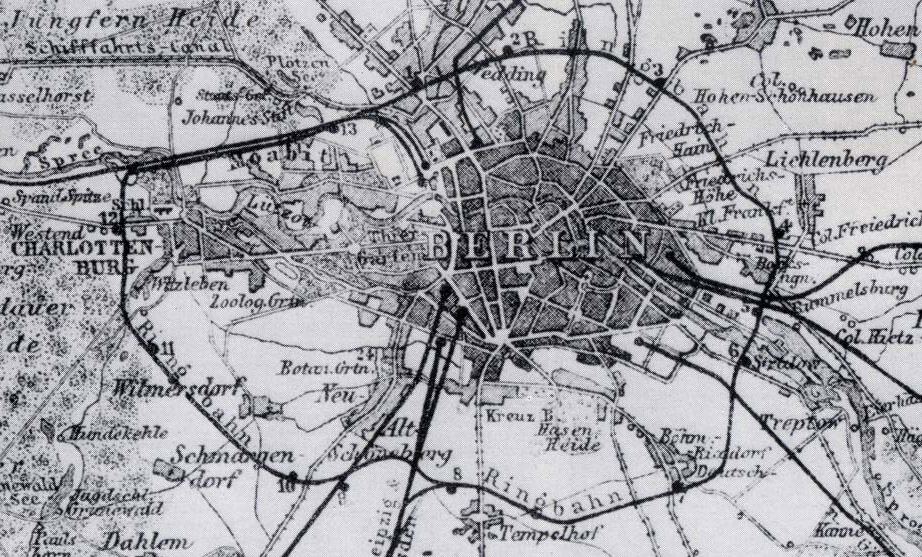
Berliner Ringbahn („Hundekopf“) auf einer Karte von 1877

Die ersten Hauptbahnen entstanden ab 1838 mit der Verbindung Berlin – Zehlendorf – Potsdam. Bis 1846 zählte die Stadt schon fünf Kopfbahnhöfe, von denen Strecken in nahezu alle Richtungen führten. Bis 1882 kamen weitere vier Bahnhöfe hinzu. Um die Strecken miteinander zu verbinden, wurde 1851 die Berliner Verbindungsbahn entlang der damaligen Stadtmauer auf Geländeniveau errichtet. Sie umfuhr das Stadtgebiet in einem Dreiviertelkreis vom Stettiner über den Hamburger, den Potsdamer und den Anhalter Bahnhof zum Frankfurter Bahnhof. Der ständige Verkehr, vor allem durch das Militär, behinderte stark den Personenverkehr auf der Straße, sodass eine neue Lösung in Erwägung gezogen wurde.
Die neue Berliner Ringbahn wurde als Umgehungsbahn weit außerhalb der damaligen Besiedlung um die Stadt herumgeführt. Aufgrund des Deutsch-Französischen Krieges wurde der erste Abschnitt im Osten 1870 zunächst für den Militärverkehr, ab 1872 auch für den Personen- und Güterverkehr freigegeben. Vom damaligen Bahnhof Moabit wurde Berlin im Norden und Osten über Gesundbrunnen, Rixdorf umfahren und der Bahnhof Schöneberg an der Potsdamer Bahn erreicht. Die südwestliche Ringbahn erreichte ab Ende 1877 über Charlottenburg-Westend (heute Bahnhof Westend) das Gebiet des heutigen Bahnhofs Beusselstraße in Moabit, und der Ring war geschlossen. Wegen seiner markanten Form wird das umschlossene Gebiet auch Hundekopf oder Großer Hundekopf genannt. Diese Bezeichnung hat auch Einzug in den Sprachgebrauch der Berliner Politik und Verwaltung gehalten.
Im Februar 1882 wurde schließlich die Berliner Stadtbahn in Betrieb genommen, eine 11,2 Kilometer lange Hochbahn mit einem acht Kilometer langen gemauerten Viadukt, die eine Verbindung des Schlesischen Bahnhofs (heute Ostbahnhof) mit dem Bahnhof Charlottenburg schuf.
Durch das rasante Wachstum der Stadt nahm auch der Vorortverkehr immens zu. Überlegungen, besondere Vorortgleise neben den bestehenden Strecken zu bauen, kamen zwar schon früh auf, doch dauerte es bis 1891, dass auf der Wannseebahn eine erste separate Vorortstrecke im Berliner Raum in Betrieb ging. In den folgenden Jahren wurden auch weitere Strecken (beispielsweise nach Bernau und Grünau) mit separaten Vorortgleisen versehen.
Nachdem Werner Siemens 1879 seine Elektrolokomotive vorgestellt und zwei Jahre später die erste elektrische Straßenbahn ihren Betrieb aufgenommen hatte, zögerte die Preußische Eisenbahn zunächst, startete dann aber ab 1900 auf verschiedenen Strecken den elektrischen Betrieb.
Der erste Versuchsbetrieb wurde von Siemens & Halske zwischen Berlin Potsdamer Bahnhof und Zehlendorf mit von der Seite bestrichenen Stromschienen 1901 begonnen, eingesetzt wurden zu Triebwagen umgebaute dreiachsige Abteilwagen. Dieser Betrieb wurde, nachdem er keine positiven Ergebnisse gebracht hatte, 1902 wieder eingestellt. Der nächste Versuchsbetrieb, dieses Mal mit Ausrüstungen der UEG, begann im Juli 1903 zwischen Berlin Potsdamer Vorortbahnhof und Groß-Lichterfelde Ost. Verwendet wurden hier von oben bestrichene Stromschienen und Gleichspannung von 550 V, die Triebwagen entstanden aus vierachsigen Abteilwagen. Er bewährte sich so gut, dass er anschließend bis zur Integration der Strecke in den S-Bahn-Betrieb 1929 als Regelbetrieb beibehalten wurde. Ein dritter Versuchsbetrieb mit Einphasenwechselspannung von 6 kV und 25 Hz zwischen Niederschöneweide-Johannisthal und Spindlersfeld in den Jahren 1903 und 1904 wurde zwar in Berlin nicht beibehalten, er führte jedoch zur Elektrifizierung der Hamburg-Altonaer Stadt- und Vorortbahn sowie der Altonaer Hafenbahn mit demselben System.

Triebwagen des S&H-Versuchsbetriebes Bln Potsdamer Bf – Zehlendorf 1901–1902
Triebwagen des UEG-Betriebes Bln Potsdamer Bf – Groß-Lichterfelde Ost 1903–1929
UEG-Versuchsbetrieb Niederschöneweide-Johannisthal – Spindlersfeld 1903–1904

Um 1910 entschied man sich, die Stadtbahn, die Ringbahn und zahlreiche Vorortstrecken mittels Oberleitung zu elektrifizieren. Als Rollmaterial waren Elektrolokomotiven und sechsachsige Personenwagen vorgesehen, weil dies geringere Wartungskosten und weniger Verschleiß an den Schienen nach sich gezogen hätte. Die Gesamtkosten für die notwendigen 690 Personenwagen, 557 Lokomotiven, Betriebshöfe, die Oberleitung sowie zwei Bahnkraftwerke in Berlin und Bitterfeld hätten sich auf 53,3 Millionen Mark belaufen.

## Die „Große Elektrisierung“ (1924–1933)

Plan der „Großen Elektrisierung“, um etwa 1930

Im Jahr 1879 wurde auf der Gewerbeausstellung in Berlin die erste elektrische Lokomotive ausgestellt. Schon 1881 fuhr die erste elektrische Straßenbahn vom Bahnhof Lichterfelde zur Kadettenanstalt. Zu dieser Zeit hatte die Entwicklung elektrischer Bahnen gerade erst begonnen. Es war alles völlig neu, und viele unbekannte noch auftretende Probleme mussten erst noch erkannt und gelöst werden. Hier die Jahreszahlen, in denen die Lösungen erarbeitet wurden: Oberirdische Stromzuführungen 1881, Unterirdische Stromzuführungen 1889, Stromzuführung über die Fahrschienen 1881 oder dritte Stromschiene 1900, die Art der Stromabnehmer, Rollenstromabnehmer (Schiffchen) 1892 oder Stromabnahme mit dem Bügel 1888 – einfacher Bügel oder Scherenform 1896, die Fahrmotoraufhängung, die Drehmomentübertragung auf die Radsätze, die Abdichtung der Motoren gegen Nässe und Staub und die Art des Wagenkastens.
Zum 1. April 1895 trat die Neuorganisation der Preußischen Staatsbahnen in Kraft. Alle bis dahin in Berlin einmündenden Fernstrecken, die sich unter der Verwaltung des Königreichs Preußen befanden, sowie die Stadt-, Ring- und Vorortbahnen wurden in der Eisenbahndirektion Berlin zusammengeschlossen.
Nach der Eröffnung der mit Strom betriebenen Berliner Hochbahn im Jahr 1902 erkannte man, dass der Dampfbetrieb auf Dauer für eine Großstadt nicht geeignet war. Um auch weiterhin mit der technischen Entwicklung Schritt zu halten, befasste sich das preußische Ministerium der öffentlichen Arbeiten seit Ende der 1890er Jahre mit der Elektrisierung (damals war die Bezeichnung „Elektrisierung“ für die Elektrifizierung üblich).
Kurz vor Beginn des Ersten Weltkriegs im Jahr 1914 stand das Projekt vor dem Abschluss. Nach Kriegsende 1918 litt das Reich und die Reichsbahn unter den Kriegsfolgen, der Geldentwertung und der Weltwirtschaftskrise Anfang der 1930er Jahre. Trotzdem wurde die Elektrifizierung der nördlichen Vorortstrecken wieder aufgegriffen.
Im Jahr 1926 hatte der Verwaltungsrat der Deutschen Reichsbahn-Gesellschaft in einer Sitzung in Hamburg die Vorlage der Hauptverwaltung zur Elektrisierung der Stadt- und Ringbahn mit den anschließenden Vorortstrecken zustimmend zur Kenntnis genommen.

### Die Entwicklung der Berliner Stadt-, Ring- und Vorortbahnen bis zur großen Elektrifizierung 1926/1928
Zu dieser Zeit mündeten alle nach Berlin führenden Fernbahnstrecken in die Gleisanlagen Berlins. Die Linienführung der Stadt-, Ring- und Vorortbahnen bestimmte sich zum großen Teil nach der Lage ihrer Endbahnhöfe.
Ende der 1870er Jahre gab es acht Kopfbahnhöfe der Fernbahnstrecken, die durch die Ringbahn miteinander verbunden wurden: Anhalter, Dresdener, Potsdamer, Hamburger, Lehrter, Stettiner, Frankfurter (Schlesischer Bahnhof) und den Görlitzer Bahnhof.
Zunächst waren noch die Fernbahn-Vororttrassen die Träger des Vorortverkehrs. Dann wurde begonnen, diese mit zusätzlichen Bahnhöfen auszustatten, was auch wesentlich dazu beitrug, dass sich die Stadt von nun an über die Ringbahn hinaus in die Vororte ausbreitete.

#### Die Elektrisierungsvorlage von 1912/1913
Ende 1911 beantragte das preußische Ministerium der öffentlichen Arbeiten im Entwurf des Eisenbahn-Anleihegesetzes für das Jahr 1912 die Mittel für die Einrichtung der elektrischen Zugförderung auf den Berliner Stadt-, Ring- und Vorortbahnen.
Die Begründung zur Vorlage wurde mit der Denkschrift 239 B des Hauses der Abgeordneten (21. Legislaturperiode, V. Session) eingereicht.
Die Elektrifizierung sollte sich auf das gesamte – damals 429,3 Kilometer umfassende – Netz der Stadt-, Ring- und Vorortbahnen erstrecken. Die Begründung stützte sich auf die Verkehrszunahme in den folgenden Jahren. 1911 waren bereits 328,3 Millionen Reisende befördert worden. Der Stadt- und Ringbahnverkehr hatte sich von 1895 bis 1909 mehr als verdoppelt.

Triebgestell EB 2, um 1911

Zur Erhöhung der Betriebsleistung wurden drei Varianten untersucht: Dampfbetrieb mit Vorspann, elektrischer Betrieb mit lokomotivbespannten Zügen und elektrische Triebwagenzüge. Die Staatsbahnverwaltung schlug den Betrieb mit elektrischen Triebgestellen (→ Entstehungsgeschichte der Preußischen EP 213 bis EP 219) vor. Man glaubte, durch die weitere Verwendung des vorhandenen Wagenparks den Betrieb sicherstellen und außerdem Kosten einsparen zu können. Die Züge sollten als Voll- oder Halbzüge fahren. Je ein Triebgestell sollte an der Spitze und am Schluss eines Zuges laufen.
Hinsichtlich der Triebgestelle war es eine noch nicht erprobte Idee, die hier in die Tat umgesetzt werden sollte. Vorgesehen war ein Fahrleitungsbetrieb mit 15 kV Einphasenwechselspannung und einer Frequenz von 16 2⁄3 Hz entsprechend dem Übereinkommen betreffend die Ausführung elektrischer Zugförderung. Die Energie sollte aus zwei Kraftwerken fremdbezogen werden. Die Staatsbahnverwaltung wollte die Vorlage nicht mit den Kosten eines Kraftwerkes belasten, die sich damals auf 90 Millionen Mark beliefen.
In den Jahren zwischen 1899 und 1916 wurden sieben Kostenvoranschläge erstellt. Für die Elektrifizierung wurden 123,35 Millionen Mark veranschlagt, 73,35 Millionen Mark waren für die Beschaffung von Triebgestellen und die Ausrüstung von Personenwagen mit Hochspannungsausrüstung und Führerständen geplant. Zusätzlich sollten 132 größere Personenwagen neu beschafft werden. 50 Millionen Mark waren für die stationäre Elektrifizierung mit den Veränderungen an Bahnsteigen und Gleisanlage vorgesehen. Die rein bautechnischen Arbeiten sollten 12,55 Millionen Mark kosten, neun Millionen Mark für neue Abstellanlagen, zwei Millionen Mark für Schuppenbauten zum Abstellen der Triebgestelle sowie 1,55 Millionen Mark für die Erhöhung der Bahnsteige.
Bei den elektrischen Anlagen wurden 17,64 Millionen Mark für die Fahrleitungen, 880.000 Mark für ein Umformerwerk und 10,68 Millionen Mark für Schutzvorrichtungen der Schwachstromleitungen von Bahn und Post, 7,25 Millionen Mark für Verbesserungen der Signaleinrichtungen geschätzt. Eine Million Mark wurde für die Ausbesserungswerke errechnet.
Eine Entscheidung über die Strom- und Spannungsart musste noch getroffen werde, die zu dieser Zeit in die Richtung des Einphasenwechselstroms ging. Die Staatsbahnverwaltung hatte die Erfahrungen des Probebetriebs Niederschöneweide – Spindlersfeld, des Stadtbahnbetriebs in Hamburg-Altona auf der Strecke Blankenese – Ohlsdorf und des Fernbahnbetriebs Dessau – Bitterfeld vorliegen. Hinzu kamen noch die Erfahrungen ausländischer Experten bei der Elektrifizierung der englischen Bahn London – Brighton und der amerikanischen Bahn New York – New Haven, die für den einphasigen Wechselstrom sprachen.
Für Gleichstrom sprachen die Erfahrungen aus dem Probebetrieb von 1901 mit Triebwagen auf der Wannseebahn, die aus dreiachsigen Abteilwagen entstanden waren, und dem nach der Versuchsphase von 1903 beibehaltenen elektrischen Betrieb auf der Vorortstrecke nach Lichterfelde Ost. Hinzu kamen weiterhin die Erfahrungen der 1902 eröffneten Berliner Hochbahn. Deren Betrieb gab keinen Anlass zu einer ungünstigen Beurteilung. Auch die U-Bahnen in London und Paris verkehrten mit Gleichstrom.
Für Wechselstrom sprach wiederum die einfache Zuleitung des Fahrstroms mit hoher Spannung, die Ersparnis an Umspannwerken und die einfachere Geschwindigkeitsregelung. Dagegen wurde die Ausrüstung der Wagen schwerer, was wiederum auf die Gleisunterhaltung in Höhen- und Seitenlage wirkte, auch beeinträchtigten Oberleitungen das Stadtbild.
Der Gleichstrom stellte in der damaligen Zeit hohe Anforderungen an die Umformerwerke, die aus dem hochgespannten Drehstrom Fahrstrom niedriger Spannung zu transformieren und gleichzurichten hatten. Außerdem bringt die Umwandlung Spannungsverluste mit sich.
Neu war der Gedanke, als Triebkraft eine Variante zwischen Triebwagen und Lokomotive zu wählen, nämlich das Triebgestell. Gerade dieser Gedanke war riskant und trug wesentlich zu der kritischen Behandlung im Landtag und in der Öffentlichkeit bei. Es sollten Triebgestelle mit zwei oder drei Triebachsen gebaut werden. Die Weiterverwendung des vorhandenen Wagenparks sollte die Wirtschaftlichkeit des Lokomotiv- oder Triebgestellbetriebs sicherstellen. Technisch wurde für den Gedanken die leichte Zugänglichkeit der elektrischen Ausrüstung und die Ersparnis angeführt, die sich dadurch erreichen lasse, dass man die Motorausrüstung nicht mit dem Wagen zu einem Fahrzeug mit schwerem Achsdruck und entsprechend hoher Beanspruchung des Oberbaues vereinige. Man ging von einer Zugfolge von 40 Zügen in der Stunde aus.
Für die Stromversorgung wurde die Fremdbelieferung mit einem Eventualvertrag gewählt. Dadurch konnten die Kosten um 90 Millionen Mark vermindert werden. Es waren rein finanzielle Gründe, die die Staatsbahnverwaltung hierzu bewegten. Die Verwaltung konnte das Kraftwerk nach zehn Jahren erstmals erwerben.
Die Drucksache 800 wurde in mehreren Sitzungen im Preußischen Abgeordnetenhaus und im Preußischen Herrenhaus durchgesprochen. Das Herrenhaus sprach sich einstimmig für die Elektrifizierung aus. Am 22. April 1913 wurde der Gesetzentwurf in der von der Kommission angenommenen Form zugestimmt: „Die Staatsregierung wird ermächtigt, zur Vorbereitung eines elektrischen Betriebs auf den Berliner Stadt-, Ring- und Vorortbahnen unter vorläufiger Beschränkung auf die von den Stadt- und Ringbahnzügen befahrenen Strecken 25 Millionen Mark zu verwenden.“ Dagegen hatte der Antrag der Staatsbahnverwaltung gelautet: „Die Staatsregierung wird ermächtigt, zur Errichtung elektrischer Zugförderung auf den Berliner Stadt-, Ring- und Vorortbahnen 50 Millionen Mark zu verwenden.“

#### Die Elektrifizierung der nördlichen Vorortstrecken 1924–1926
In den wirtschaftlich und politisch schwierigen Zeiten nach dem Ersten Weltkrieg erteilte der Minister der öffentlichen Arbeiten Preußens den Auftrag zur Elektrifizierung der nördlichen Vorortstrecken im Dezember 1919.
Dies war die Strecke Berlin Stettiner Vorortbahnhof über Gesundbrunnen nach Bernau und Gesundbrunnen – Hermsdorf in Richtung Oranienburg. Man wählte diese Strecke wegen des abgeschlossenen Betriebs, weil die Strecke nach Bernau seit 1916 besondere Vorortgleise besaß und die nach Oranienburg bis Hermsdorf ebenfalls viergleisig ausgebaut sowie der weitere Ausbau bereits beschlossen war. Die Längen dieser Strecken betrugen 22,08 km und 9,8 km, zusammen 32,78 km.
Anfangs war noch geplant, Wechselstrom mit einer Spannung von 15 kV einzusetzen. Die Züge sollten aus zwei Einheiten, also zwei Halbzügen bestehen. Jeder Halbzug sollte von einem Triebgestell bewegt werden und sich aus sechs dreiachsigen Wagen zusammensetzen.
Im ersten Abteil hinter dem Triebgestell und im letzten Abteil des letzten Wagens im Halbzug, wie in der Planung von 1912, sollte ein Führerstand eingebaut werden. Die Stromabnehmer befanden sich im Wagen hinter dem Triebgestell. Der Führerstandwagen wog 62,32 t, ein Triebgestell 34 t, die höchste Fahrgeschwindigkeit sollte 65 km/h betragen. Die Triebgestelle wurden von der AEG geliefert.
Gleichzeitig wurden Versuche mit einem Triebwagenzug der Siemens-Schuckert-Werke unternommen. Der Zug wurde 1929 fertiggestellt. Er bestand aus zwei Halbzügen. Jeder Halbzug erhielt zwei Triebwagen, zwischen den beiden Triebwagen liefen drei Beiwagen.
Die Stromart wurde nun letztendlich zu Gunsten des Gleichstroms entschieden. Bei der letzten Wirtschaftlichkeitsrechnung wurde der Umstand ausschlaggebend, dass der alte Wagenpark, der nach den Kriegsjahren verschlissen war und durch die Holzkonstruktion der Wagenkästen auch Sicherheitsbedenken auslöste, nun doch ersetzt werden musste. Es wurden Wagen mit Schiebetüren gewählt, ein Vollzug sollte 569 Sitzplätze aufweisen, und sein Leergewicht betrug 281 t.
Später wurden die Gleise nach der Entscheidung über Gleichstrom mit einer dritten Schiene (Stromschiene) ausgerüstet und eine Spannung von 800 V zugeführt. Im Gegensatz zu den Versuchsbetrieben und zum Kleinprofilnetz der U-Bahn entschied man sich jedoch für eine von unten bestrichene Stromschiene. Insbesondere auf Brücken, wo die notwendige Lichtraumerweiterung für die Stromabnehmer nicht möglich war, wurden von der Seite bestrichene Brückenleitschienen vorgesehen, deshalb mussten die Stromabnehmer um zwei Achsen schwenkbar sein.
Die Deutsche Reichsbahn-Gesellschaft (DRG) bestellte bei der Industrie sechs Versuchstriebwagen, die von A bis F durchbuchstabiert wurden. Die Probezüge wurden vor dem Einbau der elektrischen Ausrüstungen zunächst mit Dampflokomotiven bespannt. Die Nordstrecken boten sich auf Grund des geringeren und vom übrigen Vorortverkehr getrennten Betriebes ideal für den Testbetrieb an.
Am 8. August 1924 verkehrte der erste elektrische Zug auf der Vorortbahn nach Bernau noch zwischen den bisherigen dampfgeführten Zügen.
Am 5. Juni 1925 wurde der erste Fahrplan für den elektrischen Betrieb eingerichtet. Am 4. Oktober 1925 erfolgte die elektrische Betriebsaufnahme auf der Strecke von Hermsdorf nach Oranienburg (16,3 km). Auf der dritten Nordstrecke nach Velten, abzweigend bei Schönholz-Reinickendorf von der Strecke Gesundbrunnen–Oranienburg, wurde am 16. März 1927 der elektrische Betrieb (21,5 km) aufgenommen. Der Strom wurde über 30-kV-Kabel aus den öffentlichen Netz bezogen und in sechs Umformerwerken in Gleichspannung von 800 V umgeformt. Triebwagenschuppen wurden an den vier Endpunkten der drei Strecken errichtet. Die Kosten der Elektrifizierung der Nordstrecken betrugen 13 Millionen Mark. Das zweite Gleis von Tegel nach Velten kostete rund zehn Millionen Mark. Die ersten Zahlungen wurden teils in der Inflationszeit fällig.
Die erste reguläre Baureihe der Bauart „Bernau“ – die spätere Reihe ET 169 – war mehr für den Testbetrieb als für den Dauereinsatz konzipiert. Zwischen zwei langen, vierachsigen Triebwagen waren drei kürzere, zweiachsige Beiwagen eingestellt, eine recht ungewöhnliche Anordnung, die bereits bei den Versuchszügen A bis E angewandt wurde. Bereits ein Jahr später wurde mit der Bauart „Oranienburg“ (ET 168) eine Wagenaufteilung getroffen, die bis heute Bestand hat: Sämtliche Wagen laufen auf zweiachsigen Drehgestellen, (Trieb-, Steuer- und Beiwagen) weisen eine fast identische Länge auf. Im Betrieb war immer ein Triebwagen mit einem Steuer- oder Beiwagen fest gekuppelt, diese Zusammenstellung wurde Viertelzug genannt. Zwei Viertelzüge bildeten einen Halbzug, drei einen Dreiviertelzug und vier einen Vollzug. Ein Halbzug entsprach von der Länge her einer Fünfwageneinheit der Bauart „Bernau“. Doch auch die Züge der Bauart „Oranienburg“ konnten die Verantwortlichen der deutschen Reichsbahn nicht vollständig überzeugen.

### Die große Elektrifizierung 1926/1928
Die Rauch- und Rußbelästigung war schon immer ein Problem des Dampfbetriebs. Der Elektrobetrieb kommt nicht nur dem Reisenden zugute, sondern wirkt sich auch im Betrieb fördernd und wirtschaftlich aus. Nach einem gutachterlichen Urteil konnte jedoch irgendeine veränderte Zusammensetzung der Luft zur Zeit nach der Elektrifizierung nicht nachgewiesen werden. Aus damaliger Sicht herrschte die Meinung, dass die großen Kraftwerke derart große Mengen an Rauch und Ruß in die Luft abgaben, dass der Einfluss des Eisenbahndampfbetriebes dagegen verschwindend gering eingestuft wurde.
Bei elektrischem Betrieb ist die Sicht auf die Signale ungehindert, sodass nun Lichtsignale eingesetzt werden konnten. Die Streckensicherung und damit zwangsläufig auch die Abbremsung des Zuges ist betriebssicherer zu erreichen. Größere Sauberkeit vermindert die Unterhaltskosten von Hallen und Brücken. Die Geräusche der anfahrenden Züge waren wesentlich geringer. Die Beleuchtung der Wagen ist komfortabler zu lösen.
Durch die zwangsläufige Erhöhung der Bahnsteige war es möglich, eine bequemere und schnellere Abfertigung der Reisenden zu ermöglichen.

#### Technische Forderungen
Noch 1920 dachte man zunächst an die Ausführung der Planungen von 1912, die Strecken mit Wechselstrom zu elektrifizieren und die vorhandenen Wagenzüge mit Triebgestellen zu bespannen. Der schlechte Zustand der Wagen nach der durch die Kriegs- und Inflationszeit bedingt verlängerten Betriebszeit erforderte jedoch auch im Hinblick auf den Wettbewerb mit den städtischen Verkehrsmitteln Neubeschaffungen. Die Entscheidung fiel zugunsten von kräftig motorisierten Triebwagenzügen. Eine Betriebskostenrechnung für Wechsel- und Gleichstrombetrieb mit Triebwagenzügen fiel zugunsten des Gleichstroms aus. Die Betriebsspannung von 800 Volt wurde auf den nördlichen Vorortstrecken erprobt. Sie erwies sich aus Gründen der einfachen und sicheren Isolierung sowie der Verfügbarkeit von technisch erprobten Motoren und Umformern als zweckmäßig. Für die Gleichrichtung des Fahrstromes wurden jedoch anstelle der bis dahin üblichen rotierenden Einankerumformer Quecksilberdampfgleichrichter vorgesehen.
Im Stadtbahnbetrieb wurden seinerzeit für einen Tonnenkilometer durchschnittlich 50 Wattstunden (Wh) Elektroenergie benötigt, 46–49 Wh im Sommer und bis 59 Wh im Winter infolge der zugeschalteten Heizung. Der Vertragspreis des Stromes war damals vertraulich und der Öffentlichkeit nicht bekannt.
Bei der Wahl des Strombezugs war zu entscheiden, ob ein eigenes Kraftwerk gebaut oder der Strom von fremden Versorgern bezogen werden sollte. Die Reichsbahn als damaliger Abnehmer von etwa 300 Millionen Kilowattstunden war für die Energieversorgungsunternehmen eine Kundenwerbung ersten Ranges und sogleich ein lukratives Geschäft, weil mit der Bahn täglich etwa 300 Tonnen Kohle zum Kraftwerk Klingenberg geliefert werden mussten. Der Strom wurde von zwei Versorgern bezogen, und zwar von der BEWAG und von der EWAG. Beide teilten sich den Bedarf zur Hälfte. Der ankommende Drehstrom mit 110 kV wurden in den beiden Schaltwerken Halensee und Markgrafendamm auf 30 kV transformiert. Die Schaltwerke waren voneinander unabhängig, im Störungsfall konnte jedes den Bedarf des Gesamtnetzes decken. An den Strecken wurden zur Speisung der 48 Gleichrichterunterwerke je zwei 30-kV-Kabel verlegt. In den Unterwerken wurde die ankommende Wechselspannung zunächst auf 800 V heruntertransformiert, anschließend gleichgerichtet und dann in das Stromschienennetz eingespeist.
Für die Erhaltung der elektrischen Triebwagen wurde ein neues Reichsbahnausbesserungswerk in Berlin-Schöneweide errichtet. Der Neubau wurde für die Zusammenfassung aller Erhaltungsarbeiten an den Triebwageneinheiten im Fließverfahren an einer Stelle errichtet. In diesem Werk sollten die von den Herstellern angelieferten Wagen auch elektrisch ausgerüstet werden. An das Streckennetz wurde das Werk über die Stichstrecke nach Spindlersfeld vom Bahnhof Berlin-Schöneweide aus angebunden. Die gesamten Gleisanlagen hatten eine Länge von 9,5 km, davon standen 4,34 km als Abstellgleise zur Verfügung. Ankommenden Züge fuhren zunächst in die Aufstellanlage ein. Die Viertelzugeinheiten wurden zuerst mit einer Rangierlokomotive in die Wagenwäsche geschoben und gereinigt. Im zweiten Arbeitsgang wurden die Wagen entkuppelt und in die Halle gebracht. Sie bestand aus drei Einzelhallen von 22, 22 und 25 m Länge. In einer dieser Halle wurden die Wagenkasten von den Drehgestellen abgehoben und mit Kränen zu den Wagenständen gefahren.
Das Ausbesserungswerk wurde mit Dreiphasenwechselspannung von 6 kV versorgt, diese wurde im Werk herabtransformiert und bedarfsweise gleichgerichtet. Es gab Dreiphasenwechselspannung mit 380 V und Gleichspannung mit 440 V für Kraftzwecke sowie Einphasenwechselspannung von 220 V insbesondere für Beleuchtungszwecke und 24 V Gleichspannung für die Handlampen.
Die Kabelverlegung auf der freien Strecke entlang der Ringbahn und der Vorortstrecken stellte keine besondere Anforderung dar. Schwierigkeiten traten erst auf der Stadtbahn zwischen dem Schlesischen Bahnhof und dem Bahnhof Charlottenburg auf. An eine freien Aufhängung der Kabel längs der Brüstung, wie man sich bisher beholfen hatte, war nicht zu denken. Auf den Viadukten blieb nur die Möglichkeit die Kabelkanäle an Auskragungen anzuordnen. Die Fahrstromkabel lagen auf der Fernbahnseite, die Sicherungs- und Fernmeldekabel auf der S-Bahn-Seite. Auf der Fahrstromseite lagen zwei Kabel nebeneinander, auf der Sicherungs- und Fernmeldekabelseite etwa 40.
Die Unterstellung der Wagen in Wagenhallen war in erster Linie eine Unterhaltungsfrage. Je mehr Wagen witterungsgeschützt abgestellt werden konnten, desto mehr wurde der Anstrich geschont. Im Winter waren die Wagen vor Vereisung geschützt und für die Reinigung mussten sie nicht bewegt werden. Auf den Nordstrecken waren vier Triebwagenhallen vorhanden, auf der Lichterfelder Strecke eine. Teilweise wurden vorhandene Lokomotivschuppen umgebaut, teilweise waren die Hallen Neubauten.
Ein schneller Fahrgastwechsel war eine ausschlaggebende Bedingung für die vorgesehene kurze Zugfolge. Es war geplant, die Haltezeiten auf 15–17 Sekunden zu begrenzen. Für den trittstufenlosen Einstieg mussten die Bahnsteige auf insgesamt 93 Bahnhöfen auf 960 mm über Schienenoberkante angehoben werden.
Es wurden eine Vielzahl von Hochbaumaßnahmen erforderlich. Neue Empfangsgebäude, zwei große Schaltwerke, 48 Schalt- und Gleichrichterwerke, die neuen Wagenschuppen und die Hochbauten des Ausbesserungswerks Schöneweide. Auch wurden einige Bahnhöfe umgebaut und verlegt. Der damalige Bahnhof Ausstellung (um 1930 in ‚Westkreuz‘ umbenannt), wurde als erster Bahnhof der Reichsbahn mit zwei Fahrtreppen ausgestattet.
Mit den bisherigen, wärterbedienten Blockstellen von 1889 konnte auf der Stadtbahn ein Fünfminutentakt gefahren werden, 1892 war schon eine Zugfolge von drei Minuten möglich. Nach Einführung des elektrischen Betriebs sollten 50 km/h durchschnittliche Fahrgeschwindigkeit bei einer Zugfolge von 90 Sekunden erreicht werden, damit konnten 40 Züge pro Stunde und Richtung verkehren.
Für die Signalisierung wurden erstmals im deutschen Eisenbahnnetz Lichtsignale verwendet. Bei der dichten Zugfolge war es erforderlich, eine lückenlose Vorsignalisierung einzurichten. Um Signalhäufungen zu vermeiden, entwickelte die Industrie das Sv-Signalsystem. Die dichte Zugfolge erforderte außerdem die Einführung eines Zugbeeinflussungssystems, das das Überfahren von haltzeigenden Signalen verhinderte. Nach dem Vorbild der Berliner U-Bahn entstand damit die „Bernauer Fahrsperre“.
Die Erhöhung der Geschwindigkeit erforderte eine Durcharbeitung des Oberbaus in den Krümmungen. Hierbei musste auch für die beschleunigte An- und Abfahrt der Oberbau im Bereich der Bahnhöfe und Haltepunkte angepasst werden.

#### Forderungen an die Wirtschaftlichkeit
Es war bei keiner der Elektrifizierungsabsichten sofort an die Elektrifizierung des kompletten Netzes gedacht worden. Bei der damaligen Wirtschaftslage konnte umso weniger an die Umstellung aller Strecken der Stadt-, Ring- und Vorortbahnen auf elektrischen Betrieb gedacht werden. Nur die Stadt- und Ringstrecken zu elektrifizieren, hätte den grundlegenden Forderungen des Verkehrs und des Betriebs widersprochen, da die Vorortstrecken den Verkehrsströmen folgend über die Stadt- und Ringlinien hinaus betrieben werden. Daher konnte eine der wirtschaftlichen Lage und den Notwendigkeiten des wirtschaftlichen Erfolgs gleich entsprechende Grenzen bei den mit der Stadtbahnstrecke zusammenhängenden Vorortlinien gefunden werden. Die Trennung der Vorortlinie nach Spandau von den Ferngleisen der Stadtbahn erlaubte nunmehr die Einführung zweier Strecken von Westen von Potsdam und Spandau und drei Strecken von Osten von Kaulsdorf, Erkner und Grünau in die Stadtgleise der S-Bahn. Diese Auswahl umfasste mit der Ringbahn eine Strecke von 157 km.
Die Wannseebahn konnte zunächst nicht in die Elektrifizierung eingeschlossen werden, weil hier erst umfangreiche Umbaumaßnahmen an den Umsteigebahnhöfen wie beispielsweise Großgörschenstraße und Schöneberg vorgenommen werden mussten, die mit hohem technischem Aufwand und Umbaukosten verbunden waren.
Ebenso musste der lange bestehende Wunsch, die Ostbahn bis Strausberg durch einen viergleisigen Ausbau von dem Vorortverkehr zu trennen und die Elektrifizierung über Kaulsdorf hinaus fortzusetzen, zunächst zurückgestellt werden. Es gelang schließlich noch, durch das Übereinkommen mit der Stadt Berlin den viergleisigen Ausbau bis Mahlsdorf zu finanzieren.
Inzwischen hatte im Juni 1928 der Probebetrieb begonnen. Der Erfolg zeigte sich in einer bedeutenden Steigerung der Fahrtenzahlen. Sie stiegen von 1927 bis 1928 um 34 Millionen Fahrten und damit von 379 auf 413 Millionen an. Man erwartete für 1929 und die Folgejahre einen ähnlichen Zuwachs.
Ein Urteil über die absolute Höhe der Kosten und die verhältnismäßige Höhe zu den Voranschlägen von 1899, 1907, und 1912 wird zwar in vieler Hinsicht unvollkommen sein, da die technische Durchführung nach Stromart, Stromerzeugung und Fahrzeugbeschaffung wie nach Umfang der Strecke in den einzelnen Voranschlägen sehr unterschiedlich ausfiel. Dennoch soll ein solcher Vergleich durchgeführt werden, da man auch bei den 1928 im Bau befindlichen Untergrundbahnbauten auf Rückschlüsse angewiesen ist, die bis auf den Bau der Stadtbahn zurückgehen und dazu benutzt werden, die hohen Kosten damaliger neuer Bauten zu schätzen und zu begründen. Man musste dabei den Teuerungsfaktor einschalten, der mit 1,7 angenommen wurde. Dass er vielleicht gerade in den Zweigen der elektrotechnischen Industrie um 1928 sehr viel höher liegen mag, sei damit abgegolten, dass in anderen Teilausführungen weniger hohe Teuerungswerte enthalten sein können.
Man kam um 1930 dann zu folgendem Schluss: Die Elektrifizierung kostete ohne den Umbau der Spandauer Strecke, den Bau des Bahnhofs Ausstellung (Westkreuz) und den Umbau Wannsee 958.000 Mark pro Kilometer Strecke, mit der Teuerungszahl umgerechnet also 563.000 Mark. Dem gegenüber stehen die Voranschläge 1899, 1907 und 1912, jedoch alle ohne Kraftwerke verglichen, 485.000, 388.000 und 289.000 Mark.
Würde man zu den beiden ersten Voranschlägen (1899 und 1907) noch die betriebsnotwendigen Ausgaben zurechnen, die sich ursächlich bei der großen Elektrisierung mit den Vorhaben als unmittelbar zusammenhängend ergaben, wie beispielsweise Bahnsteigerhöhungen, Gehwegverbreiterungen auf der Stadtbahn, kleinere Umbauten auf den Abstellbahnhöfen, Oberbauverbesserungen und zu anderen Ausgaben, die zusammen Millionen erforderten, so würde man auf einen ähnlichen kilometrischen Einheitssatz kommen. Jedenfalls ergaben die Vergleiche, dass unter gleichen Voraussetzungen die Elektrifizierung vor dem Ersten Weltkrieg nicht kostengünstiger gewesen wäre. So wird aber für jedes weitere Vorhaben immer mit einer runden Summe von einer Million Reichsmark für einen Streckenkilometer zu rechnen sein.

### Nach der großen Elektrifizierung

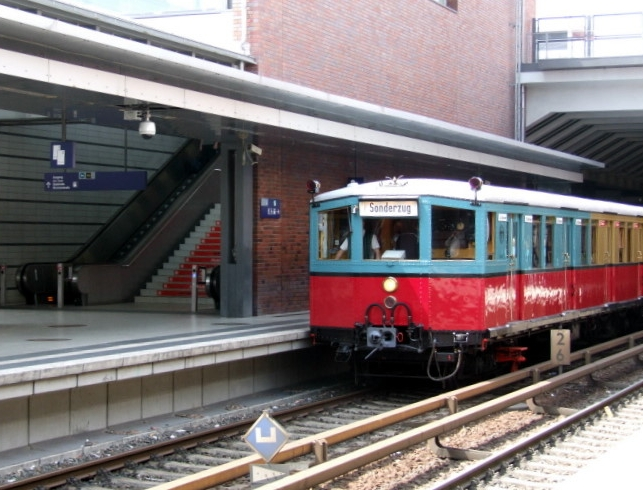
Historischer „Stadtbahner“ (ET 165) am Bahnhof Gesundbrunnen

Im Jahr 1927 wurden die ersten Züge der Bauart „Stadtbahn“ (ET 165) ausgeliefert; bis 1932 wurden insgesamt 638 Viertelzüge geliefert. Ihren ersten Einsatz hatten die Züge auf der Stadtbahn, als diese am 11. Juni 1928 dem elektrischen Betrieb übergeben wurde, woher auch ihr Name stammt. Auf besonders dichtbelegten Streckenabschnitten, beginnend mit der Stadtbahn, führte man automatischen Streckenblock mit Lichtsignalen und selbsttätiger Gleisfreimeldung ein. Die besonderen und nur auf elektrisch betriebenen S-Bahn-Strecken eingesetzten Sv-Signale vereinigten Haupt- und Vorsignal für das nächste Signal, die erste Bauform AB 28 war an Signalschirmen mit bis zu zehn Signallaternen zu erkennen. Die gleichzeitig eingeführte Fahrsperre verhinderte das Überfahren von haltzeigenden Signalen. Dafür durfte man sich Anfang der 1930er Jahre damit rühmen, eines der modernsten Verkehrsmittel der Welt zu besitzen. Allein im Jahr 1928, dem Jahr der „Großen Stadtbahn-Elektrisierung“, gingen über 115 km Strecke in Betrieb.
Nachdem die Bezeichnung für dieses neue Verkehrssystem in den Jahren 1929/1930 noch Stadt-Schnellbahn (abgekürzt ‚SS‘) war, änderte sich diese zum 1. Dezember 1930 in Stadt-Bahn (abgekürzt ‚S-Bahn‘). Das S-Bahn-Symbol entwarf im Auftrag der Reichsbahndirektion Berlin, der Berliner Gebrauchsgrafiker Fritz Rosen, der zu der Zeit das Atelier Bernhard leitete. Es wurde am 13. November 1930 offiziell eingeführt. Das S-Bahn-Symbol stellte ein weißes ‚S‘ auf grünem Grund dar, als Gegenstück zum weißen ‚U‘ auf blauem Grund der U-Bahn.
Bis 1930 waren alle Vorortstrecken bis auf die Wannseebahn elektrifiziert, 1933 folgte diese erste Berliner Vorortstrecke gleich doppelt: Neben den Vorortgleisen wurden auch die Ferngleise zum Potsdamer Bahnhof mit Stromschienen versehen, eigens für diese „Express-S-Bahn“ wurden 18 Viertelzüge der Bauart 1935 (Probezug Bauart 1934) gekauft, die sich von den älteren Wagen äußerlich durch gefälligere abgerundete Stirnfronten und größere Fenster unterschieden, vor allem aber mit leistungsfähigeren Motoren und einer verstärkten Bremsanlage ausgerüstet waren (ab 1941: ET 125). Damit erreichten sie eine Geschwindigkeit von 120 km/h. Die neuen Züge waren nun als „Bankierzüge“ bekannt. Hinter dem Bahnhof Zehlendorf fuhren sie als normale S-Bahn-Züge weiter bis nach Wannsee und Potsdam.
Die erste Phase war damit abgeschlossen. Bis Ende 1933 wurden folgende Streckenabschnitte auf elektrischen S-Bahn-Betrieb umgestellt:
| Datum             | Streckenabschnitt | Länge (in km) |
| ----------------- | --- | ------------- |
| 08. Juli 1903     | Potsdamer Ring- und Vorortbahnhof – Lichterfelde Ost (Beginn als elektrischer Versuchsbetrieb mit Abteilwagentriebzügen, weitergeführt als Regelbetrieb bis zur Systemumstellung im Juli 1929) | 09,087        |
| 08. August 1924   | Stettiner Vorortbahnhof – Bernau | 22,676        |
| 05. Juni 1925     | Gesundbrunnen – Birkenwerder | 18,019        |
| 04. Oktober 1925  | Birkenwerder – Oranienburg | 07,765        |
| 16. März 1927     | Schönholz-Reinickendorf – Velten | 21,162        |
| 11. Juni 1928     | Potsdam – Stadtbahn – Erkner | 57,168        |
| 10. Juli 1928     | Wannsee – Stahnsdorf | 04,135        |
| 23. August 1928   | Charlottenburg – Spandau West | 09,279        |
| 06. November 1928 | Charlottenburg – Südring – Grünau | 25,883        |
| 06. November 1928 | Neukölln – Warschauer Straße | 05,677        |
| 06. November 1928 | Schlesischer Bahnhof – Kaulsdorf | 11,258        |
| 01. Februar 1929  | Charlottenburg – Nordring – Baumschulenweg | 25,755        |
| 01. Februar 1929  | Frankfurter Allee – Warschauer Straße | 00,580        |
| 01. Februar 1929  | Niederschöneweide-Johannisthal – Spindlersfeld | 03,972        |
| 18. April 1929    | Potsdamer Ringbahnhof – Papestraße | 03,440        |
| 18. April 1929    | Potsdamer Ringbahnhof – Ebersstraße | 01,060        |
| 18. April 1929    | Halensee – Westend | 02,713        |
| 02. Juli 1929     | Potsdamer Ring- und Vorortbahnhof – Lichterfelde Ost (Datum der Systemumstellung, elektrischer Betrieb mit Abteilwagentriebzügen bereits ab Juli 1903)                                         |               |
| 18. Dezember 1929 | Jungfernheide – Gartenfeld (Strecke wurde mit elektrischen Betrieb eröffnet) | 04,460        |
| 15. Dezember 1930 | Kaulsdorf – Mahlsdorf | 01,366        |
| 15. Mai 1933      | Potsdamer Wannseebahnhof – Wannsee | 18,988        |
| 15. Mai 1933      | Potsdamer Bahnhof – Zehlendorf Mitte (Stammbahngleise) | 11,960        |
| 15. Mai 1933      | Verbindung Stammbahn – Wannseebahn Zehlendorf Mitte | 01,040        |

## Die S-Bahn in der „Germania“-Planung (1933–1945)

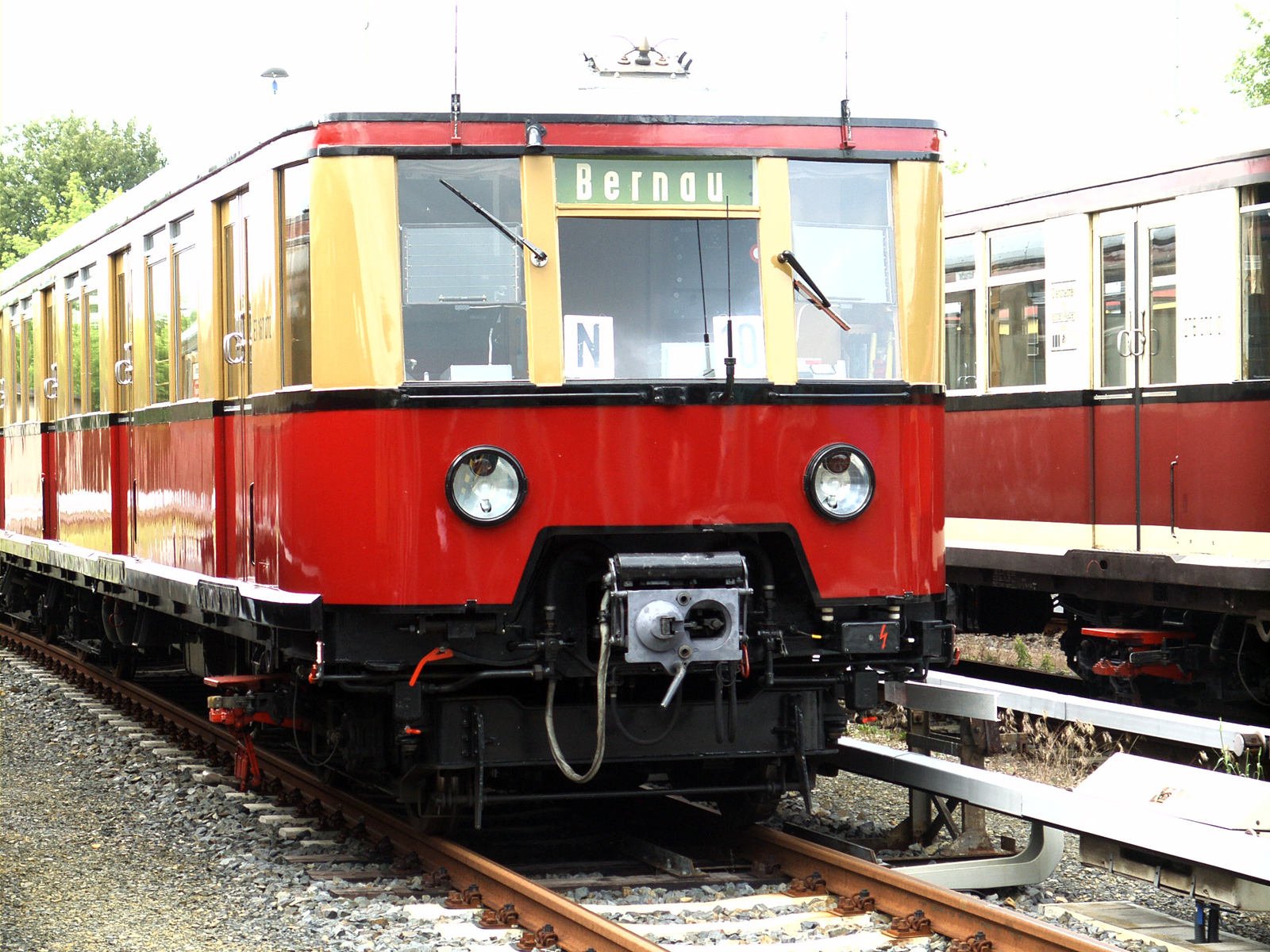
Triebwagen ET 167 072 (Bauart 1941)

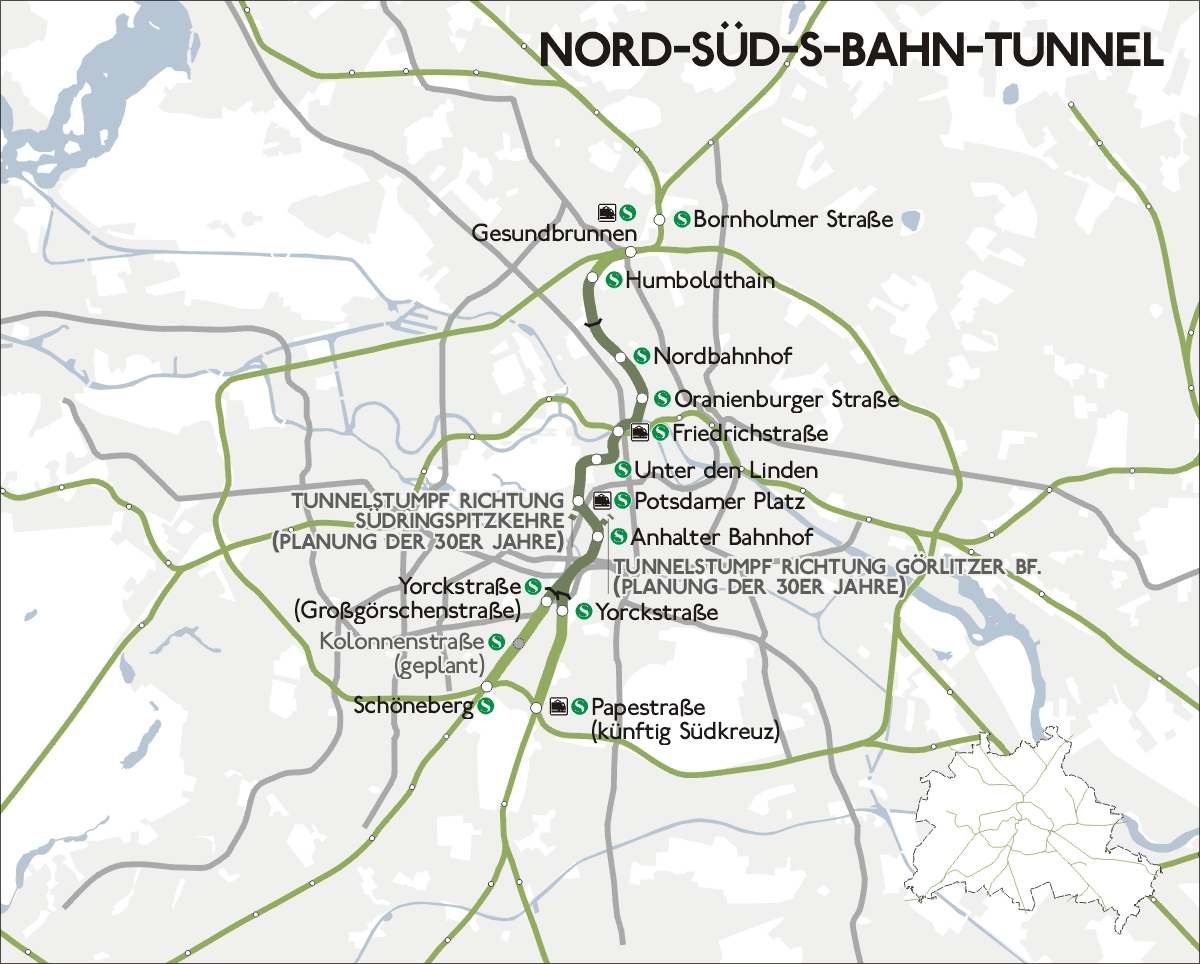
Karte des Nord-Süd-Tunnels

Im Jahr 1936 wurde der Generalbauinspektor für die Reichshauptstadt und spätere Rüstungsminister Albert Speer von Adolf Hitler beauftragt, einen Grundriss für die künftige „Welthauptstadt Germania“ zu entwerfen, die Bahnanlagen eingeschlossen. Bei einer erwarteten Bevölkerung von vier bis fünf Millionen Einwohnern durfte ein leistungsstarkes Verkehrsmittel wie die S-Bahn nicht fehlen. Das Stadtgebiet sollte durch Eingemeindungen vergrößert und durch Trabanten- und Satellitenstädte ergänzt werden. Unter anderem waren vorgesehen:
- Der Ausbau der Ringbahn, einschließlich Neubau von vier Fernbahnhöfen, die sich gleichmäßig über die Strecke verteilen sollten
- Verlängerung der Vorortstrecken (unter anderem nach Strausberg, Werneuchen, Fürstenwalde, Trebbin)
- Bau von zwei als „Nordsüd-S-Bahn“ bezeichneten Tunnelstrecken vom Stettiner bzw. Lehrter Bahnhof aus kommend über den Potsdamer Platz in die südlichen Vorortbahnen
- Bau einer als „Ostwest-S-Bahn“ bezeichneten innerstädtischen Verbindung vom Anhalter Bahnhof über den Oranienplatz zum Görlitzer Bahnhof und weiter entlang der Görlitzer Bahn
- Bau eines Güteraußenrings (S-Bahn-Betrieb später vorgesehen)
- Einrichtung von „Fern-S-Bahnen“ (ähnlich den Bankierszügen) auf weiteren Strecken (unter anderem auf der Stadtbahn, nach Köpenick oder Mahlsdorf)

Einige dieser Vorhaben wurden in Angriff genommen: Der nördliche Abschnitt des Nord-Süd-Tunnels zwischen Humboldthain und dem damaligen Bahnhof Unter den Linden konnte im Juli 1936 rechtzeitig vor den Olympischen Spielen eröffnet werden; der südliche Abschnitt zum Bahnhof Schöneberg folgte im Herbst 1939. Eine verbesserte Bauart des automatischen Streckenblocks, AB 37, ermöglichte mit umschaltbaren Farbscheiben („Blendenrelais“) kleinere Signalschirme mit weniger Laternen. In Vorbereitung der Olympischen Spiele wurde 1935 eine neue Fahrzeugbauart „Olympia“ entwickelt (spätere Baureihe ET 166). Es folgte noch eine weitere Baureihe, ab 1941 mit ET 167 bezeichnet. Bald prägten die Züge der Bauarten „Bankier“, „Olympia“ und „Stadtbahn“ das Bild Berlins. Die Zuschauer sollten die zukünftige Größe der Stadt schon erahnen. Bis zum Ende des Zweiten Weltkriegs kamen noch folgende Strecken hinzu:
| Datum              | Streckenabschnitt                    | Länge (in km) |
| ------------------ | ------------------------------------ | ------------- |
| 28. Juli 1936      | Humboldthain – Unter den Linden      | 02,691        |
| 28. Juli 1936      | Heerstraße – Reichssportfeld         | 01,467        |
| 15. April 1939     | Unter den Linden – Potsdamer Platz   | 00,941        |
| 15. April 1939     | Priesterweg – Mahlow                 | 11,595        |
| 09. Oktober 1939   | Potsdamer Platz – Großgörschenstraße | 04,243        |
| 06. November 1939  | Anhalter Bahnhof – Yorckstraße       | 01,571        |
| 06. Oktober 1940   | Mahlow – Rangsdorf                   | 07,396        |
| 08. September 1943 | Lichterfelde Ost – Lichterfelde Süd  | 02,668        |

Im Jahr 1939 war schließlich geplant, dass die Zuggruppen im Endmodell so fahren sollten. Neben den aufgelisteten Zuggruppen gab es noch „Fern-S-Bahnen“ auf den wichtigen Relationen, eine Weiterentwicklung der „Bankierzüge“.
| Zuggruppe | Strecke                                          | Bahnhöfe | Befahrene Strecken                                       | Anmerkungen            |
| --------- | ------------------------------------------------ | -------- | -------------------------------------------------------- | ---------------------- |
| 1         | Bernau/Oranienburg – Wannsee                     | 31/35    | Stettiner/Nordbahn, Nord-Süd-Tunnel, Wannseebahn         |                        |
| 2         | Velten (Mark) – Ludwigsfelde                     | 28       | Kremmener Bahn, Tiergartentunnel, Anhalter Bahn          |                        |
| 3         | Nauen/Wustermark – Wünsdorf                      | 38/37    | Lehrter/Hamburger Bahn, Tiergartentunnel, Dresdener Bahn |                        |
| A         | Stettiner Bahnhof – Vollring – Stettiner Bahnhof | 44       | Ringbahn, Nord-Süd-Tunnel                                | über Südringspitzkehre |
| B         | Jungfernheide – Gartenfeld                       | 4        | Siemensbahn                                              |                        |
| G         | Halensee – Strausberg                            | 27       | Stadtbahn, Ostbahn                                       |                        |
| H         | Spandau West – Grünau                            | 29       | Spandauer Vorortbahn, Stadtbahn, Görlitzer Bahn          |                        |
| J         | Schöneweide – Spindlersfeld                      | 3        | Zweigbahn Schöneweide–Spindlersfeld                      |                        |
| K         | Königs Wusterhausen – Anhalter Bahnhof           | 18       | Görlitzer Bahn, Innenstadttunnel                         | weiter als ZGr. 1      |
| L         | Potsdam – Erkner                                 | 32       | Wetzlarer Bahn, Stadtbahn, Frankfurter Bahn              |                        |
| M         | Wannsee – Lichterfelde Ost                       | 10       | verlängerte Friedhofsbahn, Anhalter Bahn                 |                        |

## Die Nachkriegszeit (1945–1961)

### Zerstörung und Reparation

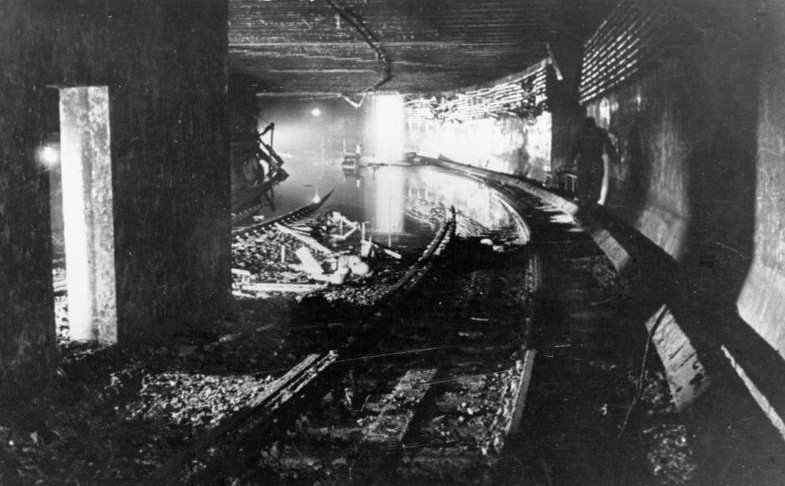
Gefluteter Nord-Süd-Tunnel unter der Spree, 1946

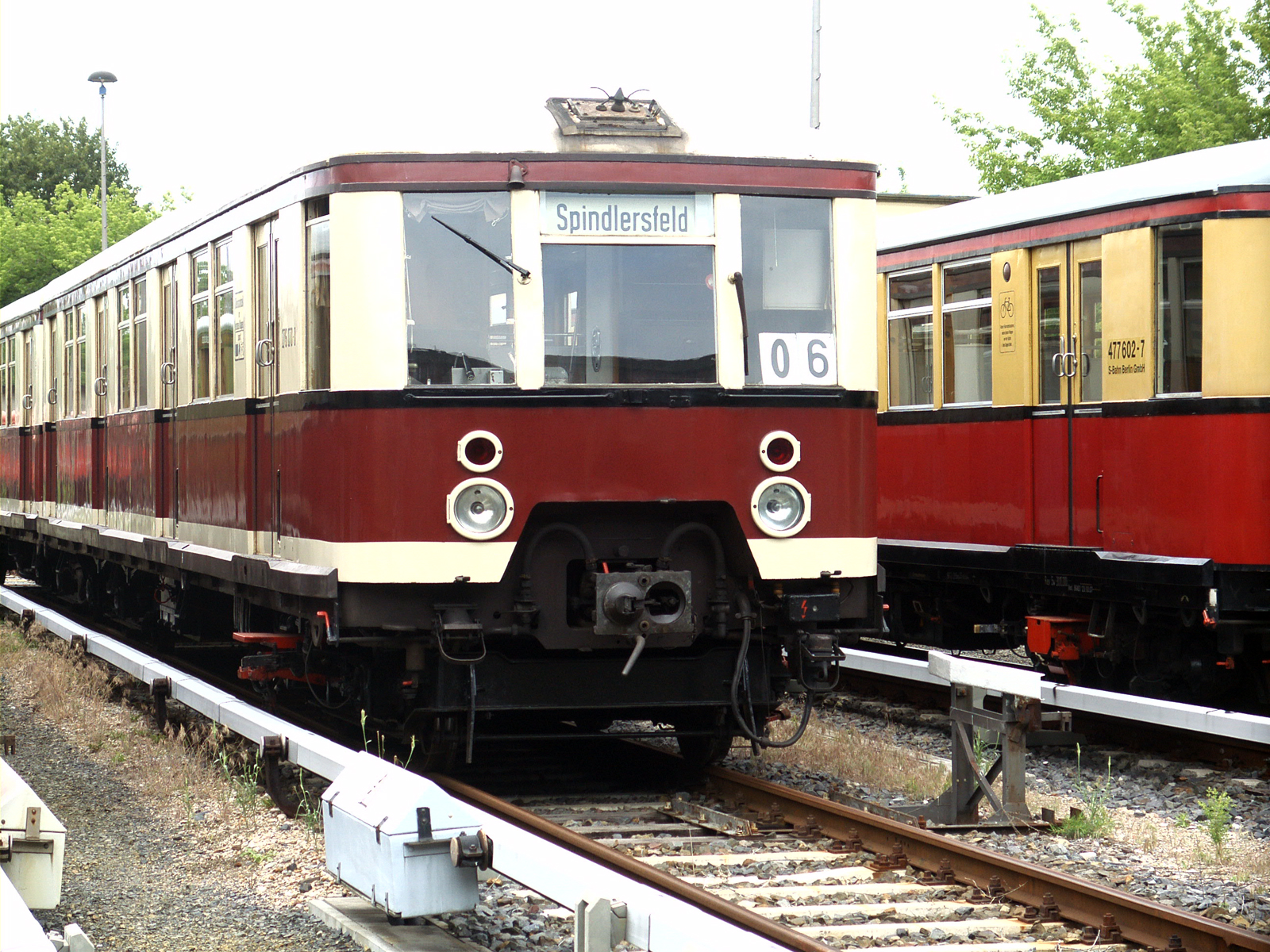
Sieben Garnituren der ehemaligen Peenemünder Schnellbahnzüge gelangten 1952 aus der Sowjetunion zur S-Bahn Berlin

Bereits am 3. Juli 1944 endete der Ringbahnverkehr zum Potsdamer Ringbahnhof, der Bahnhof wurde gar vollends stillgelegt. Im gleichen Jahr ging auch die Verbindung Charlottenburg – Witzleben vom Netz, obwohl diese noch betriebsfähig war.
Der Nord-Süd-Tunnel, bis dahin von Bombentreffern weitgehend verschont, wurde am 2. Mai 1945 durch eine Sprengung im Landwehrkanal, die in erster Linie dem nahegelegenen BASA-Bunker der Reichsbahn galt, geflutet (siehe auch: Die U-Bahn unter Wasser). Betroffen waren davon die im Tunnel und seinen Stationen Schutzsuchenden und auch die Evakuierten aus dem Anhalter Hochbunker, die in dem organisierten Treck durch den Nord-Süd-Tunnel mit dem Ziel Stettiner Bahnhof aus dem Gefahrenbereich gebracht werden sollten.
Zunächst fuhr die S-Bahn noch ohne Rücksicht auf die Sektoren- und späteren Staatsgrenzen durch die Viersektorenstadt. Der erste, noch planlose Betrieb konnte bereits am 6. Juli 1945 zwischen den Bahnhöfen Wannsee und Großgörschenstraße aufgenommen werden. Das Restnetz mit Ausnahme des Nord-Süd-Tunnels wurde bis Februar 1946 in Betrieb genommen. Die Wiederinbetriebnahme des Tunnels ließ auf Grund der Wasserschäden bis November 1947 auf sich warten. Eigens hierfür wurden für kurze Zeit die Ferngleise zum Potsdamer Ringbahnhof und Stettiner Bahnhof mit Stromschienen versehen, um einen halbwegs normalen Betrieb durchführen zu können. Der Betrieb der schnelllaufenden „Bankierzüge“ wurde nicht wieder aufgenommen. Deren Fahrzeuge verkehrten in normalen Umläufen und wurden später an die ET 166 angepasst.
Erschwert wurden sämtliche Maßnahmen durch die zu realisierenden Reparationsleistungen an die Sowjetunion, was in den meisten Fällen die Fortnahme von jeweils einem Gleis an den Fern- und Vorortgleisen bedeutete. Bei der Strecke nach Frankfurt (Oder) wurde, da diese die Verbindung nach Moskau war, eine Ausnahme getroffen: Die Ferngleise blieben erhalten, jedoch wurden dafür beide S-Bahn-Gleise nach Erkner abgebaut. Um dennoch einen Betrieb durchführen zu können, wurde beispielsweise in Köpenick ein Behelfsbahnsteig eingerichtet, um wenigstens Personennahverkehr mit Dampflokomotiven fahren zu können. Erst im Januar 1948 konnte die S-Bahn zunächst nur eingleisig bis hierher fahren, im November des gleichen Jahres wurde wieder Erkner Endstation. Aus dem ohnehin im Krieg schon stark dezimiertem Wagenpark mussten nicht weniger als 287 Einzelwagen in die Sowjetunion abgegeben werden (1952 kam eine geringe Anzahl Wagen zurück).

### Der erste Reichsbahnerstreik 1949

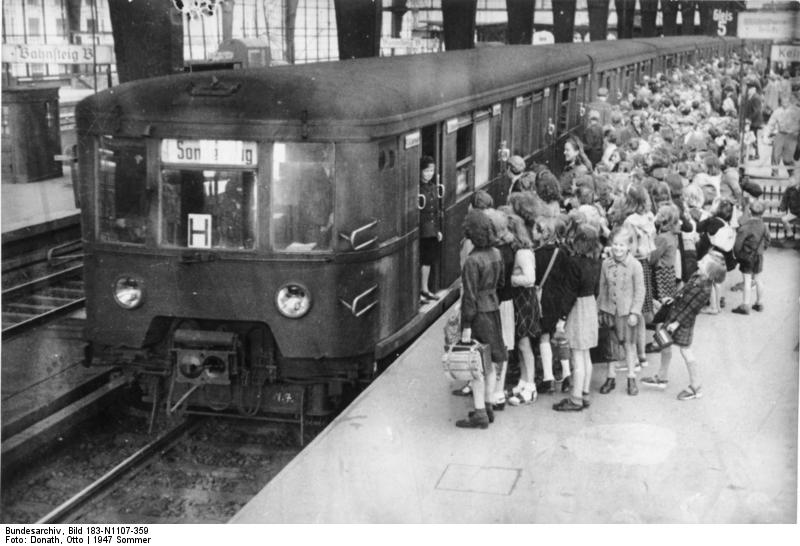
Sonderzug für Ferienkinder am Bahnhof Friedrichstraße, 1947

Nach dem Kriegsende existierte die Deutsche Reichsbahn auch weiterhin in allen vier Besatzungszonen Deutschlands. Der Befehl Nr. 8 der Sowjetischen Militäradministration in Deutschland (SMAD) vom 11. August 1945 hatte den gesamten Eisenbahnverkehr in der Sowjetischen Besatzungszone (SBZ) und Groß-Berlin den deutschen Eisenbahnen – also de facto der DR – übertragen; die westlichen Alliierten hatten diese Entscheidung gebilligt. Während in den Westzonen Deutschlands am 7. September 1949 eine Umbenennung in Deutsche Bundesbahn erfolgte, behielt sie in der SBZ den alten Namen, da befürchtet wurde, dass eine Umbenennung zum Verlust der Betriebsrechte in West-Berlin geführt hätte. So verblieben die Betriebsrechte für den gesamten Eisenbahnverkehr einschließlich der S-Bahn (diese bis 1984) im Westteil Berlins bei der Deutschen Reichsbahn.
Mit der von den Westalliierten durchgeführten Währungsreform in den Westzonen und in den Westsektoren Berlins gab es 1948 in beiden Stadthälften unterschiedliche Währungen, die jeweils in allen Zonen galten. So wurden von West-Berlinern Kosten wie Miete, Strom und Gas in Ost-Mark entrichtet, da sich bei beiden Währungen sehr schnell ein Kurs von 1:4 zugunsten der West-Mark einpendelte. Die Differenzen über die Währungsreform im Alliierten Kontrollrat mündeten im Juni 1948 in die Berlin-Blockade. Nach der Aufhebung dieser galt in den Westsektoren nur noch die West-Mark als allein gültiges Zahlungsmittel. Die Reichsbahner aus West-Berlin aber wurden dennoch fast ausschließlich in Ost-Mark bezahlt, mussten ihre Rechnungen für Miete, Strom oder Gas etc. jedoch fortan in West-Mark entrichten.

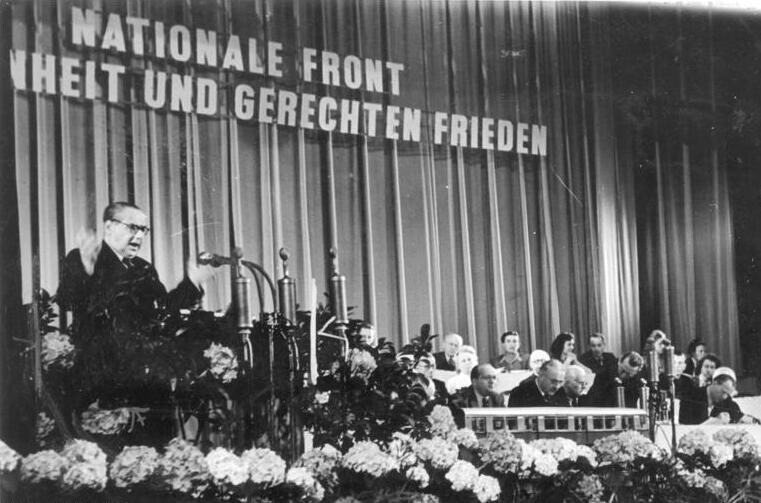
Berliner S-Bahn-Wagen auf der Bühne des Dritten Deutschen Volkskongresses

Am 21. Mai 1949 rief die Gewerkschaft UGO (Unabhängige Gewerkschaftsopposition, später im DGB aufgegangen) in den Westsektoren zum Streik auf. Etwa 13.000 Reichsbahner mit Wohnsitz in West-Berlin legten zuerst vorübergehend, dann ständig die Arbeit nieder. Die Deutsche Reichsbahn lehnte Gespräche zur Beendigung des Streiks ab. Sie begründete diese Haltung auch damit, dass sie nur den FDGB als einzige Gewerkschaft für die Mitarbeiter anerkennen würde. In den DDR-Medien wurde der Streik als „UGO-Putsch“ diffamiert. Der Streik wurde auch in den Eröffnungsreden zum Dritten Deutschen Volkskongress am 29. Mai 1949 aufgegriffen und scharf kritisiert.
Um den Verkehr, der zum Zeitpunkt des Streiks im Westteil komplett still lag, wieder in Fahrt zu bringen, mussten Eisenbahner aus dem sowjetischen Sektor als Streikbrecher dienen; in Begleitung der Bahnpolizei (spätere Transportpolizei) kam es dabei zu heftigen Auseinandersetzungen. Es gab einen Toten, die näheren Umstände dazu sind bis heute nicht geklärt. West-Berlins Oberbürgermeister Ernst Reuter versuchte daraufhin erneut, UGO und Reichsbahn an einen Tisch zu bringen. Der schließlich von der Reichsbahn mit dem FDGB vereinbarte Kompromiss, die Löhne zukünftig zu 60 % in West- und 40 % in Ost-Mark (für die West-Reichsbahner) zu zahlen, wurde dennoch von den Streikenden abgelehnt. Als Grund wurde die Nichtanerkennung der UGO durch die Reichsbahndirektion Berlin genannt.
Das Problem wurde in den darauf folgenden Tagen auf höchster Ebene weiter erörtert. Auf der Pariser Außenministerkonferenz 1949 sicherte der sowjetische Stadtkommandant Kotikow dem amerikanischen Stadtkommandanten Frank L. Howley zu, dass die Forderungen der Streikenden umgesetzt würden. Einen Tag später wurde die Meldung jedoch von Seiten der Sowjets dementiert.
In einer großen Runde einigten sich schließlich die vier Stadtkommandanten der Berliner Sektoren darauf, dass der Streik bis zum 28. Juni 1949 zu beenden sei. Der Reichsbahn wurde aber das Recht eingeräumt, „Bummelanten und Saboteure“ zu entlassen. Auf der anderen Seite sollten die Lohnforderungen der Streikenden erfüllt werden. Wenige Tage nach Ende des Streiks wurden jedoch 1372 West-Berliner Reichsbahner ohne Angabe triftiger Gründe entlassen, etwa 4000 Eisenbahner wurden anderweitig gemaßregelt. Zudem entzogen die Westalliierten der Reichsbahn (DR) die Kontrolle über nicht unmittelbar zum Betrieb gehörende Anlagen und übertrugen sie an die Verwaltung des ehemaligen Reichsbahnvermögens (VdeR/T). Diese unterstand dem West-Berliner Finanzsenator, war aber de facto eine Dienststelle der Deutschen Bundesbahn in West-Berlin. Dieses bedeutete zusätzlich weniger Miet- und Pachteinnahmen für die DR aus West-Berlin.
Deshalb trugen die Berliner S-Bahn-Wagen der Vorkriegsbauarten während des gesamten Bestehens der DDR kein Hoheitszeichen der DR. Grund dafür war, dass diese Wagen zum beschlagnahmten Reichsbahnvermögen der Vier-Sektoren-Stadt zählten und daher nicht Eigentum der Deutschen Reichsbahn waren. Im Normalfall hätte die DR bei den Alliierten eine Zustimmung einholen müssen, ehe sie S-Bahn-Triebwagen in ein S-Bahn-Betriebswerk in einem anderen Sektor verlegte. Bei Schienen und anderen Materialien wurde darauf sehr genau geachtet, wenn diese woandershin verlegt werden sollten.
Mit dem Streik-Ende verkaufte die Reichsbahn in den Westsektoren S-Bahn-Fahrkarten nur noch gegen Westgeld. Diese Fahrkarten wurden seitdem bis 1984 mit roter Farbe bedruckt. Auf dem direkt an der Stadtgrenze gelegenen Bahnhof Düppel-Kleinmachnow wurden S-Bahn-Fahrscheine an DDR-Bürger bis zum Mauerbau gegen DDR-Mark verkauft.
Die Entlohnung der West-Berliner S-Bahner erfolgte wie vereinbart zu 60 % in West- und 40 % in Ostmark. Das Ostgeld wurde von einer eigens eingerichteten Senatsdienststelle 1:1 umgetauscht. Dieses galt aber nicht für Mitglieder der SED und deren Vorgängerorganisationen. Erst ab 1962 gab es den kompletten Lohn in D-Mark.
In diesem konfliktbeladenen Umfeld wurde am 14. August 1949 von der Deutschen Reichsbahn das 25-jährige S-Bahn-Jubiläum zur Eröffnung des elektrischen Betriebs auf der Vorortbahnstrecke vom Stettiner Bahnhof nach Bernau gefeiert, auf das sich auch die Folgeveranstaltungen 1974, 1999 und 2024 beziehen. Auf der Vorortbahnstrecke vom Potsdamer Bahnhof nach Lichterfelde Ost begann der elektrische Versuchsbetrieb jedoch schon 1903 und wurde aufgrund des erfolgreichen Verlaufs direkt in den Regelbetrieb überführt.

### Neubaustrecken für eine geteilte Stadt
Noch während die Wagen notdürftig instand gesetzt, Gleise demontiert und wieder aufgebaut wurden, konnte bereits am 7. März 1947 die erste Neubaustrecke nach dem Krieg verzeichnet werden. Von Mahlsdorf ging es eine Station weiter ins brandenburgische Hoppegarten. Etwa anderthalb Jahre später kam Strausberg auch ans Netz. Der Bau war allerdings nur so schnell realisierbar, da bereits im Dritten Reich Vorbereitungen hierfür getroffen worden waren.
Da ein Ende der durch den Krieg stark zerstörten Kopfbahnhöfe in West-Berlin geplant war, und um die westliche Stadthälfte besser abgrenzen zu können, stellte die Deutsche Reichsbahn Fernbahnstrecken auf S-Bahn-Betrieb um. Das waren die Strecken Jungfernheide – Spandau – Staaken/Falkensee, Lichterfelde Süd – Teltow, aber auch Grünau – Königs-Wusterhausen. Der dampfbetriebene Vorortverkehr wurde auf den betroffenen Strecken meist bis zum neuen Endpunkt der S-Bahn zurückgezogen.
Um eine Umfahrung der westlichen Stadthälfte zu ermöglichen, erbaute die DDR ab 1951 in mehreren Abschnitten den Berliner Außenring, der Teile des ehemaligen Güteraußenrings einschloss. Ab Mai 1953 bis zur Fertigstellung des Außenrings 1958 verkehrten werktags sogenannte „Durchläuferzüge“. Sie fuhren ab Potsdamer Platz (Nord-Süd-Tunnel) nach Oranienburg und Velten ohne Halt in West-Berlin (also zwischen Nordbahnhof und Bornholmer Straße, sowie Wollankstraße und Hohen Neuendorf beziehungsweise Hennigsdorf). Ebenso gab es Züge ab Erkner nach Potsdam (ohne Halt zwischen Friedrichstraße und Bahnhof Griebnitzsee) sowie ab Grünau nach Falkensee (ohne Halt zwischen Friedrichstraße und Albrechtshof). Innerhalb der Stadt wurde mit der Elektrifizierung der Gütergleise Schönhauser Allee – Pankow 1952 eine Möglichkeit angeboten, innerhalb Ost-Berlins in die nördlichen Bezirke zu fahren, ohne in Gesundbrunnen vorher umzusteigen.
Die Verlängerung von Strausberg nach Strausberg Nord im Jahr 1956 war nötig, um das dortige Ministerium für Nationale Verteidigung besser zu erreichen.
Bis zum Bau der Berliner Mauer konnten folgende Streckenverlängerungen verzeichnet werden:
| Datum              | Streckenabschnitt                                     | Länge (in km) |
| ------------------ | ----------------------------------------------------- | ------------- |
| 07. März 1947      | Mahlsdorf – Hoppegarten                               | 04,374        |
| 15. Juni 1948      | Zehlendorf – Düppel                                   | 02,300        |
| 01. September 1948 | Hoppegarten – Fredersdorf                             | 05,949        |
| 31. Oktober 1948   | Fredersdorf – Strausberg                              | 04,977        |
| 30. April 1951     | Grünau – Königs Wusterhausen                          | 14,061        |
| 07. Juli 1951      | Lichterfelde Süd – Teltow                             | 02,700        |
| 30. Juli 1951      | Spandau West – Falkensee                              | 06,614        |
| 03. August 1951    | Spandau West – Staaken                                | 03,470        |
| 28. August 1951    | Jungfernheide – Spandau                               | 06,170        |
| 25. Dezember 1952  | Schönhauser Allee – Pankow (Gütergleise)              | 02,942        |
| 03. Juni 1956      | Strausberg – Strausberg Nord (Pendelverkehr bis 1968) | 09,136        |

## Die S-Bahn in West-Berlin (1961–1989)

### Der langsame Niedergang der S-Bahn

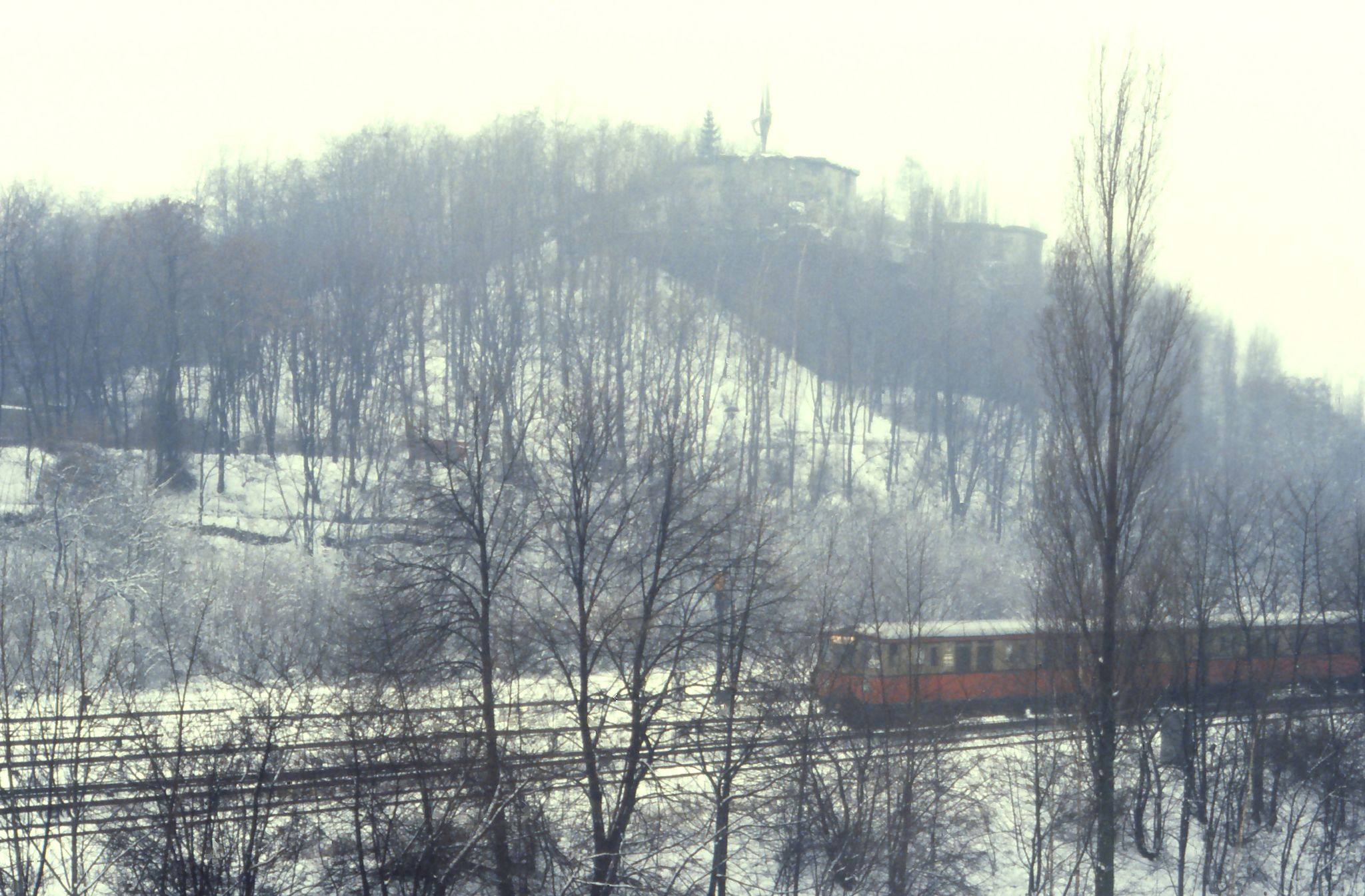
S-Bahn-Zug am Bahnhof Gesundbrunnen um 1980

Halbzug auf der Zuggruppe V in Düppel, 1962

In der Nacht vom 12. zum 13. August 1961 begann die Nationale Volksarmee, Stellwerke im Grenzgebiet zu besetzen und – sobald der letzte Zug die Grenze passiert hatte – diese abzuriegeln und die darüber hinwegführenden Gleise zu unterbrechen. Da der Mauerbau auf ein Wochenende fiel, waren viele Bürger Ost-Berlins und der DDR bei Freunden und Verwandten in West-Berlin (und umgekehrt) zu Besuch; sie wurden von der Abriegelung überrascht, doch erlaubte man am selben Tage noch, dass Bürger der jeweils anderen Stadthälfte ihren Wohnsitz erreichen konnten, indem man sie kurzerhand die Grenze passieren ließ.
Obwohl akribisch geplant, kam es bei der Abriegelung West-Berlins auch zu Pannen: Zwischen Treptower Park und Sonnenallee stand beispielsweise tagelang ein Zug, der durch vorgenannte Gleisunterbrechungen vom Netz getrennt worden war. In dieser Nacht lief der am Wochenende übliche durchgehende Nachtverkehr. Da in den Bereichen der Sektorengrenze der Fahrstrom abgeschaltet worden war, blieb der Zug kurz nach der Ausfahrt von Treptower Park spannungslos liegen. Der Triebwagenführer hielt ihn am provisorischen Kontrollbahnsteig an. Da befehlsgemäß auch die Gleise an den dafür vorgesehenen Punkten unterbrochen waren, verblieb der mittlerweile von Reisenden geräumte Zug fast eine Woche an dieser Stelle. Erst nach Verlegung eines provisorischen Gleises konnten die Wagen zurück nach Ost-Berlin überführt werden.
Folgende Strecken wurden unterbrochen:
- Spandau West – Albrechtshof
- Heiligensee – Hennigsdorf
- Frohnau – Hohen Neuendorf
- Lichtenrade – Mahlow
- Lichterfelde Süd – Teltow
- Wannsee – Stahnsdorf
- Wannsee – Griebnitzsee
- Gesundbrunnen – Schönhauser Allee
- Bornholmer Straße – Pankow
- Friedrichstraße (jeweils Endpunkt für die Stadtbahnzüge aus Ost und West)
- Sonnenallee – Treptower Park
- Köllnische Heide – Baumschulenweg
- Humboldthain – Anhalter Bahnhof

Im Nord-Süd-Tunnel wurde der Betrieb noch am gleichen Abend aufgenommen, die Züge fuhren jedoch (mit Ausnahme von Friedrichstraße) ohne Halt durch die nun zu „Geisterbahnhöfen“ gewordenen Ost-Berliner Bahnhöfe.
| ab 1. Juli 1966      | PS 2  | 0,30 DM |
| ab 1. September 1972 | PS 3  | 0,50 DM |
| ab 1. Juli 1976      | PS 4A | 0,80 DM |
| ab 1. November 1977  | PS 5  | 1,00 DM |
| ab 1. November 1979  | PS 8  | 1,30 DM |
| ab 1. August 1981    | PS S  | 1,50 DM |
| ab 1. August 1982    | PS S  | 1,80 DM |
| ab 1. Oktober 1983   | PS S  | 2,00 DM |

Nur vier Tage später, am 17. August 1961, riefen DGB und der Regierende Bürgermeister Willy Brandt zum S-Bahn-Boykott auf. Studenten, Gewerkschafter und einfache Bürger waren mit Schildern ausgestattet, auf denen beispielsweise „Kein Pfennig mehr für Ulbricht“ oder „Jeder West-Berliner S-Bahn-Fahrer bezahlt den Stacheldraht“ stand, und übten so Druck auf die S-Bahn-Fahrgäste aus.
Man rief zum Boykott der S-Bahn unter anderem deshalb auf, weil gehofft wurde, in einer explosiven Stimmungslage die Wut kanalisieren zu können – es waren schwere Auseinandersetzungen an der Mauer und Blutvergießen zu befürchten. Gegen die Abriegelung konnten weder Regierung noch Bürger, die nun von engsten Angehörigen getrennt waren, etwas  unternehmen. Außerdem erschien es widersinnig, mit den S-Bahn-Fahrgeldern der Reichsbahn und damit der DDR zusätzliche Devisen in Form von „Westgeld“ zuzuführen. Hierbei kam es auch zu Überreaktionen, indem man Bedienstete der S-Bahn, aber auch ihre Fahrgäste kurzerhand als „Kommunistenfreunde“ brandmarkte, was mitunter sogar in gewalttätigen Übergriffen endete.
Die BVG richtete gleichzeitig einige neue Buslinien parallel zu den S-Bahn-Strecken ein, andere wurden verlängert. Allerdings führte die kurzfristige Übernahme einiger zehntausend S-Bahn-Fahrgäste fast zum Zusammenbruch der BVG, die eiligst herbeigerufene Omnibusse und Fahrer bundesdeutscher Betriebe einsetzen musste.
Die Fahrgastzahlen sanken dramatisch, die S-Bahn verlor fast die Hälfte ihrer Kunden in ganz Berlin, obwohl die S-Bahn in der östlichen Stadthälfte im Laufe der Jahre einen Zuwachs verzeichnen konnte. Leere Züge, heruntergekommene Bahnanlagen und ein maroder Fuhrpark prägten in den nächsten Jahrzehnten das Bild der West-Berliner S-Bahn. Obwohl die BVG höhere Fahrpreise hatte, vermehrte sich die Zahl ihrer Fahrgäste, und sie konnte ihr Netz weiter ausbauen. Die Deutsche Reichsbahn verringerte im Laufe der Zeit schrittweise ihr Fahrangebot sowie die Zuglängen und erhöhte 1966 für West-Berlin den Fahrpreis auf 30 Pfennige pro Fahrt (Einheitstarif). Weitere Preisanhebungen gab es erst Anfang der 1970er Jahre. Das Verlustgeschäft der West-Berliner S-Bahn wurde für die Deutsche Reichsbahn immer unerträglicher, da die Fahrgeldeinnahmen die Kosten des Betriebs bei Weitem nicht deckten.
Als verheerend für die West-Berliner S-Bahn erwies sich der Bau von neuen U-Bahn-Linien, die mehr oder weniger parallel zu vorhandenen S-Bahn-Strecken verliefen und zu weiteren deutlichen Fahrgastverlusten führten. Außerdem standen beim Neubau von U-Bahnhöfen oft nicht günstige Umsteigewege zur S-Bahn im Mittelpunkt der Planungen, so beispielsweise am Bahnhof Steglitz. Diese heute widersinnig erscheinenden Baumaßnahmen waren politische Folgen des Kalten Krieges. Insbesondere galt das bei der U-Bahn-Linie 7, die auf längeren Streckenabschnitten an Ringbahn und deren Westverlängerung nach Spandau nahe der (bei der Fertigstellung allerdings schon stillgelegten) S-Bahn nach Spandau verläuft. Weitere Beispiele sind die damals geplante U-Bahn-Linie 10, die zu großen Teilen in nur wenigen 100 Metern Abstand nahe der Wannseebahn verlaufen wäre, und die noch zu Mauerzeiten geplante und erst nach BVG-Übernahme der S-Bahn (1984) und zum Teil sogar nach dem Mauerfall gebaute Nord-Verlängerung der U-Bahn-Linie 8, die heute am S-Bahnhof Wittenau (Berliner Nordbahn) endet.
Der einzige von der Reichsbahn durch Eigenregie gebaute S-Bahnhof in West-Berlin war 1972 Zehlendorf Süd.
Im Sommer 1979 fuhren im Westteil folgende Zuggruppen:
| Zuggruppe | Strecke                                      | Bahnhöfe | Befahrene Strecken                                | Anmerkungen                                                     |
| --------- | -------------------------------------------- | -------- | ------------------------------------------------- | --------------------------------------------------------------- |
| 1         | Frohnau – Wannsee                            | 23       | Nordbahn, Nord-Süd-Tunnel, Wannseebahn            | ohne Halt in Ost-Berlin außer Friedrichstraße und Wollankstraße |
| 2         | Schönholz → Lichterfelde Süd → Heiligensee   | 12       | Nordbahn, Nord-Süd-Tunnel, Anhalter Bahn          | wie Zuggruppe 1, mit ZGr. 3 gekoppelt                           |
| 3         | Heiligensee → Lichtenrade → Schönholz        | 18       | Kremmener Bahn, Nord-Süd-Tunnel, Dresdener Bahn   | wie Zuggruppe 1, mit ZGr. 2 gekoppelt                           |
| 5         | Zehlendorf – Düppel                          | 03       | Stammbahn                                         | Zweimannbetrieb                                                 |
| A         | Gesundbrunnen – Sonnenallee/Köllnische Heide | 19↻ 19↺  | Ringbahn, Verbindungsbahn Baumschulenweg–Neukölln |                                                                 |
| B         | Beusselstraße – Gartenfeld                   | 04       | Ringbahn, Siemensbahn                             |                                                                 |
| C         | Zoologischer Garten – Sonnenallee            | 14       | Stadtbahn, Ringbahn                               |                                                                 |
| H         | Staaken – Friedrichstraße                    | 15       | Spandauer Vorortbahn, Stadtbahn                   |                                                                 |
| L         | Wannsee – Friedrichstraße                    | 11       | Wetzlarer Bahn, Stadtbahn                         |                                                                 |
| N         | Beusselstraße – Spandau West                 | 05       | Hamburger Bahn                                    |                                                                 |

### Der zweite Reichsbahnerstreik 1980

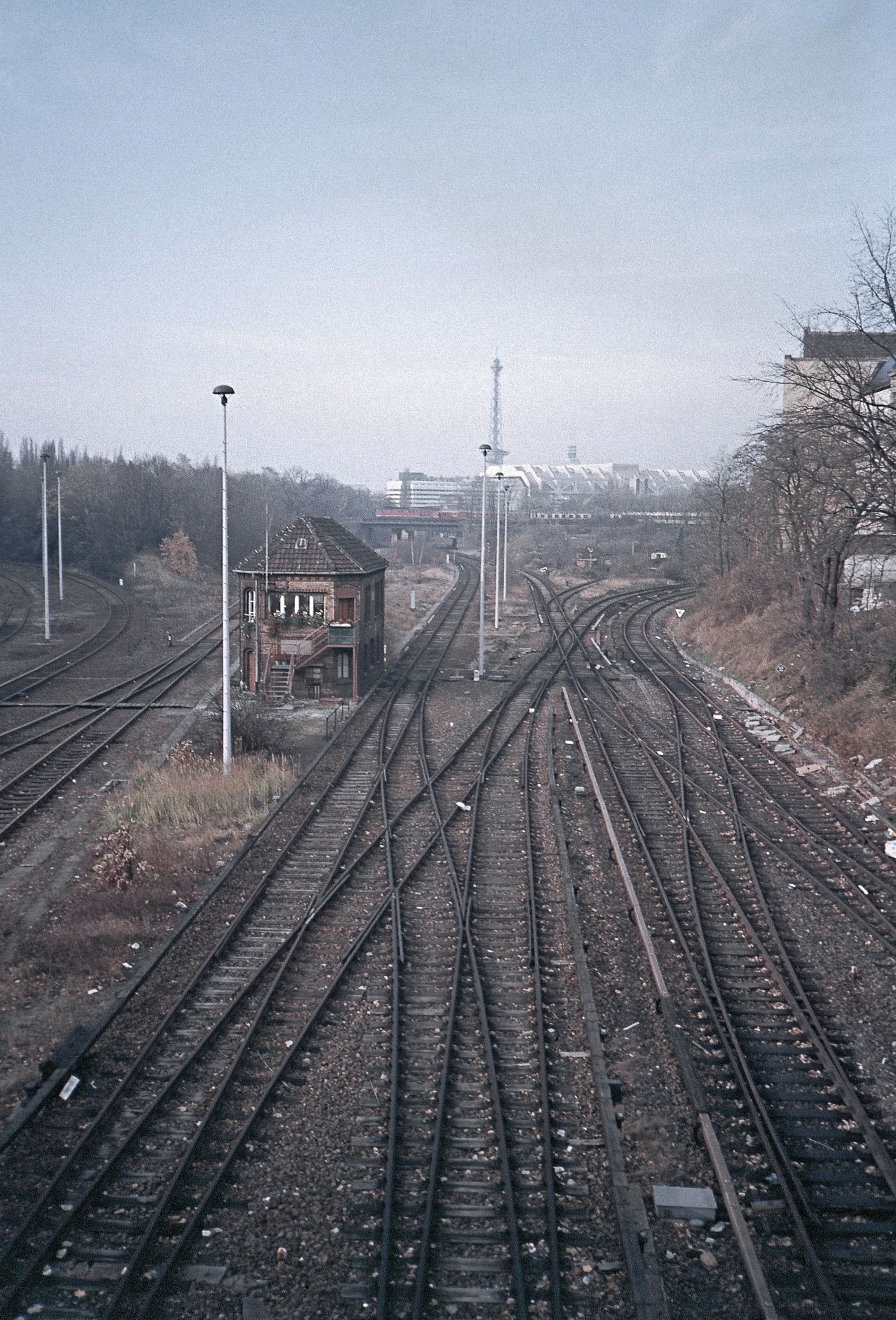
Blick auf die Südringkurve und das Stellwerk in Halensee, das 1980 von Reichsbahnern besetzt wurde, 1986

Das Jahr 1980 war der erste Schritt zur Wende in der West-Berliner S-Bahn-Geschichte. Die DR, finanziell schwer geplagt von dem ungeliebten Kind der West-Berliner S-Bahn, sah sich gezwungen, weitere Einsparmaßnahmen zu ergreifen. Denn das jährliche Defizit von 120 bis 140 Millionen Mark war ein hoher Preis für die Präsenz der DDR in der westlichen Stadthälfte. Im Januar wurde 78 Eisenbahnern der Raw Tempelhof und Grunewald gekündigt. Im Frühjahr wollte die Deutsche Reichsbahn in West-Berlin zunächst die Zuggruppen nur noch im 40-Minuten-Takt verkehren lassen. Nach Protesten in der Öffentlichkeit präsentierte die Reichsbahn im Herbst einen neuen Fahrplan, der einen Betrieb in West-Berlin nur noch von 5 bis 21 Uhr vorsah. Ausgenommen waren nur die Ringbahn, Stadtbahn und Nord-Süd-Bahn. Dies hätte durch den Entfall von Zulagen bei den Beschäftigten zu einem Einkommensverlust geführt.
Die Arbeitsbedingungen waren unter dem Standard West-Berlins. Unter anderem wurde folgendes bemängelt:
- Die langen Arbeitszeiten (einschließlich Überstunden),
- ein erheblich geringerer Lohn als bei der Deutschen Bundesbahn,
- keine freie Arztwahl – die medizinische Grundversorgung erfolgte in der DR-Poliklinik am Schöneberger Ufer in der ehemaligen Zentrale der Reichsbahndirektion Berlin (heute befinden sich dort u. a. Dienststellen der Bundespolizei),
- die Bevormundung der Arbeiter durch die SEW und den FDGB,
- das sinkende Vertrauen in die DR als sicherer Arbeitgeber aufgrund von 78 Kündigungen im Januar 1980,
- fehlende langfristige Perspektiven aufgrund der schlechten Lage der West-Berliner S-Bahn,
- die De-facto-Reduzierung der angehobenen Löhne durch Wegfall von anderen Zulagen.

Am 11. September 1980 kündigte die Reichsbahndirektion zunächst Lohnerhöhungen für die West-Berliner S-Bahner an, die jedoch sehr gering ausfielen. Vier Tage später wurden dagegen für den Fahrplanwechsel die drastischen Einschnitte bekannt gegeben. Noch am selben Tag legten die ersten Beschäftigten die Arbeit nieder. Am 17. September brach der Streik offen aus. Noch fahrende S-Bahn-Züge wurden entleert und abgestellt. Der Güterverkehr kam ebenfalls am gleichen Tag zum Stillstand. Berlins Regierender Bürgermeister Dietrich Stobbe verwies zwar auf die Betriebspflicht der S-Bahn, war aber sonst ziemlich handlungsunfähig, weil er sich mit dem Garski-Bauskandal beschäftigen musste.
Am 18. September 1980 bildete sich das zentrale Streikkomitee, das im Containerbahnhof des Hamburger und Lehrter Güterbahnhofs residierte. Des Weiteren wurden Stellwerke wie in Halensee und ab 20. September am Bahnhof Zoo besetzt. Nach dem S-Bahn-Verkehr stand auch der Transitverkehr still. Bereits anfahrende Züge mussten wieder in die Bahnhöfe Zoo oder Friedrichstraße zurückgedrückt werden. Die DB organisierte mit ihrer West-Berliner Tochterfirma Bayern Express & P. Kühn Berlin einen Pendelbusverkehr Richtung Hannover und Hamburg. Sie verlangte dafür erneut die Entrichtung eines Fahrgeldes. Erst nach Protesten des gerade gegründeten Fahrgastverbandes „IGEB“ wurde diese Praxis unterlassen. Schließlich waren die Bahnreisenden bereits im Besitz von gültigen Fahrscheinen ab Berlin, lautete das Argument.
Nachdem die Deutsche Reichsbahn mit Hilfe sowjetischer Soldaten am 22. September 1980 die besetzten Stellwerke wieder unter Kontrolle bringen konnte, kam der Transitverkehr wieder ins Rollen. Die Streikenden nahmen als zusätzliche Forderung die Übernahme der S-Bahn in West-Berlin in westliche Hände auf. Einen Tag später wurde der Containerbahnhof Berlin Hamburg und Lehrter Güterbahnhof geräumt. Die Streikleitung residierte nun im Haus der Gewerkschaft GEW. Auf einer Versammlung am 25. September empfahl die westliche Eisenbahner-Gewerkschaft GdED den Streikenden, ihren Arbeitsplatz bei der DR zu verlassen. Der Streik war damit zusammengebrochen. Mehr als 200 Eisenbahner erhielten von der DR die schriftliche Kündigung. Obwohl die DDR nie Arbeitslosenbeiträge für ihre West-Beschäftigten entrichtete, erhielten die nun arbeitslosen Eisenbahner Geld vom Arbeitsamt.
Die Auswirkungen auf die West-Berliner S-Bahn nach dem Streik waren verheerend. Mit dem Fahrplanwechsel am 28. September 1980 wurden nur noch folgende Linien im 20-Minuten-Takt angeboten:
- Frohnau – Gesundbrunnen – Friedrichstraße – Anhalter Bf – Lichtenrade (N I)
- Heiligensee – Gesundbrunnen – Friedrichstraße – Anhalter Bf – Lichterfelde Süd (N II)
- Wannsee – Westkreuz – Charlottenburg – Zoologischer Garten – Friedrichstraße (S I)

Nicht mehr bedient wurde u. a. die Strecke Wannsee – Schöneberg – Anhalter Bahnhof, sie wurde erst im Februar 1985 von der BVG als Linie S1 wieder in Betrieb genommen.
Ebenfalls nicht mehr bedient und erst nach dem Mauerfall wieder in Betrieb genommen wurden die Strecken:
- Gesundbrunnen – Jungfernheide – Westkreuz – Schöneberg – Sonnenallee / – Köllnische Heide
- Westkreuz – Olympiastadion – Spandau

Bis heute nicht mehr für die S-Bahn in Betrieb sind diese Strecken:
- Spandau – Staaken (nur im Regionalverkehr bedient)
- Jungfernheide – Gartenfeld (Siemensbahn)
- Jungfernheide – Spandau (Strecke im Regionalverkehr bedient; einzige Zwischenstation Siemensstadt-Fürstenbrunn geschlossen)
- Zehlendorf – Düppel

Insgesamt wurden an diesem Tag 72 Kilometer S-Bahn-Strecken geschlossen – fast die Hälfte des West-Berliner S-Bahn-Netzes. Die unbenutzten Abschnitte verfielen aufgrund der ebenfalls nicht mehr erfolgenden Unterhaltung und zusätzlich durch Vandalismus.

### Der späte Neubeginn

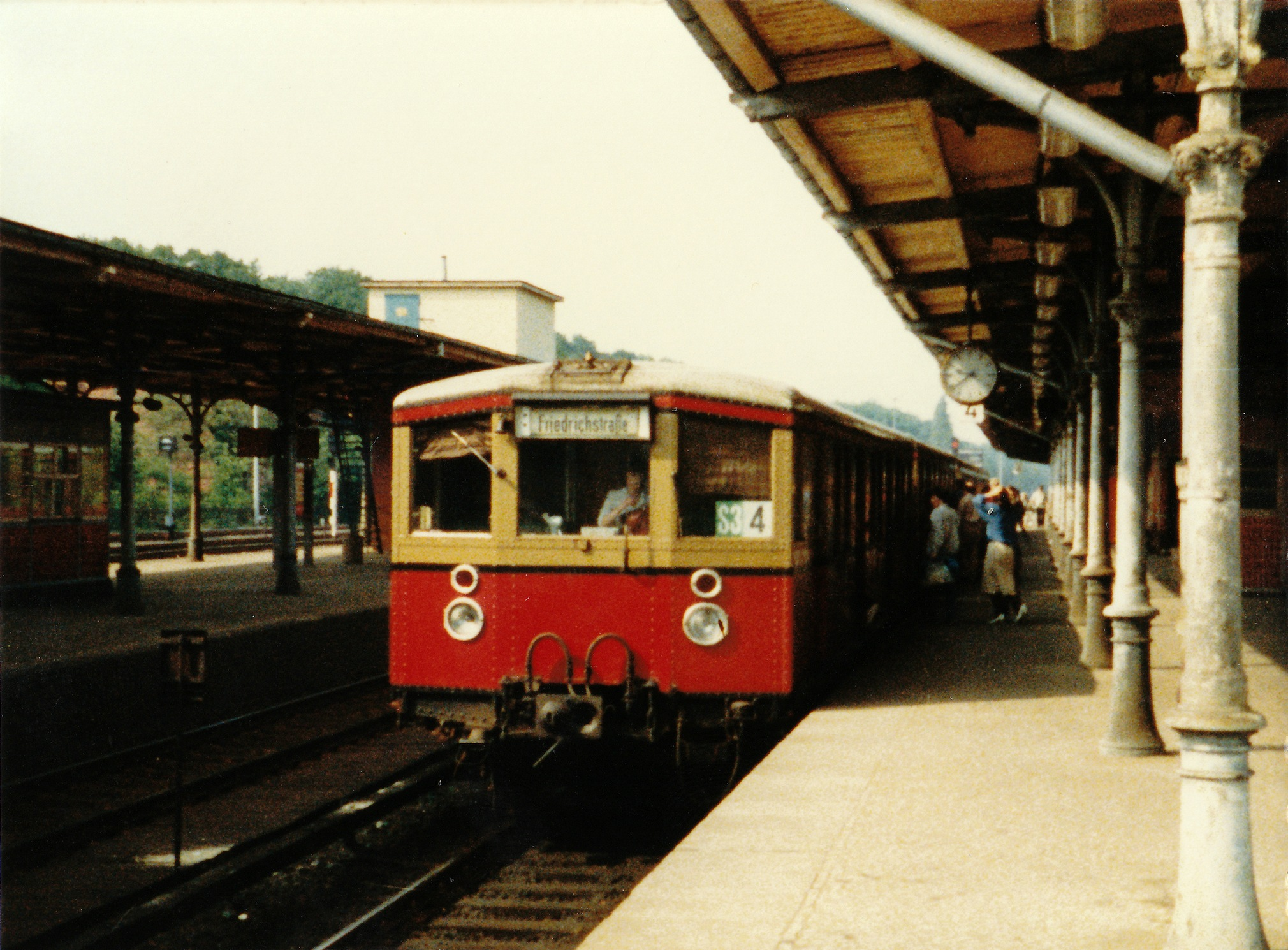
Die S3 der BVG, Wannsee Juni 1984 (ET 165 „Stadtbahn“)

Erst mit der drastischen Reduzierung des Netzes rückte die S-Bahn wieder in das Bewusstsein der West-Berliner Bevölkerung. Verschiedene Verkehrsinitiativen, vor allem die IGEB, nahmen sich des Themas an und forderten die Integration der S-Bahn in das West-Berliner Nahverkehrsnetz und einen Verkehrsverbund mit der BVG. Wegen der besonderen Rolle der S-Bahn in der großen Politik und Interessen der U-Bahn-Baulobby sowie der Funktionäre der „BVG-Gewerkschaft“ ÖTV wurde gegen die S-Bahn oft mehr polemisiert, als dass eine Sachdiskussion zu Verkehrsfragen geführt worden wäre. Noch war die Deutsche Reichsbahn damit beauftragt, den S-Bahn-Verkehr aufrechtzuerhalten, jedoch war das Netz nach dem Streik von 1980 erheblich geschrumpft, ebenso die Fahrgastzahlen.
Im Jahr 1981 standen Wahlen zum Abgeordnetenhaus von Berlin an, SPD und CDU versuchten, durch die S-Bahn Stimmen zu sammeln. Nachdem die CDU mit dem späteren Bundespräsidenten Richard von Weizsäcker die Wahl für sich entscheiden konnte, kamen nacheinander die verschiedensten Lösungsvorschläge auf den Tisch. Letztendlich wurde eine Vereinbarung getroffen, nach der die Betriebsrechte der S-Bahn von der Deutschen Reichsbahn (DR) an die BVG übergehen sollten. Bereits am 13. Dezember 1983 setzten beide Seiten, nachdem zuvor die vier Besatzungsmächte zugestimmt hatten, ihre Unterschrift unter das Abkommen, welches am 9. Januar 1984, 4 Uhr morgens in Kraft trat. Die Präsenz der DDR in West-Berlin war damit allerdings nicht beendet, denn die Deutsche Reichsbahn führte hier weiterhin den Fernverkehr im Transit sowie Güterverkehr durch.

### Die S-Bahn in BVG-Verwaltung

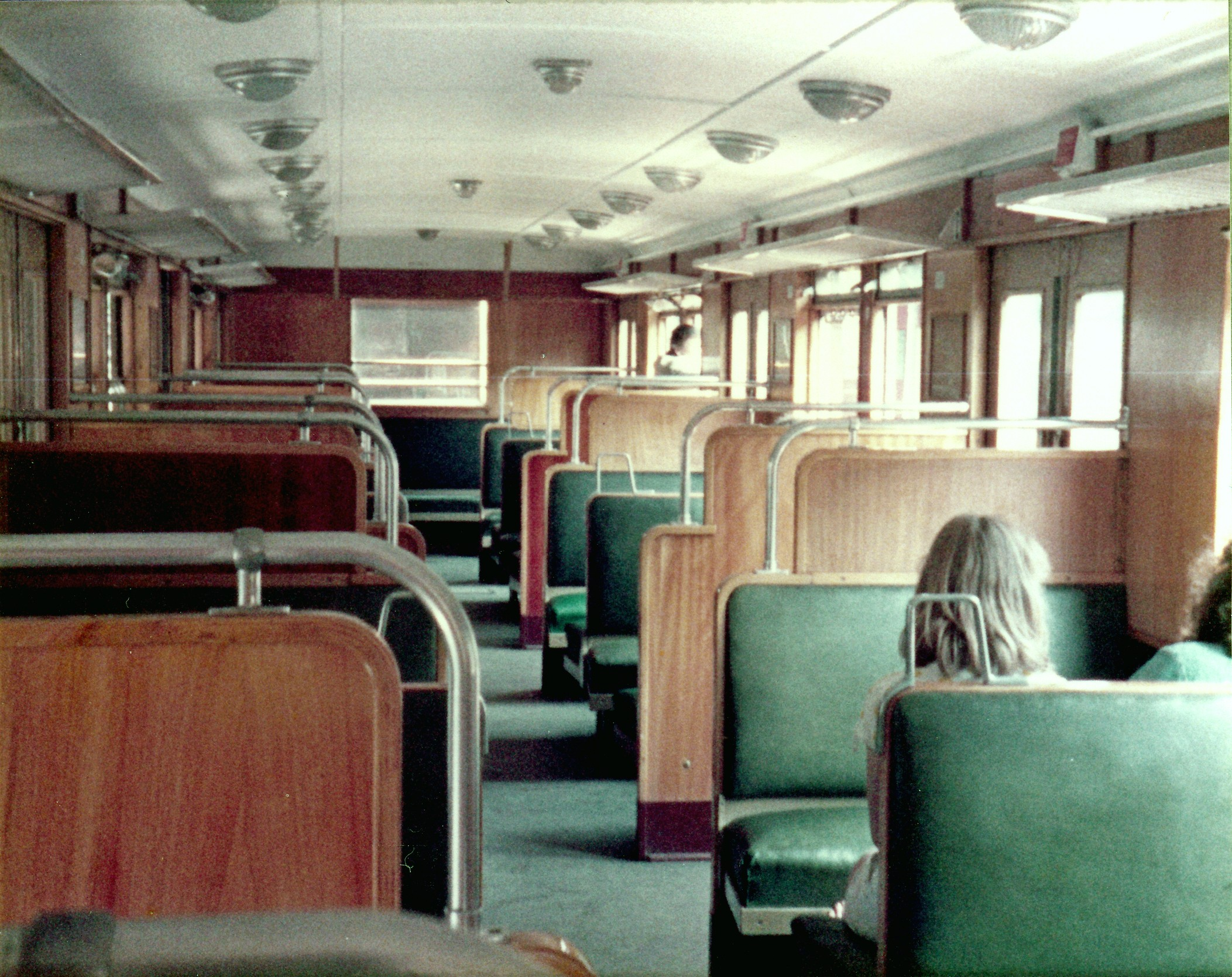
ET 165 Innenraum mit Sitzpolstern, Westnetz 1984

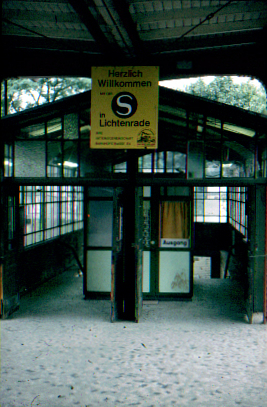
Bahnhof Lichtenrade zur Wiedereröffnung

Pünktlich um vier Uhr morgens übernahm die BVG am 9. Januar 1984 den Betrieb von der DR. Am Abend zuvor gab es Kranzniederlegungen, die Trauer symbolisieren sollten. Zunächst wurde nur auf den Streckenabschnitten Friedrichstraße–Charlottenburg als Linie S3 und Anhalter Bahnhof–Lichtenrade als S2 gefahren. Das übrige Netz in West-Berlin war damit außer Betrieb. Die Wannseebahn und der Abschnitt Charlottenburg–Wannsee blieben als Betriebsstrecke zur einzigen Betriebswerkstatt in Wannsee erhalten. Weil es bei der BVG nicht genug ausgebildetes Fahrpersonal gab (es fehlten die Reichsbahner aus Ost-Berlin), mussten Triebfahrzeugführer der ähnlich betriebenen S-Bahn Hamburg aushelfen. Am Lehrter Bahnhof endete die Betriebsführung durch die BVG, hier übernahm DR-Fahrpersonal aus dem Ostteil die Züge für die Weiterfahrt durch den stark gesicherten Grenzbereich bis zum Bahnhof Friedrichstraße.
Bereits am 1. Mai 1984 konnte man die Abschnitte zwischen Charlottenburg und Wannsee sowie den Nord-Süd-Tunnel zwischen Anhalter Bahnhof und Gesundbrunnen wieder befahren. Am 1. Oktober desselben Jahres folgte die Wiedereröffnung bis nach Frohnau. Der Abschnitt zwischen Wilhelmsruh und Frohnau musste im Jahr 1986 noch einmal voll gesperrt werden, da die BVG sich entschieden hatte, das zweite Streckengleis auf dem Abschnitt wieder aufzubauen. Die Züge auf der nun S2 genannten Linie konnten, nachdem der Südast nach Lichtenrade 1988 auch ausgebaut wurde, durchgängig im Zehn-Minuten-Takt fahren. Am 1. Februar 1985 konnte außerdem die Wannseebahn für den Fahrgastverkehr freigegeben werden; diese Linie zwischen Anhalter Bahnhof und Wannsee erhielt die Bezeichnung S1.
Das Endkonzept des Berliner Senats sah ein Netz von etwa 117 Kilometern Länge vor, in dem bis auf die folgenden Abschnitte das gesamte West-Berliner Netz reaktiviert werden sollte:
- Neukölln – Köllnische Heide
- Jungfernheide – Gartenfeld
- Jungfernheide – Spandau
- Schönholz – Heiligensee
- Zehlendorf – Düppel

Bevor überhaupt an die noch zu sanierenden Strecken gedacht werden konnte, begann die BVG, das verbliebene „Schrumpfnetz“ auf einen einheitlichen Standard mit den U-Bahnhöfen zu bringen. Unter anderem wurden in den ersten Tagen teilweise Fahrkartenautomaten und Entwerter in U-Bahnhöfen abgebaut und auf den S-Bahnhöfen wieder aufgestellt. Es sollten möglichst bald die teilweise noch eingebauten Holzbänke entfernt und durch eine Polsterung ersetzt werden, wie sie ähnlich bei einigen DR-Zügen vorhanden war, um möglichst schnell eine Angleichung an den U-Bahn-Standard zu erreichen. Nicht alle Fahrgäste waren mit dieser von der BVG eingeschlagenen Richtung einer Anpassung an die West-U-Bahn einverstanden.
Trotz aufwendiger Sanierung der Strecken konnte das Potential der S-Bahn in West-Berlin nicht vollständig ausgeschöpft werden; die vorhandenen Züge, fast ausschließlich vom Typ Stadtbahn aus den frühen 1930er Jahren, waren für einen effizienten Betrieb zu alt. Deshalb mussten neue Züge angeschafft werden. Im Juli 1986 konnten die ersten vier Prototypen der Baureihe 480 einer Arbeitsgemeinschaft von AEG, Siemens und Waggon Union vorgestellt werden. Da die Züge als Doppeltriebwagen ausgeliefert wurden, bildete damit der Viertelzug die kleinste betriebsfähige Einheit. Zwei Viertelzüge erhielten eine kristallblaue, die anderen beiden eine an die Traditionsfarben angelehnte Farbgebung. In einer Umfrage sprach sich ein Großteil der West-Berliner Bevölkerung für die Traditionsfarben aus. Bis 1992 konnten alle Wagen ausgeliefert werden – insgesamt waren es 41 Doppeltriebwagen.

## Die S-Bahn in Ost-Berlin (1961–1989)
Anders als der S-Bahn im Berliner Westen erging es dem Hauptverkehrsmittel im Osten der Stadt. Aus der ehemals durchgehenden Stadtbahn war eine hochbelastete Stichstrecke mit einem für diese Aufgaben völlig unterdimensionierten Endbahnhof Berlin Friedrichstraße geworden, der Nordostteil der Ringbahn wurde zur zentralen Verbindung zwischen den Strecken im Norden und Südosten. In der Folge mussten zwischen Schönhauser Allee und Pankow separate S-Bahn-Gleise verlegt werden, die Nordstrecken am jetzt geschlossenen Bahnhof Bornholmer Straße waren zu entflechten und die Strecke nach Oranienburg wurde über den Außenring an die Strecke nach Bernau angeschlossen. Die vorerst als Inselbetrieb befahrenen Außenstrecken nach Rangsdorf und Potsdam wurden wegen fehlender Wartungsmöglichkeiten wenige Wochen nach der Trennung auf den Betrieb mit Fernbahnfahrzeugen umgestellt. Nur die Strecke Hennigsdorf–Velten konnte aufgrund der in Velten vorhandenen Triebwagenhalle bis 1983 vorläufig weiter dauerhaft genutzt werden. Bei späteren Umbauten, insbesondere im Bereich Schönhauser Allee–Pankow, Gesundbrunnen–Schönholz und Treptower Park–Schöneweide wurden die unterbrochenen Verbindungen kaum mehr berücksichtigt. Auf der Stadtbahn mussten Möglichkeiten für das Wenden von Zügen im Regelbetrieb geschaffen werden. Es war nicht möglich, sämtliche auf diese zulaufende Zuggruppen bis Friedrichstraße zu führen. Auf Kosten eines Fernbahngleises entstand eine Kehranlage auf dem Bahnhof Alexanderplatz, später wurde diese auch auf dem Bahnhof Warschauer Straße eingerichtet.
Als erstes zu bewältigendes Problem der nun eigenständigen Teilnetze galt es, die abgeschnittenen Streckenteile in den DDR-Bezirken Frankfurt und Potsdam anzuschließen. Da jedoch nur die Abschnitte von Oranienburg nach Hohen Neuendorf beziehungsweise von Hennigsdorf nach Velten Werkstätten besaßen, wurden die übrigen (unter anderem nach Falkensee) bis zum 9. Oktober 1961 eingestellt – um weiter von Albrechtshof oder Falkensee nach Ost-Berlin zu kommen, musste nun zunächst mittels lokbespannter Doppelstockzüge, „Sputniks“ genannt, der Westteil der Stadt auf dem Berliner Außenring umrundet werden, um in Birkenwerder die S-Bahn-Strecke nach Oranienburg zu erreichen, die durch die Anbindung der Ferngleise des Außenrings zwischen Karower Kreuz und Bergfelde an das städtische Stromschienennetz auch wieder die Weiterfahrt mit herkömmlichen S-Bahn-Zügen bis in die Ost-Berliner Innenstadt ermöglichte (und man in diesem Bereich erst 1984 die Fernbahn wieder von der S-Bahn trennte). Ebenfalls zur Umfahrung West-Berlins und des unmittelbar an der Sektorengrenze noch auf Westgebiet gelegenen Bahnhofs Bornholmer Straße wurde als neue Verbindung zwischen Schönhauser Allee und Pankow ein zusätzliches Gleispaar verlegt, das alsbald als „Ulbrichtkurve“ verspottet wurde.
Bestehen dagegen blieb der Betrieb per Stromschiene bis zu ihrer Elektrifizierung durch die Reichsbahn 1983 auf der Strecke zwischen Hennigsdorf und Velten, woraufhin auch dort zum lokbespannten Betrieb per Oberleitung übergegangen wurde. Vielen Bewohnern Ost-Berlins allerdings war dieser Inselbetrieb, bei dem statt Taktfahrplan nach einem Anschlussfahrplan gefahren wurde, die S-Bahn-Züge also nur zu Zeiten kursierten, zu denen es auch Anschlüsse an die Züge des Außenrings gab, gar nicht bekannt.
In den ersten Jahren nach dem Mauerbau wurde es, auch wenn immer wieder teils spektakuläre Fluchtversuche über das Berliner S-Bahn-Netz unternommen wurden, vergleichsweise ruhig um die Ost-Berliner S-Bahn, 1962 wurde zwar der Flughafen Berlin-Schönefeld ans Netz angebunden, doch bis 1976 blieb es auch dabei.
Das änderte sich erst 1971, als der VIII. Parteitag der SED 1971 ein Wohnungsbauprogramm beschloss, in das auch die schienengebundenen öffentlichen Verkehrsmittel wie S-Bahn und Straßenbahn durch Neubaustrecken integriert werden sollten. Obwohl die ersten Plattenbausiedlungen in Marzahn dabei mit der Schaffung eines eigenständigen Stadtbezirks erst 1979 bezugsfertig waren, fuhr die S-Bahn allerdings schon drei Jahre früher bis Marzahn. Der Grund war simpel: Auf diese Weise konnten schon die Bauarbeiter von dem Verkehrsmittel profitieren und der Bau ging so auch schneller voran.
Die darauffolgenden Jahre waren vom Wohnungsbau geprägt – Plattenbauten prägten mehr und mehr die Stadtkulisse. Neben Marzahn entstanden auch in Hohenschönhausen und Hellersdorf Satellitenstädte. Bis zum Jahr 2000 sollte auch in Malchow eine Siedlung entstehen, diese wurde jedoch aufgrund der politischen Wende in der DDR nicht mehr verwirklicht. Nach Hohenschönhausen kam man noch mit der S-Bahn, ähnlich wie in Marzahn fuhr die S-Bahn dabei voraus, nach Malchow sollte sie verlängert werden. Hier war ein großer Fernbahnhof vorgesehen, der Regionalbahnsteig in Hohenschönhausen sollte dafür geschlossen werden. Der Bau einer S-Bahn-Strecke nach Hellersdorf dagegen war nicht möglich, da die Stadtbahn westlich des Bahnhofs Berlin-Lichtenberg keine zusätzliche Zuggruppe mehr aufnehmen konnte. Stattdessen verlängerte man die U-Bahn-Linie E von Tierpark bis nach Hönow mit einer Kreuzung von S- und U-Bahn im gemeinsamen Bahnhof Wuhletal. Insgesamt wurden bis zur Wende mehr als 40 Kilometer S-Bahn-Strecke in Betrieb genommen:
| Datum             | Streckenabschnitt                              | Länge (in km) |
| ----------------- | ---------------------------------------------- | ------------- |
| 19. November 1961 | Hohen Neuendorf – Blankenburg                  | 17,839        |
| 10. Dezember 1961 | Schönhauser Allee – Pankow (eigenes Gleispaar) | 02,075        |
| 26. Februar 1962  | Grünauer Kreuz – Flughafen Schönefeld          | 05,804        |
| 30. Dezember 1976 | Friedrichsfelde Ost – Marzahn                  | 03,808        |
| 15. Dezember 1980 | Marzahn – Otto-Winzer-Straße                   | 01,759        |
| 30. Dezember 1982 | Otto-Winzer-Straße – Ahrensfelde               | 01,724        |
| 20. Dezember 1984 | Springpfuhl – Hohenschönhausen                 | 04,747        |
| 20. Dezember 1985 | Hohenschönhausen – Wartenberg                  | 00,962        |

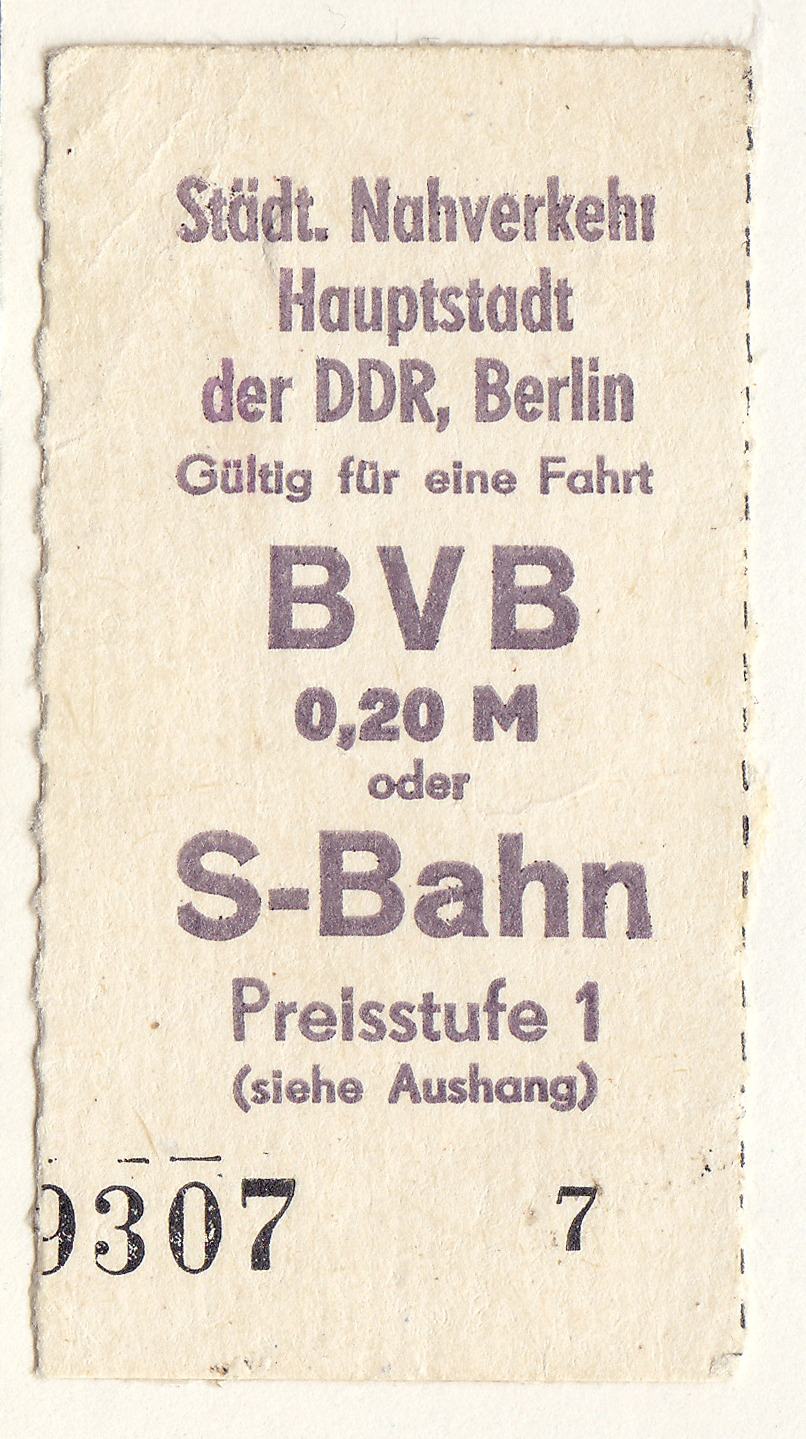
Fahrkarte des städtischen Nahverkehrs Berlin (DDR), ca. 1985

Was den Fuhrpark angeht, hatte die Deutsche Reichsbahn 1959 mit der DR-Baureihe ET 170 zwar den Versuch einer Modernisierung unternommen, der jedoch mit der doppeldeutigen Bezeichnung als „Blaues Wunder“ in die Berliner S-Bahn-Geschichte eingehen sollte. Denn neben ihrer blauen Farbe wiesen die ausgelieferten Fahrzeuge mehrere technische Probleme auf, sodass einer der beiden Halbzüge schon 1963 abgestellt wurde und der andere bis zu seiner Ausmusterung 1969 nur noch selten eingesetzt wurde, beide Halbzüge schließlich 1973/1974 zerlegt wurden.

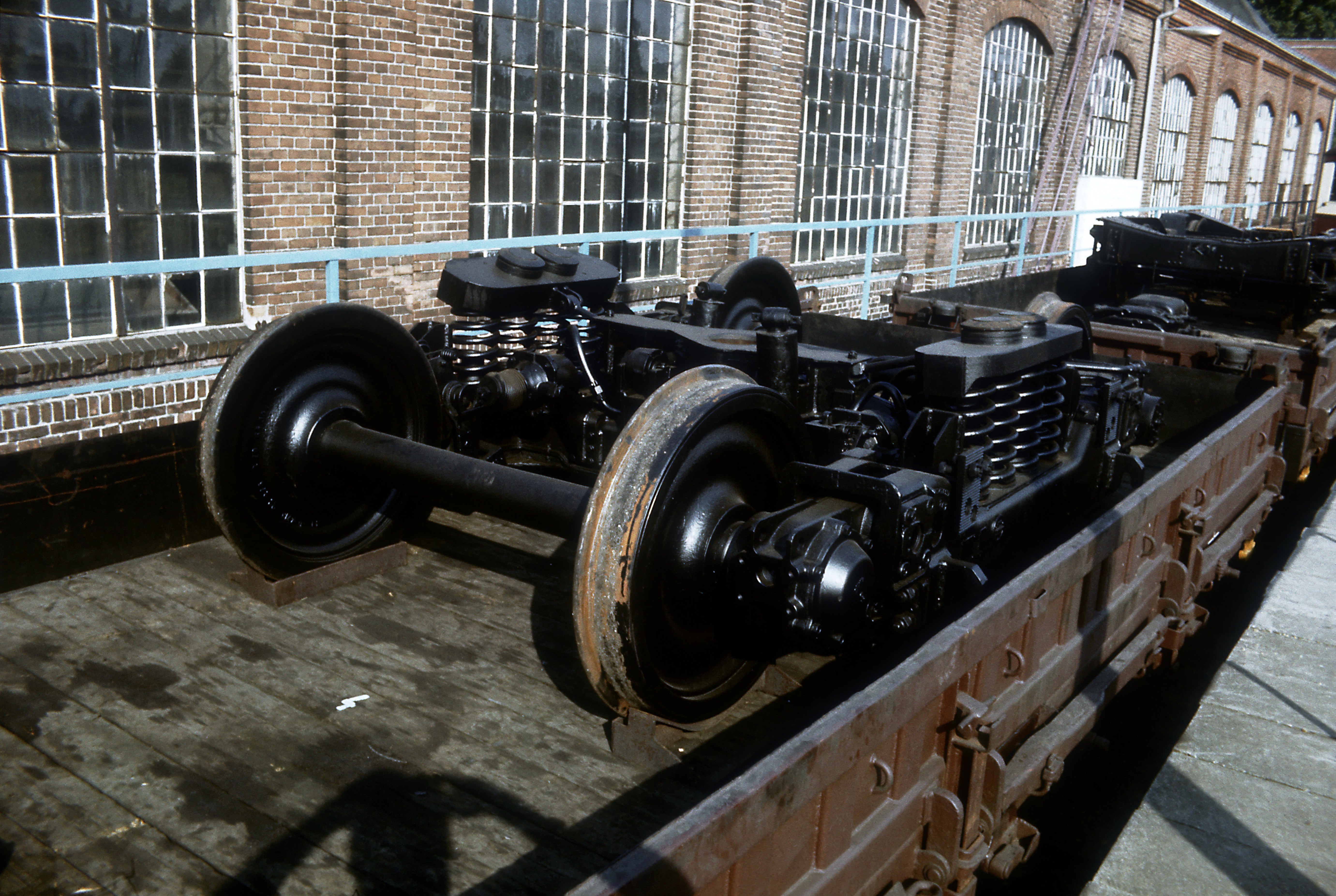
Neubaulaufdrehgestell für die Einheiten der Reihe 277

Nachdem klar war, das in der nächsten Zeit mit neuen Triebzügen nicht gerechnet werden konnte, wurde um 1970 die Modernisierung der Bestandswagen geplant. Dabei sollten die bekannten Schwachstellen beseitigt, zusätzlich aber auch die Arbeitsbedingungen des Personals verbessert werden. Insbesondere wegen ihrer rissanfälligen, geschweißten Drehgestellrahmen begann die Modernisierung mit den Einheiten der Reihe 277. Der 1973 fertiggestellte Baumusterzug behielt vorerst noch die Stirnfronten mit drei Fenstern, die Serienumbauten waren dann an den markanten Führerstandsfronten mit zwei großen Fenstern, die die Wagen deutlich moderner erscheinen ließen, erkennbar. Die Viertelzüge der Reihe 276.0 und die ursprünglichen Peenemünder Viertelzüge wurden an die Serienwagen angepasst und mit ihnen kuppelbar. Die Hilfsbetriebsspannung wurde auf die bei der DR üblichen 110 Volt umgestellt, die Wagen erhielten neue, schraubengefederte Achslenkerdrehgestelle. Diese verbesserten die Laufeigenschaften deutlich. Die Triebzüge der Reihen 275 und 275.9 wurden in deutlich geringerem Maß umgebaut. Die genieteten Originaldrehgestelle und damit die vergleichsweise harten Laufeigenschaften blieben erhalten, die Kupplungen erhielten ebenfalls Kontaktaufsätze. Die Stammnummern der bisherigen Reihe 275 änderte sich bei der Modernisierung in 276.1. Eine Folge der Modernisierung war, dass die neueren Wagen der Reihen 276.0, die bis dahin im Westnetz verkehrten, nach den Umbauten im Ostnetz verblieben. Mit der Abgabe der Betriebsrechte im Westnetz an die BVG waren dort nur noch Einheiten der Reihe 275 vorhanden.
Bereits 1980 bestellte die DR zehn Prototypen der Reihe 270 (seit 1992 Baureihe 485). Bis 1991 wurden insgesamt 166 Viertelzüge geliefert. Anders als bei der BVG wurde hier die übliche Aufteilung Triebwagen-Beiwagen-Beiwagen-Triebwagen (Tw-Bw-Bw-Tw) beibehalten. Bei der Farbgebung stimmt die BR 270 dagegen nur teilweise überein. Die Züge der sogenannten „Nullserie“ wurden noch im DR-Design ausgeliefert, anstelle des üblichen Rot/Ocker verwendete die DR jedoch ein deutlich dunkleres Bordeauxrot mit Elfenbein. Die neueren Züge dagegen wiesen als „Innovation“ einen auffallenden karminroten Wagenkasten mit anthrazitgrauem Fensterband auf. Von den Ost-Berlinern deshalb spöttisch „Cola-Dosen“ genannt, wurden die Züge inzwischen jedoch wieder in die Traditionsfarben umlackiert.
Die Attraktivität der S-Bahn (und des städtischen Nahverkehrs der DDR insgesamt) war auch durch die Subventionspolitik des Staates begründet. Die Fahrpreise waren bis zur Wende konstant und betrugen für den innerstädtischen Bereich 20 Pfennig, innerhalb der Grenzen Ost-Berlins als ganzem auch nur 30 Pfennig.
Vor der Fernbahnelektrifizierung mussten die mit der Netzfrequenz von 50 Hertz arbeitenden Gleisstromkreise der automatischen Streckenblockanlagen der Bauformen AB 28 und 37 elektrotechnisch verträglich gemacht werden. Die Blockbauformen wären auf eine Speisefrequenz von 42 Hz umstellbar gewesen, doch wegen ihres Alters und der konzeptionellen Nachteile, weder war ein Erlaubniswechsel für den Gleiswechselbetrieb nachrüstbar noch kamen diese Blockformen nach einer Fahrt entgegen der gewöhnlichen Fahrtrichtung wieder in Grundstellung, wurden sie mit dem Universalblock AB 70S ersetzt. Die elektromechanischen Stellwerke der Bahnhöfe blieben dabei vielfach erhalten. Der AB 70S wurde auf der Stadtbahn, dem Ostring einschließlich der Verbindungskurven zur Stadtbahn, der Görlitzer Bahn von Treptower Park bis Schöneweide sowie von Grünau bis Eichwalde, der Frankfurter Bahn bis Karlshorst, der Ostbahn bis Biesdorfer Kreuz und der Wriezener Bahn bis Ahrensfelde eingebaut.

## Die S-Bahn im wiedervereinigten Berlin

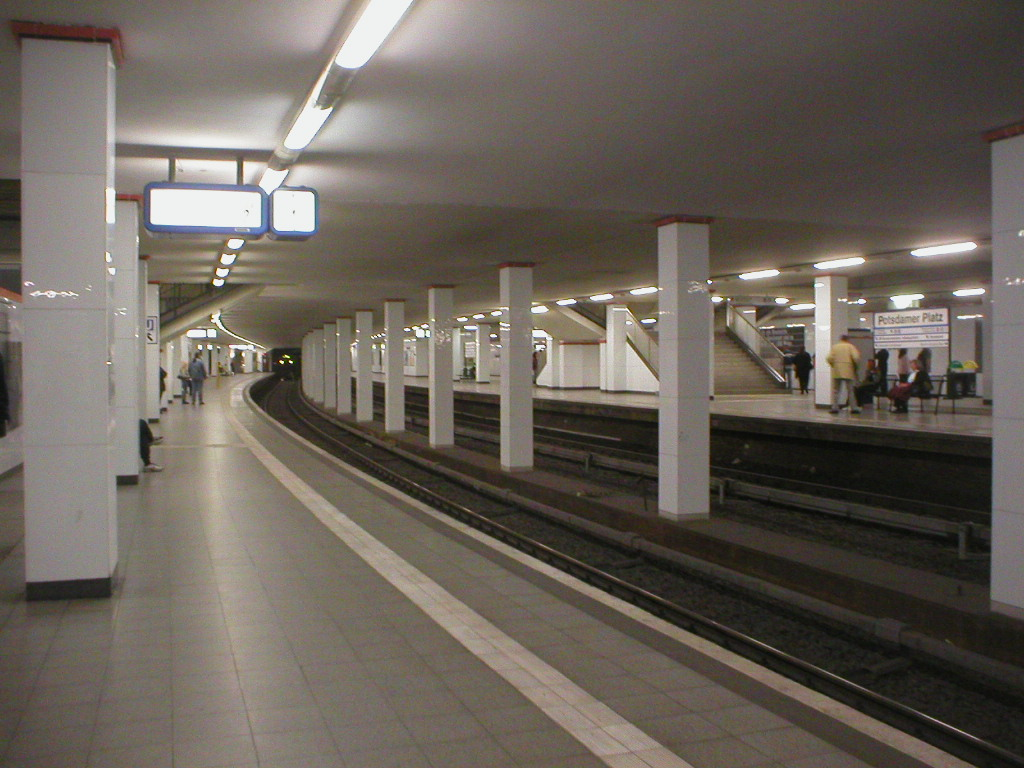
Der wiedereröffnete S-Bahnhof Potsdamer Platz

### Wiedervereinigung der Stadt und des Netzes
Die politischen Ereignisse der Jahre 1989/1990 machten auch nicht vor der S-Bahn Halt. Mit Öffnung der Grenzen am 9. November 1989 sah sich die BVG einem gewaltigen Besucherandrang gegenüber, die Bediensteten mussten Überstunden einlegen, in den ersten Tagen danach wurde ein durchgehender Nachtverkehr auf den die Grenzen passierenden Linien S2 und S3 eingerichtet. Auf der westlichen Stadtbahn fuhren zudem erstmals seit langem wieder Vollzüge. Im Frühjahr 1990 wurden die beiden Teilnetze der S-Bahn im Bahnhof Berlin Friedrichstraße wieder verbunden. Mit dem Entfall der Grenzkontrollen zwischen beiden Teilen Berlins am 2. Juli 1990 verkehrten die Züge auf der Stadtbahn wieder durchgehend. Mit der Wiedervereinigung gingen die Betriebsrechte an die DR zurück, die seit 1994 nach Zusammenführung mit der Deutschen Bundesbahn unter dem Namen „Deutsche Bahn“ firmiert. Zum 1. Januar 1995 wurde die S-Bahn ausgegliedert und ist nun als S-Bahn Berlin GmbH ein hundertprozentiges Tochterunternehmen der DB.
Die 1991 wieder als stärkste Partei gewählte CDU traf schon vor der Wahl zum Abgeordnetenhaus den Beschluss, das Netz in dem Zustand vor 1961 wiederherzustellen. Jedoch eigneten sich nicht mehr alle Strecken für einen S-Bahn-Verkehr, beispielsweise der Abschnitt zwischen Spandau und Jungfernheide, da sich sonst ein Parallelverkehr mit der U7 ergeben hätte. Ergänzend hierzu war die Integration in das Fernbahnkonzept der Bahn. Zusätzlich zum bestehenden Nord-Süd-Tunnel ist eine zweite S-Bahn-Strecke (Planungsname S21) vorgesehen.
Nachdem man nach der politischen Wende alles daran setzte, die innerstädtischen Lücken zu schließen, folgten sekundär die ersten Strecken vom Westen Berlins aus ins Land Brandenburg. Bis 1992 war das West-Berliner Teilnetz an drei Punkten wieder mit dem Umland verknüpft worden. Am 17. Dezember 1993 folgte mit der Wiederinbetriebnahme des Südrings zwischen den Bahnhöfen Westend und Baumschulenweg der erste größere innerstädtische Abschnitt.
Die Stadtbahn wurde 1994 in Angriff genommen. Der Fernbahnbetrieb wurde dafür zwischen Ostbahnhof und Bahnhof Zoologischer Garten unterbrochen. Die Fernbahngleise wurden in diesem Bereich an die S-Bahn-Anlagen angeschwenkt, im Bahnhof Zoologischer Garten unter Nutzung des Kehrgleises. Da es in den Haltepunkten Tiergarten, Bellevue und Jannowitzbrücke keinen Fernbahnsteig gibt, fuhr hier die S-Bahn durch. Für den S-Bahnhof Hackescher Markt wurde nur ein provisorischer Bahnsteig in Richtung Alexanderplatz in Betrieb genommen. Nach der Sanierung der S-Bahn-Seite wurden die Anschwenkungen rückgängig gemacht, daraufhin erfolgte die Sanierung der Fernbahngleise. Der Stadtbahnviadukt erhielt eine neue Fahrbahnwanne aus Stahlbeton und für alle Gleise eine feste Fahrbahn. Ausgenommen blieb der Bereich um den Lehrter Stadtbahnhof, da in diesem Bereich der neue Hauptbahnhof entstehen sollte. Nach und nach folgten auch die übrigen Strecken mit ihrer Neueröffnung beziehungsweise Sanierung. 1998 ging Spandau wieder ans Netz, 2002 konnte nach mehreren Jahren Verzögerung endlich der Innenring geschlossen werden. Das symbolische Ziel wurde damit weitgehend erreicht.
Obwohl die Betriebe in beiden Stadthälften in den 1980er Jahren neue Fahrzeuge anschafften, musste für die wiedervereinigte Hauptstadt eine neue, einheitliche Baureihe her. Das Adtranz-Werk in Halle-Ammendorf fertigte deshalb bereits 1993 einen Prototyp der Baureihe 481 an, der erstmals 1995 vorgestellt wurde. Der Erfolg der Baureihe sollte sich darin äußern, dass die S-Bahn Berlin GmbH noch kurz vor Abschluss der ersten Lieferung von 100 Viertelzügen nochmals 400 nachbestellte. Gleichzeitig wurden mit Inbetriebnahme der neuen Baureihe schrittweise die Altbauzüge der Baureihen 475, 476 und 477 ausgemustert. 2004 konnte der 500. und damit letzte Viertelzug der Baureihe 481/482 ausgeliefert werden. Das Durchschnittsalter der Fahrzeuge sank damit von über 60 auf ca. sechs Jahre. Der Durchgang zwischen den beiden Teilwagen ist dabei keineswegs ein Novum, bereits die Züge der ausgemusterten Baureihe ET 170 („Blaues Wunder“) waren durchgehend begehbar. 2003 wurden drei durchgehend begehbare Halbzüge geliefert.
Die S-Bahn feierte 1999 mit einer großen Fahrzeugparade im Bahnhof Olympiastadion das 75-jährige Bestehen des Gleichstrombetriebs. Neben den Fahrzeugen aus den anderen S-Bahn-Betrieben Deutschlands wie den Baureihen 420, 423 oder 474 stellte der Betrieb auch ein für touristische Zwecke vorgesehenes Fahrzeug vor: Die „Panorama-S-Bahn“.
Pläne des Senates, die S-Bahn mit der BVG zu einem neuen Verkehrsunternehmen zu fusionieren und dadurch jährlich 800 Millionen Mark einzusparen, wurden Mitte 2001 heftig kritisiert.

### Neubaustrecken und Wiedereröffnungen (ab 1992)
| Datum              | Streckenabschnitt                     | Länge (in km) | Bemerkung |
| ------------------ | ------------------------------------- | ------------- | --- |

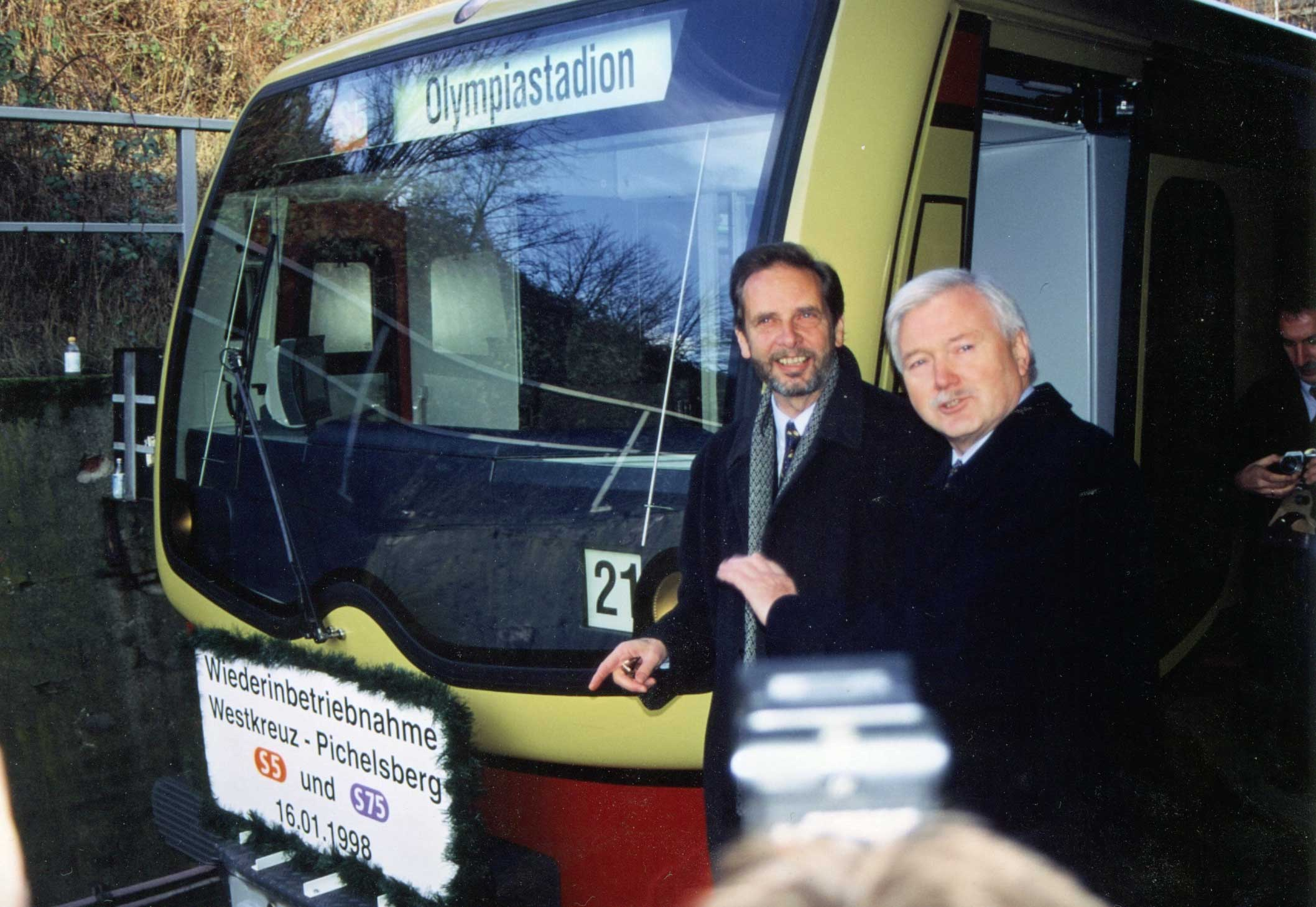
Wiedereröffnung der Strecke Westkreuz – Pichelsberg mit dem damaligen Verkehrssenator Jürgen Klemann (CDU) und dem damaligen Geschäftsführer der S-Bahn Berlin GmbH Axel Nawrocki

| 01. April 1992     | Wannsee – Potsdam Stadt               | 08,968        | Bestand bis 13. August 1961                                                                                                 |
| 31. Mai 1992       | Frohnau – Hohen Neuendorf             | 04,176        | Bestand bis 13. August 1961                                                                                                 |
| 31. August 1992    | Lichtenrade – Blankenfelde            | 05,750        | Bestand bis 13. August 1961                                                                                                 |
| 17. Dezember 1993  | Westend – Baumschulenweg              | 18,344        | Bestand bis 28. September 1980 (Westend – Köllnische Heide) Bestand bis 13. August 1961 (Köllnische Heide – Baumschulenweg) |
| 28. Mai 1995       | Schönholz – Tegel                     | 06,846        | Bestand bis 9. Januar 1984                                                                                                  |
| 28. Mai 1995       | Priesterweg – Lichterfelde Ost        | 03,979        | Bestand bis 9. Januar 1984                                                                                                  |
| 15. April 1997     | Westend – Jungfernheide               | 02,227        | Bestand bis 28. September 1980                                                                                              |
| 18. Dezember 1997  | Neukölln – Treptower Park             | 03,358        | Bestand bis 28. September 1980 (Neukölln – Sonnenallee) Bestand bis 13. August 1961 (Sonnenallee – Treptower Park)          |
| 16. Januar 1998    | Westkreuz – Pichelsberg               | 04,774        | Bestand bis 28. September 1980                                                                                              |
| 25. September 1998 | Lichterfelde Ost – Lichterfelde Süd   | 02,668        | Bestand bis 9. Januar 1984                                                                                                  |
| 15. Dezember 1998  | Tegel – Hennigsdorf                   | 08,302        | Bestand bis 9. Januar 1984 (Tegel – Heiligensee) Bestand bis 13. August 1961 (Heiligensee – Hennigsdorf)                    |
| 30. Dezember 1998  | Pichelsberg – Spandau                 | 04,146        | Bestand bis 28. September 1980                                                                                              |
| 19. Dezember 1999  | Jungfernheide – Westhafen             | 03,146        | Bestand bis 28. September 1980                                                                                              |
| 17. September 2001 | Pankow – Gesundbrunnen                | 02,648        | Bestand bis 13. August 1961 (Pankow – Bornholmer Straße) Bestand bis 9. Januar 1984 (Bornholmer Straße – Gesundbrunnen)     |
| 17. September 2001 | Schönhauser Allee – Gesundbrunnen     | 01,783        | Bestand bis 13. August 1961                                                                                                 |
| 17. September 2001 | Schönhauser Allee – Bornholmer Straße | 01,688        | Neubau |
| 15. Juni 2002      | Westhafen – Gesundbrunnen             | 03,463        | Bestand bis 28. September 1980                                                                                              |
| 24. Februar 2005   | Lichterfelde Süd – Teltow Stadt       | 02,880        | 500 Meter Bestand bis 13. August 1961, danach Neubau                                                                        |
| 31. Oktober 2011   | BER – Terminal 5 – BER – Terminal 1–2 | 07,7          | Aufnahme des Fahrgastbetriebs am 26. Oktober 2020                                                                           |

### Ausfälle seit 2009

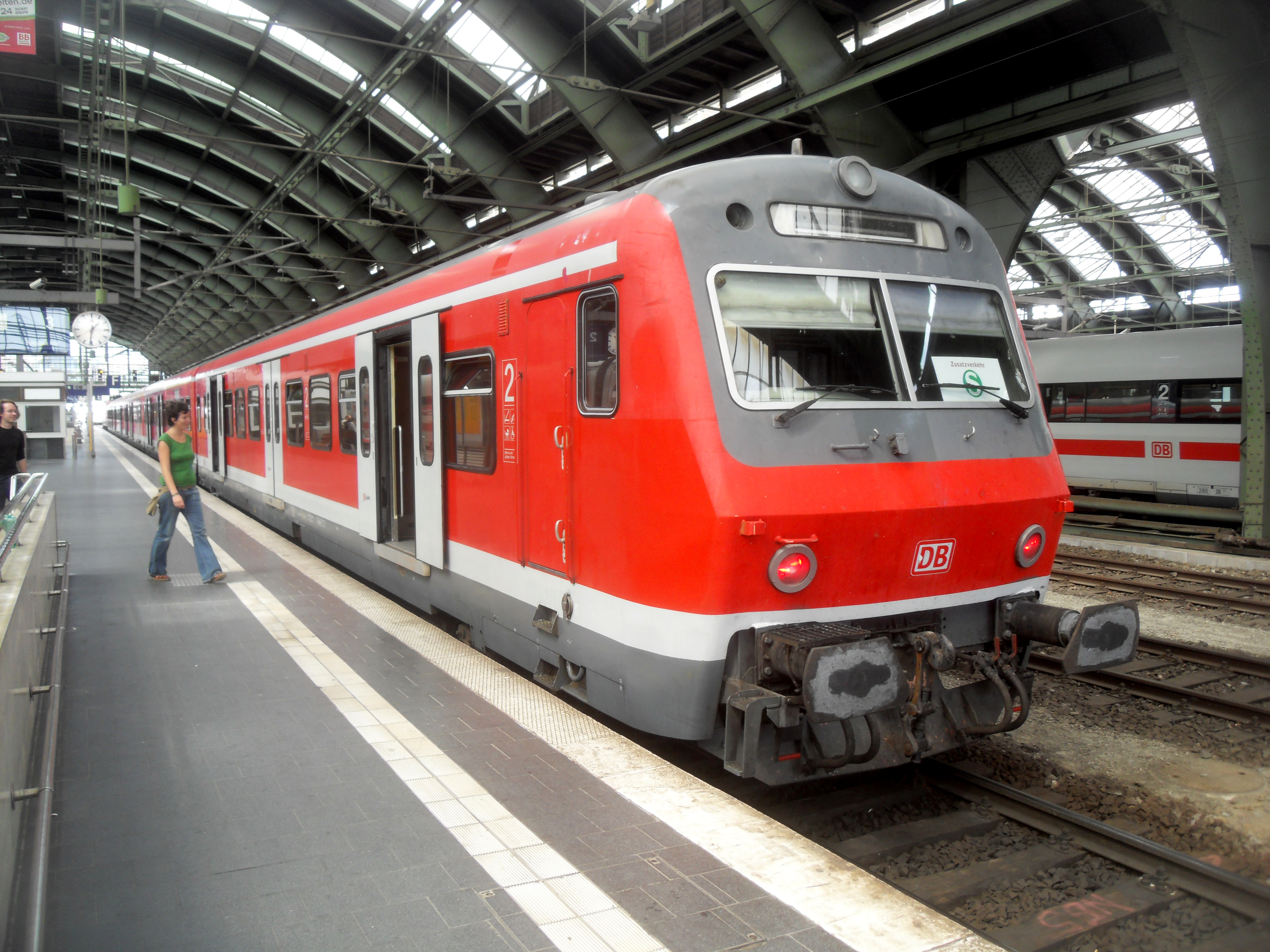
X-Wagen als Zusatzverkehr der S-Bahn Berlin im Berliner Ostbahnhof

Im Winter 2008/2009 kam es unter anderem auf Grund eingefrorener Fahrsperren und defekter Türen zu teilweise starken Einschränkungen im S-Bahn-Verkehr. Teilweise sollen diese laut Arbeitnehmervertretern die Folge von Einsparungen bei der Wartung und bei der Vorbereitung der Züge auf Tiefsttemperaturen gewesen sein.
Am 1. Mai 2009 brach beim Bahnhof Berlin-Kaulsdorf das Rad eines Wagens der Reihe 481. Das Eisenbahn-Bundesamt (EBA) forderte daraufhin zusätzliche Sicherheitsprüfungen, die Räder sollten nunmehr alle sieben Tage überprüft werden. Obwohl der Betreiber dies zugesagt hatte, stellte das EBA am 29. Juni 2009 bei Kontrollen fest, dass die Prüfungen nicht im geforderten Umfang erfolgt waren. Es ordnete deshalb an, ab dem Folgetag alle nicht fristgerecht geprüften Züge vorübergehend abzustellen. In der Folge waren teilweise nur noch 165 der 632 Viertelzüge einsatzbereit. Dies führte am 20. Juli 2009 zu einem Notfahrplan mit massiven Einschränkungen im S-Bahn-Verkehr; einige Linien wurden vorübergehend komplett eingestellt, und auch der S-Bahn-Verkehr auf der Stadtbahn zwischen Bahnhof Zoo und Ostbahnhof wurde für zweieinhalb Wochen ausgesetzt. Insbesondere in den Jahren zuvor unter der Regie der Deutschen Bahn abgebaute Reparaturkapazitäten (stillgelegte Werkstätten, entlassene Mitarbeiter) behinderten eine schnelle Behebung der technischen Probleme.
Am 7. September 2009 wurden Schäden an den Bremszylindern der Züge festgestellt, was erneut zu einem Notfahrplan ab dem folgenden Tag führte, da nur noch 163 von 634 Viertelzügen einsetzbar waren. Offenbar waren auf Grund von Rationalisierungsmaßnahmen seit 2004 Wartungsarbeiten an den Bauteilen nicht mehr im notwendigen Umfang durchgeführt und Wartungsprotokolle gefälscht worden. Der Fahrzeugmangel führte dazu, dass erneut der Verkehr auf der Stadtbahn sowie auf einigen Außenästen eingestellt werden musste.
Erst ab Mitte Oktober 2009 konnte das gesamte Netz wieder befahren werden, jedoch auf vielen Strecken mit ausgedünnten Fahrplänen und meist mit verkürzten Zügen. Die Rückkehr zum Normalfahrplan war von der S-Bahn GmbH im Oktober für Mitte Dezember angekündigt worden, dies konnte jedoch nicht eingehalten werden. Ende Dezember 2009 mussten zudem weitere 70 Viertelzüge wegen Störungen an den Türen und den Antrieben aus dem Verkehr genommen werden.
Ende Dezember 2009 rechnete der Berliner Senat damit, dass die S-Bahn erst 2013 wieder zum Normalbetrieb zurückkehren werde. Am 4. Januar 2010 standen nur noch 287 Viertelzüge zur Verfügung, sodass selbst der Notfallfahrplan nicht aufrechterhalten werden konnte. Wegen unterlassener Wartung und unzureichender Vorbereitung auf den Winter fielen im Januar 2010 über 100 Viertelzüge aus.
Die Bahn hoffte zunächst, bis Mitte 2010, spätestens jedoch bis Ende 2010 wieder den normalen Fahrplan anbieten zu können, eventuell mit verkürzten Zügen. Hierzu sollte der Bestand an einsatzfähigen Fahrzeugen von gegenwärtig 317 auf 500 Viertelzüge gesteigert werden. Dazu kam es jedoch nicht. Im Gegenteil musste das Angebot im Dezember 2010 nach einem Wintereinbruch weiter reduziert werden.
Am 2. Juli 2009 entschloss sich der Aufsichtsrat der S-Bahn, die vierköpfige Geschäftsführung unter der Leitung von Tobias Heinemann von ihren Pflichten zu entbinden. Als neuen Sprecher der Geschäftsführung berief er Peter Buchner, der bisher Regionalbereichsleiter der DB Regio AG war. Wegen des Verdachts gefälschter Wartungsprotokolle beauftragte die Deutsche Bahn Wirtschaftsprüfer und eine Rechtsanwaltskanzlei mit Ermittlungen. Der Abschlussbericht der Ermittlungen bei der S-Bahn Berlin wurde am 23. Februar 2010 veröffentlicht.
Das Eisenbahn-Bundesamt hatte die Ende 2009 turnusmäßig auslaufende Betriebsgenehmigung für die S-Bahn aufgrund der Wartungsmängel zunächst nur um ein Jahr verlängert, entgegen der üblichen 15 Jahre. Ende 2010 erfolgte eine weitere Verlängerung um drei Jahre. Ende 2012 erhielt die S-Bahn wieder eine Verlängerung der Betriebsgenehmigung um 15 Jahre.

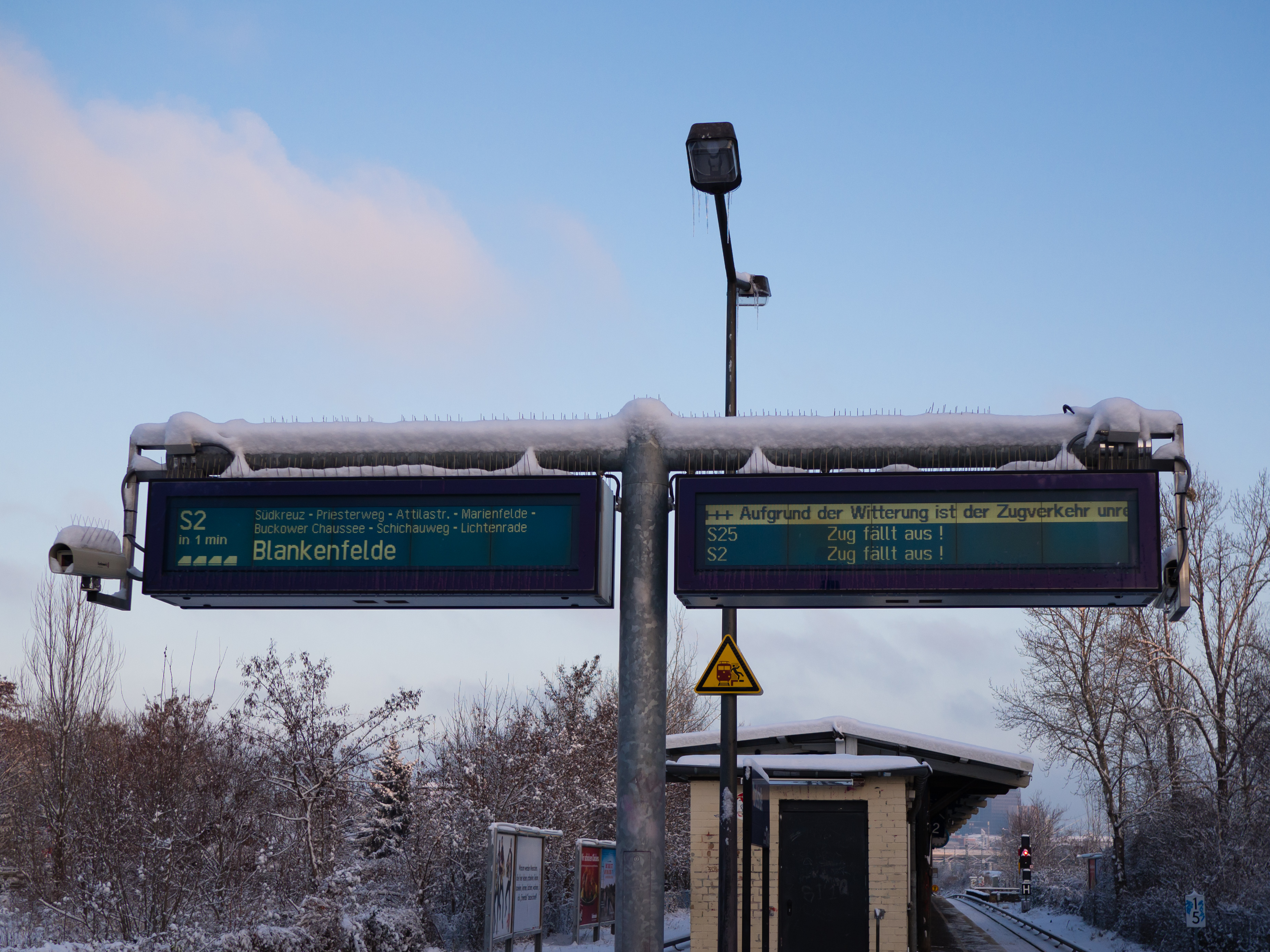
Zugausfälle nach Wintereinbruch, 2014

Der wirtschaftliche Schaden für das Unternehmen ist erheblich. So sah sich die Geschäftsführung aufgrund des Image-Schadens gezwungen, mehrere „Entschädigungspakete“ für die Fahrgäste aufzulegen. Für die Leistungseinschränkungen im Jahr 2009 umfassten die Entschädigungsleistungen ein Volumen von 35 Millionen Euro, im Jahr 2010 waren es 70 Millionen Euro und im Jahr 2011 weitere 38,5 Millionen Euro. Insbesondere der geringe Umfang des dritten Pakets stieß hierbei auf erhebliche Kritik. Darüber hinaus wurden 2009 an vier Wohltätigkeitsorganisationen insgesamt 400.000 Euro gespendet. Anfang 2010 erhöhte die S-Bahn die Ressourcen zur Instandhaltung. Hierzu wurden zusätzliche Mitarbeiter hinzugezogen und bereits geschlossene Werkstätten reaktiviert. Aufgrund der anhaltenden Leistungseinschränkungen und Qualitätsmängel behielt der Berliner Senat Zuzahlungen für das Jahr 2010 in Höhe von 52,4 Millionen Euro ein, für 2011 dann 33,3 Millionen Euro und für 2012 – vorbehaltlich der Endabrechnungen – weitere 11,85 Millionen Euro. Diese Mittel wurden und werden für Verbesserungen im ÖPNV eingesetzt.
Die neue Geschäftsführung unter Peter Buchner kündigte (zusammen mit dem DB-Konzernchef Rüdiger Grube) Mitte 2012 an, bis zum Ende des gleichen Jahres zum vollen Angebot zurückkehren zu wollen. Hierzu kam es jedoch nicht. So fuhren die Verstärkerzüge auf der Linie S1 zwischen Zehlendorf und Potsdamer Platz erst im September 2016 wieder wie bestellt und mussten später erneut eingestellt werden.
Im zweiten Halbjahr 2017 kam es erneut zu größeren Angebotseinschränkungen. Ursächlich waren fehlende Ersatzteile für den planmäßig anstehenden Radsatztausch an einer größeren Anzahl von Zügen der Baureihe 481. Hierdurch waren bis zu 25 Viertelzüge nicht einsatzfähig.
Für das Jahr 2017 wurde der Vergütungsanspruch der S-Bahn Berlin GmbH wegen Ausfällen, Minder- und Schlechtleistungen um insgesamt 27,7 Millionen Euro gekürzt. Gegengerechnet wurden Vergütungsansprüche in Höhe von 13,3 Millionen Euro für die Bereitstellung von Ersatzverkehren, die Preisanpassung bei Energiekosten, den Nachteilsausgleich aus der Fahrzeugbindung sowie zusätzliche Sicherheitsleistungen, sodass rund 14,4 Millionen Euro einbehalten wurden.
Weiterhin sind regelmäßig Ausfälle von Umläufen zu beklagen. Hierbei werden mehr als die Hälfte aller Störungen durch die S-Bahn Berlin GmbH selbst verursacht, insbesondere mangels Fahrzeugreserven, durch fehlendes Personal sowie wegen technischer Probleme an Fahrzeugen. Darüber hinaus treten gehäuft Störungen am Netz auf.
Zu den technischen Störungen gehören Defekte an den Gleisfreimeldeanlagen, die in den 1990er Jahren mit Niederfrequenz-Gleisstromkreisen errichtet wurden. Diese sollen bis Mitte der 2030er Jahre durch Achszählkreise ersetzt werden. Begonnen wird auf problematischen Abschnitten der Berliner Stadtbahn ab 2028. Störungen in der Stadtmitte führen ebenda zu einem Notbetrieb, bei dem statt 7 Zuggruppen nur noch 4 verkehren können, und die anderen Linien von Osten bereits Ostbahnhof, Warschauer Straße und Lichtenberg wenden.

## Fahrzeuge

### Baureihen
Seit der Aufnahme des elektrischen Betriebs 1924 kamen bei der S-Bahn insgesamt zehn Baureihen zum Einsatz (Umbauten und Umbenennungen nicht mit eingerechnet). Da es, bedingt durch Krieg und Rekonstruktion, zu mehrmaligen Umnummerierungen kam, lässt sich kaum ein einheitliches Schema darstellen. Seit Anfang der 2000er Jahre werden drei Baureihen (480, 481/482, 485) eingesetzt.
Obenstehende Tabelle gibt eine Übersicht der Baureihen der Berliner S-Bahn von den ersten Versuchsfahrzeugen im Jahr 1922 bis hin zur modernen Baureihe 481/482.
Ab 1941 führte die DR einheitliche Bezeichnungen für ihre Elektrotriebwagen ein, dieses Schema wurde 1970 durch ein EDV-gerechtes System abgelöst. 1992 erfolgte die Anpassung an das Baureihenschema der DB.

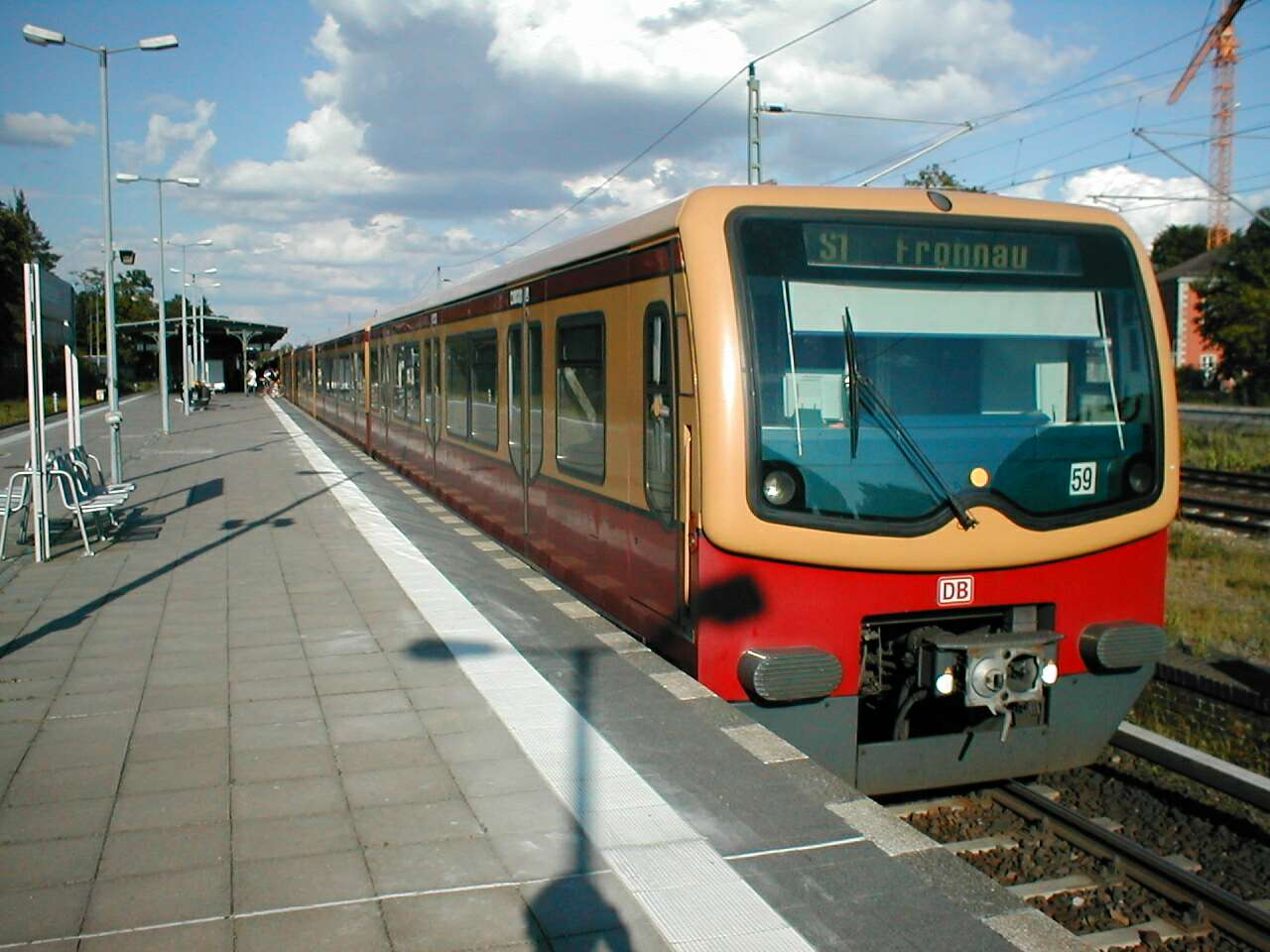
Baureihe 481
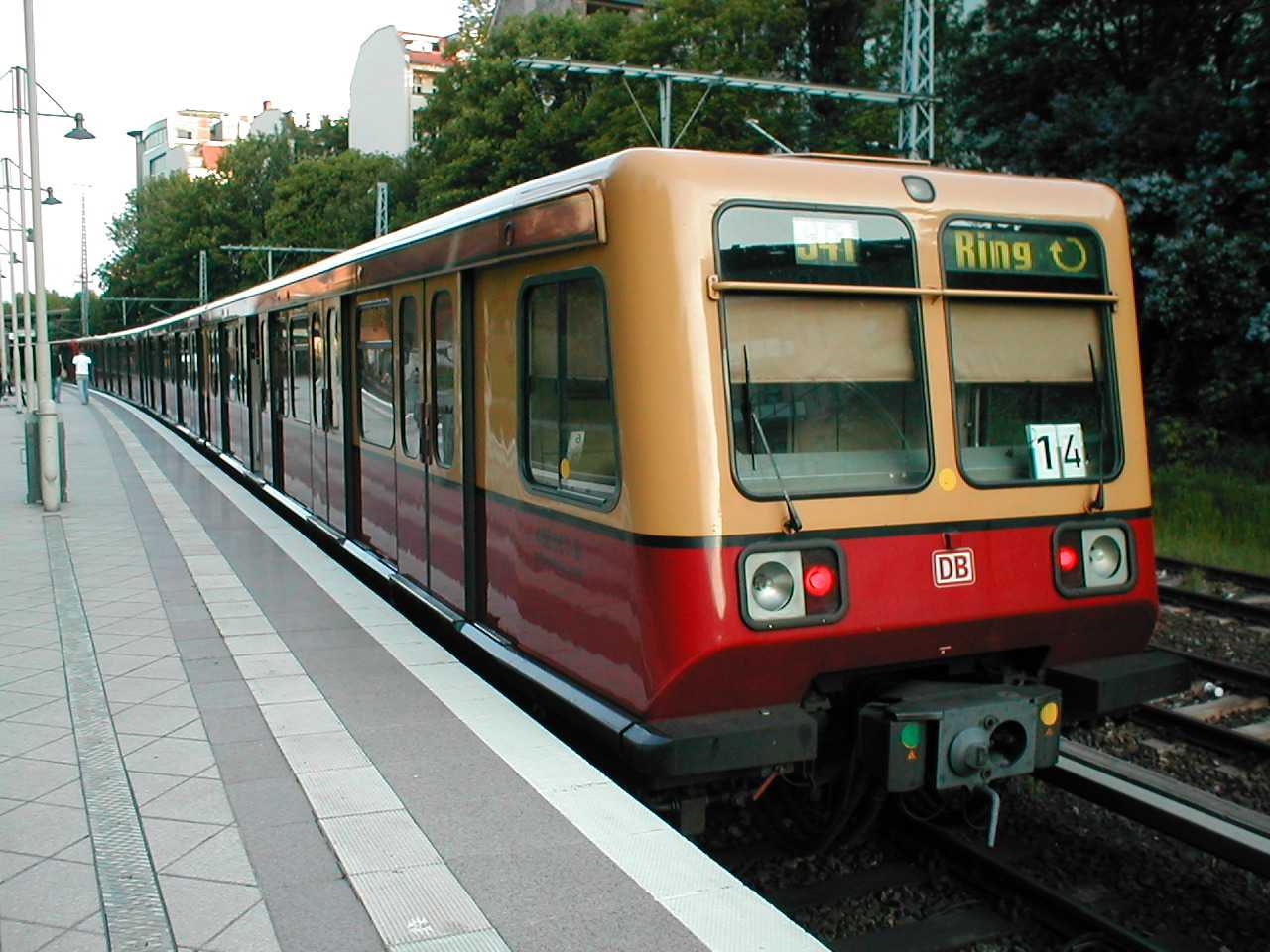
Baureihe 485
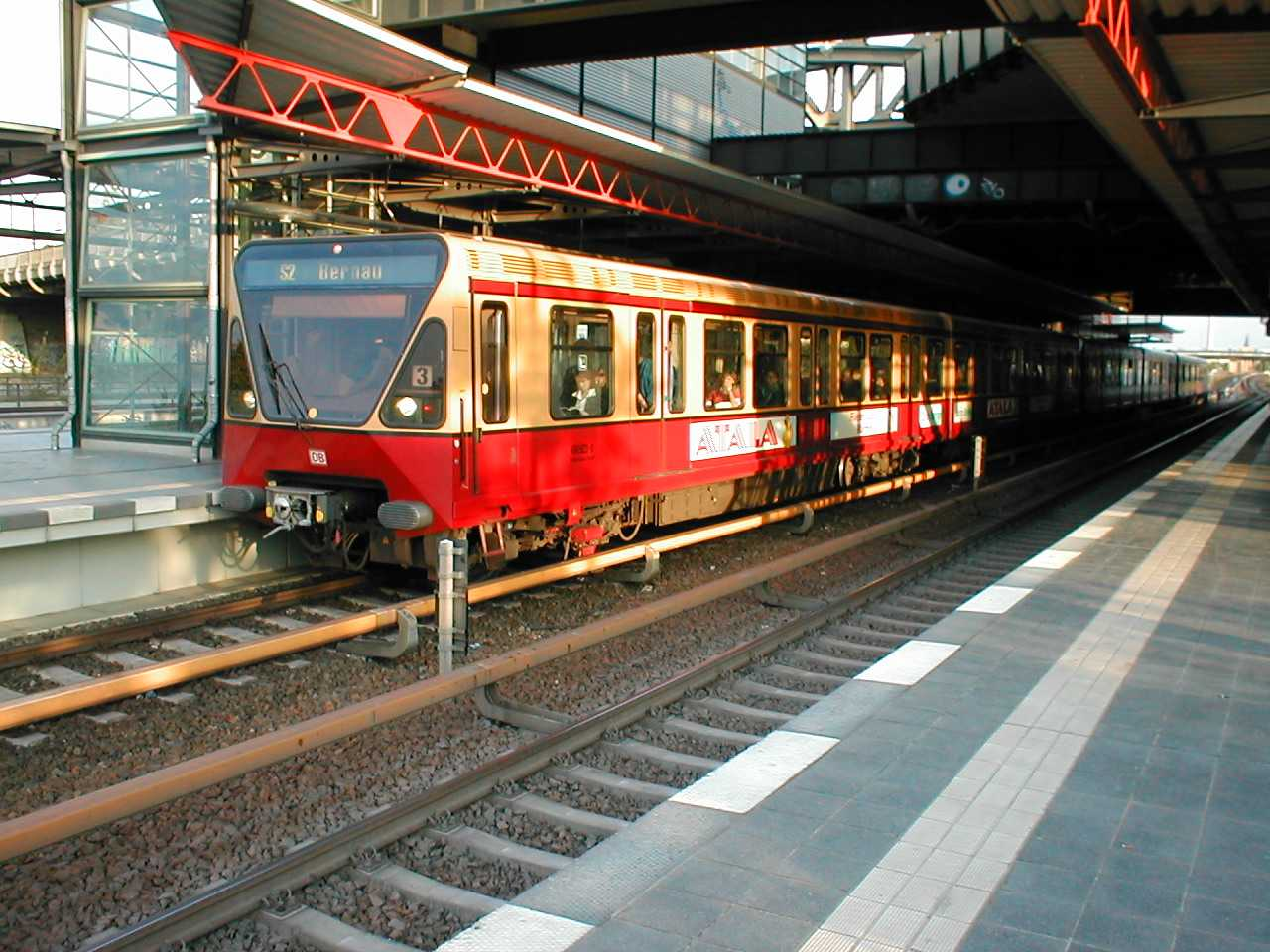
Baureihe 480
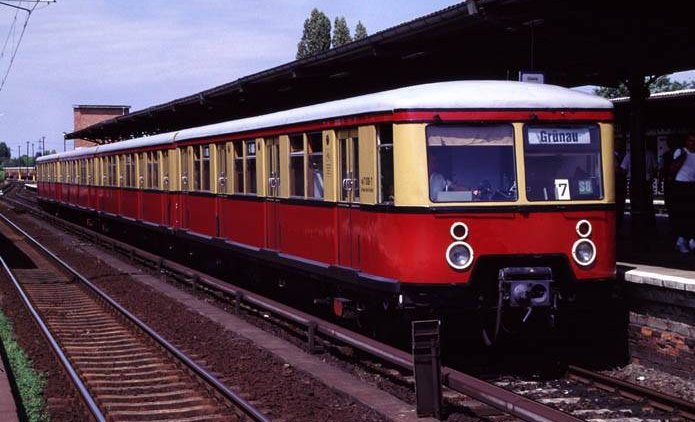
Baureihe 477
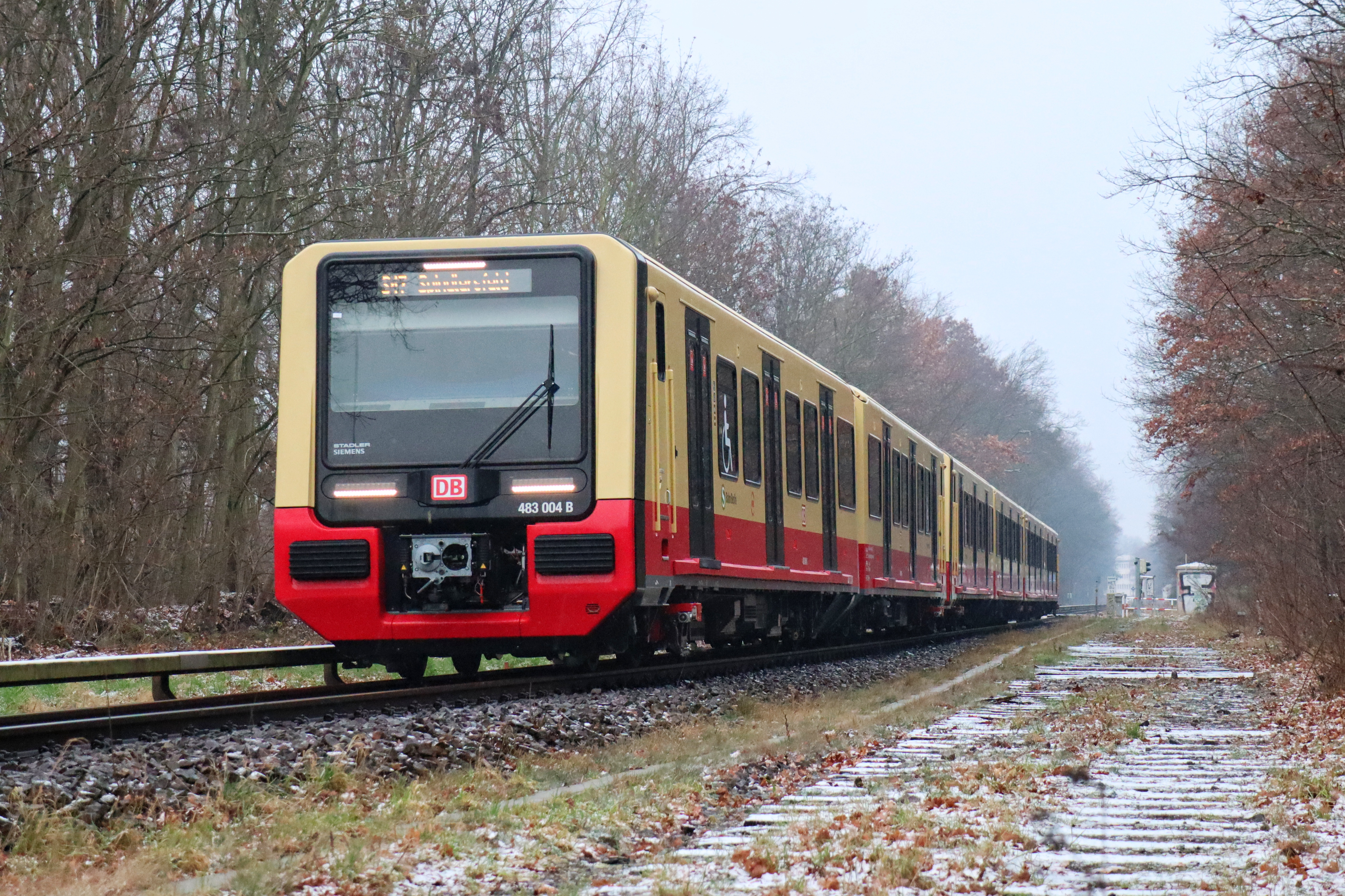
Baureihe 483/484

### Zugbildung

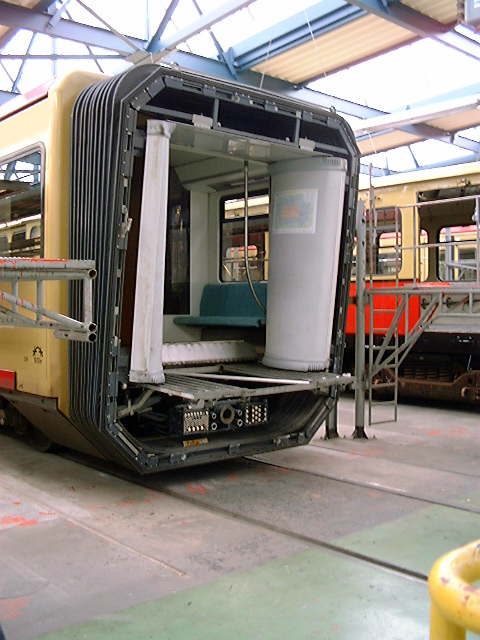
Getrennte Kurzkupplung der Baureihe 481

Die kleinste Einheit bei der Berliner S-Bahn ist ein Viertelzug (kurz: Viertel). Der Name geht auf die Zugstärke zurück, so gehen aus dem Viertelzug der Halbzug (zwei Viertel), der Dreiviertelzug (drei Viertel) und der Vollzug (vier Viertel) hervor. Ein Viertel besteht dabei aus zwei Einzelwagen. Alle seit 1925 gebauten Einheiten bei der Berliner S-Bahn weisen diese Aufteilung auf.
Die Viertelzüge lassen sich nochmals in vier Kategorien aufteilen: Steuerviertel,  EMB-Viertel, Passviertel und Peenemünder Viertel.

#### Steuerviertel
Die ersten Wagen der S-Bahn (Bauart Oranienburg und Bauart Stadtbahn) wurden anfangs noch statt mit einem Beiwagen (EB) mit einem Steuerwagen (ES) ausgeliefert. So war es möglich, dass ein Viertelzug mit Trieb- und Steuerwagen die kleinste betriebliche Einheit bildete. Infolge der regen Nachfrage setzte die S-Bahn fast ausschließlich Halbzüge oder größere Einheiten ein. Die Steuerwagen der Baureihe 168 wurden daher unter Beibehaltung des bisherigen Führerstandsraumes Mitte der 1930er Jahre zu Beiwagen umgebaut. Die gewonnenen elektrischen Apparate dienten der Ersatzteilgewinnung, in den freigewordenen Räumen waren künftig Schaltelemente und Sicherungen untergebracht. Bei den Stadtbahnern fand der Rückbau ab 1942 bis Kriegsende statt. Im Mai 1945 verfügte die Berliner S-Bahn über keine Steuerwagen mehr. Ehemalige Steuerwagen waren noch Jahrzehnte später an der typischen dreiteiligen Stirnwand, allerdings ohne Fenster, zu erkennen.

#### EMB-Viertel und Paßviertel

Wannseebahn-Versuchstriebwagen der Bauart 1932a (ET 165.8) im Zustand der 1960er Jahre nach der Umrüstung auf EMB. Erkennbar sind die UKW-Antenne vor dem Führerstandsfenster und der weiß aufgemalte Hinweis EMB am Kopfträger, 2007

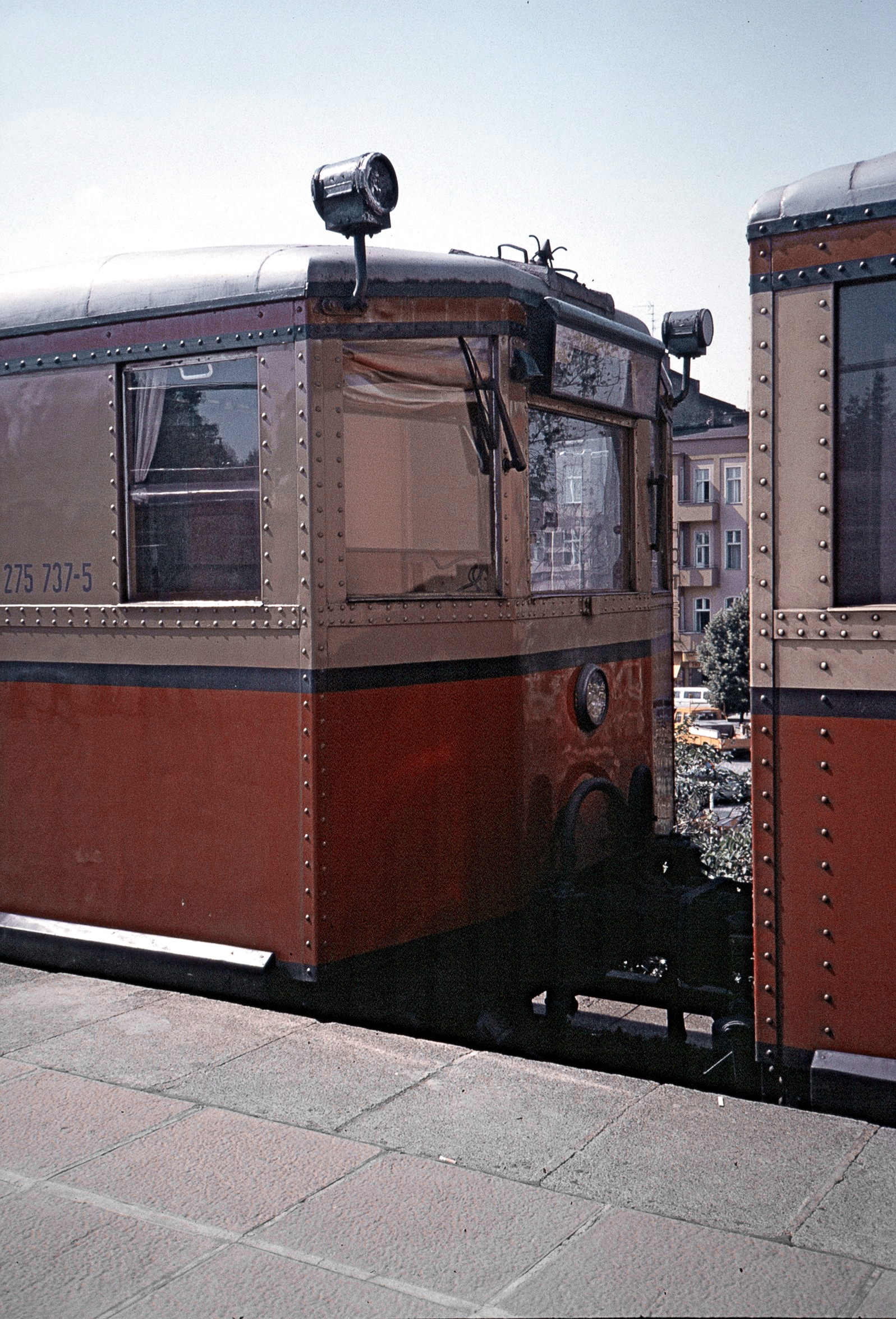
Passviertel der Baureihe 275 (ex ET 165) am Bahnhof Charlottenburg, 1987

Die Baureihen, die vor 1959 ausgeliefert wurden (ET 165–169), waren bis zu diesem Zeitpunkt für einen Zweimannbetrieb ausgelegt worden. Das heißt, dass der Triebwagenschaffner des Zuges das Abfertigungssignal der Bahnsteigaufsicht aufnahm und daraufhin dem Triebwagenführer das Zeichen zum Schließen der Türen und den Abfahrauftrag gab. Er beteiligte sich zudem an der Strecken- und Signalbeobachtung und hatte den Zug anzuhalten, falls der Triebwagenführer dienstunfähig werden sollte.
Zur Einführung des Einmannbetriebs (EMB) waren daher diverse Umbauten notwendig, damit der Triebfahrzeugführer die Aufgaben des Triebwagenschaffners übernehmen konnte. Dies betraf den Einbau einer Sicherheitsfahrschaltung (Sifa) und einer Funkwechselsprechanlage zur Übermittlung des Abfahrauftrags. Die Funkantennen befanden sich stirnseitig an den Triebwagen. Da das Funksignal über die jeweils hintere Antenne empfangen wurde, mussten die Steuerleitungen neu belegt werden, um das Signal in den vorderen Triebwagen übertragen zu können. Einhergend mit dem Umbau wurden die Führerstände durch Versetzen der Rückwände vergrößert, um die Arbeitsbedingungen der Triebfahrzeugführer zu verbessern. Hierfür entfielen vier Sitzplätze an den Trennwänden zum Führerstand. Der Umbau der Führerstände fand bei einzelnen Viertelzügen der Baureihe 167 bereits ab Ende 1962 als vorbereitende Maßnahme im Rahmen einer Generalreparatur statt.
Die Umrüstung begann Ende 1963 bei den Zügen der Baureihe 167, 1964 wurde der erste Zug fertiggestellt. Ab 1965 erstreckte sie sich auf die Baureihen 166 und 165. Die zu EMB-Vierteln umgebauten Züge der Baureihe 165 erhielten hierbei in die Stirnfront eingelassene Spitzen- und Schlussleuchten, die klassischen Oberwagenlaternen entfielen. Bei der Baureihe 166 wurde in Rahmen des Umbaus die Bordnetzspannung von sechs auf 24 Volt erhöht. Bis in die 1980er Jahre war zur Kenntlichmachung an den Querträgern des Hauptrahmens das Kürzel EMB angeschrieben.
Neben sämtlichen Viertelzügen der Baureihe 167 wurden 32 Viertelzüge der Baureihe 166 und 328 Viertelzüge der Baureihe 165 auf Einmannbetrieb umgerüstet. Die 1962 ausgemusterten Baureihen 168 und 169 blieben von dem Umbau unberührt. Planmäßig begann der Einmannbetrieb am 25. Februar 1965 auf den Ost-Berliner Zuggruppen B und F zwischen Friedrichstraße und Erkner, im Westteil war die Zuggruppe H zwischen Friedrichstraße und Spandau West ab dem 1. November 1967 auf EMB umgestellt. Ein Jahr darauf waren sämtliche Zuggruppen im Ostteil umgestellt, am 1. Oktober 1969 auch im Westen. Eine Ausnahme bildete die Zuggruppe 5 zwischen Zehlendorf und Düppel. Da der Endpunkt Düppel und der 1972 eröffnete Haltepunkt Zehlendorf Süd über keine Fahrkartenausgabe verfügten, oblag dem Triebwagenschaffner die Erhebung des Fahrgeldes.
Bei 127 Viertelzügen der Baureihe 165 und sechs Viertelzügen der Baureihe 166 fand lediglich eine Anpassung der Steuerleitungen statt, wagenbaulich blieben sie unverändert. Im Einmannbetrieb konnten sie dementsprechend nur in Zugmitte „eingepasst“, das heißt zwischen zwei EMB-Viertel gekuppelt, verkehren. Sie wurden teilweise in den 1970er Jahren nachgerüstet.

#### Peenemünder Viertel
Ab 1929 wurden bei den älteren Fahrzeugen der S-Bahn ausschließlich Trieb- und Beiwagen als Viertel geliefert. Eine Ausnahme bildeten die umgebauten Wagen der Peenemünder Werkbahn, die nach dem Krieg zur Berliner S-Bahn kamen. Diese Züge waren aus je einem Trieb- und Steuerwagen bestehend geliefert worden. Dies ermöglichte es, auf schwach frequentierten Strecke (z. B. Siemensbahn Jungfernheide – Gartenfeld) Viertelzüge anstatt der üblichen Halbzüge einzusetzen. Die Fahrzeuge wurden in die Reihe ET 167 eingegliedert (EB 167 242–243, ET/EB 167 284–292), obwohl sie bei der Anpassung an die Berliner Verhältnisse die inkompatiblen Steuerstromkupplungen (Klavier) mit abweichender Belegung verloren hatten und nicht mit den Wagen der ursprünglichen Reihe ET 167 kuppelbar waren. Folgerichtig wurden sie 1965 in die Baureihe ET 166, 1970 dann 276.0 (276 065–078) umnummeriert. Erst mit der Rekonstruktion wurden sieben der neun in Berlin vorhandenen Peenemünder Viertelzüge unter Beibehaltung der Steuerwagen der Baureihe 277 angeglichen. Hier bildeten sie die besondere Nummerngruppen 277 293–295 sowie 403–420, nach der Umzeichnung 1992 477/877 601–608. Im Zugverband liefen die Steuerviertel üblicherweise ohne Beachtung der Reihung, damit verkehrten auch Steuerwagen regelmäßig an der Zugspitze. Neben den Fahrgeräuschen waren sie nur durch zwei schmale Schränke in den Ecken am Kurzkuppelende von den Triebwagen zu unterscheiden. Die dort vorhandene Sitzbank bot damit nur vier statt der sonst üblichen fünf Plätze. Die übrige Raumaufteilung mit Traglastenraum am Führerstandsende entsprach den Triebwagen.

## Entwicklung der Fahrgastzahlen
Die Fahrgastzahlen stiegen nach der politischen Wende 1990 kontinuierlich an. Hauptgründe dafür waren die Wiedereröffnung von vormals stillgelegten Strecken im Westteil Berlins und im Umland sowie die Verknüpfung der Netze in Ost und West, wodurch neue Direktverbindungen durch die gesamte Stadt geschaffen wurden. Ebenso wirkte der Bevölkerungsanstieg im Umland und Stadtrandgebieten sowie der Wegfall ideologischer Nutzungshürden im Westteil.
Temporäre Höhepunkte wurden 2006 mit der Fußball-Weltmeisterschaft – bei der einen Monat lang ein Rund-um-die-Uhr-Betrieb gefahren wurde – und 2008, dem Jahr vor dem Beginn der S-Bahn-Krise, erreicht. Der Rückgang während des Höhepunktes der S-Bahn-Krise im Jahr 2009 ist allerdings nur sehr gering, obwohl teilweise wochenlang die Kernabschnitte des S-Bahn-Netzes nicht bedient wurden. Bereits im darauffolgenden Jahr setzte der Aufwärtstrend wieder ein. 2012 wurde trotz des krisenbedingt immer noch eingeschränkten Angebots ein neuer Höchstwert erreicht. Seit mehreren Jahren werden immer neue Rekordwerte erreicht, 2019 zuletzt mit 485 Millionen Fahrgästen.
Die S-Bahn-Fahrgastzahlen müssen auch in Relation zu den anderen öffentlichen Verkehrsträgern gesehen werden. 1925 benutzten insgesamt 1,4512 Milliarden Fahrgäste S-Bahn, U-Bahn, Tram und Bus. Die S-Bahn hatte dabei einen Anteil von 29 %. 1939 waren es 1,726 Milliarden Fahrgäste (33 % in der S-Bahn), 2001 1,2 Milliarden Fahrgäste (34 % in der S-Bahn) und 2016 1,5117 Milliarden Fahrgäste (28 % in der S-Bahn).
| Jahr | Fahrgäste pro Jahr |
| ---- | ------------------ |
| 1906 | 170 Mio.           |
| 1925 | 420 Mio.           |
| 1939 | 569 Mio.           |
| 1950 | 469 Mio.           |
| 1974 | 188 Mio.           |
| 1991 | 193 Mio.           |
| 1992 | 214 Mio.           |
| 1993 | 218 Mio.           |
| 1994 | 237 Mio.           |
| 1995 | 245 Mio.           |
| 1996 | 264 Mio.           |
| 1997 | 264 Mio.           |
| 1998 | 270 Mio.           |
| 1999 | 280 Mio.           |
| 2000 | 291 Mio.           |
| 2001 | 296 Mio.           |
| 2002 | 305 Mio.           |
| 2003 | 315 Mio.           |
| 2004 | 318 Mio.           |
| 2005 | 357 Mio.           |
| 2006 | 376 Mio.           |
| 2007 | 371 Mio.           |
| 2008 | 388 Mio.           |
| 2009 | 371 Mio.           |
| 2010 | 376 Mio.           |
| 2011 | 383 Mio.           |
| 2012 | 395 Mio.           |
| 2013 | 402 Mio.           |
| 2014 | 413,9 Mio.         |
| 2015 | 416,8 Mio.         |
| 2016 | 430,7 Mio.         |
| 2017 | 436,2 Mio.         |
| 2018 | 478,1 Mio.         |
| 2019 | 485,0 Mio.         |
| 2020 | 334,0 Mio.         |
| 2021 | 304,0 Mio.         |
| 2022 | 410,0 Mio.         |
| 2023 | 473,0 Mio.         |
| 2024 | 456 Mio.           |

## Stillgelegte Strecken
In der folgenden Liste sind die 72,051 km Strecken aufgeführt, die durch verschiedene Ereignisse nicht mehr zum Netz der Berliner S-Bahn gehören.
| Datum              | Streckenabschnitt                                                 | Länge (in km) | Bemerkung                                                                                   |
| ------------------ | ----------------------------------------------------------------- | ------------- | ------------------------------------------------------------------------------------------- |
| 28. Juli 1938      | Stettiner Vorortbahnhof – nördlicher Tunnelmund der Nord-Süd-Bahn | 00,174        | ersetzt durch Nord-Süd-S-Bahn                                                               |
| 09. Oktober 1939   | Potsdamer Wannseebahnhof – Schöneberg                             | 03,918        | ersetzt durch Nord-Süd-S-Bahn                                                               |
| 06. November 1939  | Potsdamer Ringbahnhof – Yorckstraße                               | 01,430        | ersetzt durch Nord-Süd-S-Bahn                                                               |
| 03. Juli 1944      | Potsdamer Ringbahnhof – Südring-Spitzkehre (Ost und West)         | 03,500        | teilweise Planungsstufe 4 der S21 (Cheruskerkurve)                                          |
| Februar 1945       | Potsdamer Bahnhof – Zehlendorf Mitte                              | 11,960        | Bankierszüge (Fernbahngleise)                                                               |
| Februar 1945       | Verbindung Stammbahn – Wannseebahn                                | 01,040        | Bankierszüge                                                                                |
| 1945               | Charlottenburg – Westend                                          | 03,008        | Westkreuz (Nordkurve)                                                                       |
| 13. August 1961    | Wannsee – Stahnsdorf                                              | 04,135        | Mauerbau                                                                                    |
| 13. August 1961    | Spandau – Falkensee                                               | 06,614        | Mauerbau; Wiederaufbau geplant                                                              |
| 13. August 1961    | Blankenfelde – Rangsdorf                                          | 04,843        | Mauerbau; Wiederaufbau diskutiert                                                           |
| 13. August 1961    | Stadtgrenze (500 Meter hinter Lichterfelde Süd) – Teltow          | 02,200        | Ersetzt durch Neubau nach Teltow Stadt statt Teltow                                         |
| 09. Dezember 1961  | Schönhauser Allee – Pankow                                        | 02,942        | Gütergleise ersetzt durch „Ulbricht-Kurve“                                                  |
| 17. September 1980 | Jungfernheide – Gartenfeld                                        | 04,460        | Streik 1980; Wiederaufbau geplant                                                           |
| 17. September 1980 | Zehlendorf – Düppel                                               | 02,300        | Streik 1980; Wiederaufbau zugunsten von Regionalverkehr verworfen                           |
| 17. September 1980 | Spandau – Staaken                                                 | 03,829        | Streik 1980                                                                                 |
| 17. September 1980 | Spandau – Jungfernheide                                           | 06,170        | Streik 1980                                                                                 |
| 20. September 1983 | Hennigsdorf – Velten                                              | 05,873        | nach Mauerbau elektrischer Gleichstrom-S-Bahn-Inselbetrieb bis 1983; Wiederaufbau erwünscht |
| 2001               | Schönhauser Allee – Pankow                                        | 02,075        | „Ulbricht-Kurve“ ersetzt durch Neubaustrecke                                                |
| 27. Mai 2006       | Ostkreuz (Nordkurve)                                              | 00,580        | Umbau Ostkreuz                                                                              |

Geht man von den bestehenden Planungen und Forderungen verschiedener Verbände im Berliner Umland aus, könnte es zur Reaktivierung von insgesamt 30,544 km dieser Strecken kommen. Auf der Strecke zwischen Charlottenburg und Halensee (1,822 km) wird seit dem Streik 1980 kein Planverkehr mehr durchgeführt, sie ist aber noch eingleisig für Betriebsfahrten in Betrieb.